# Herford

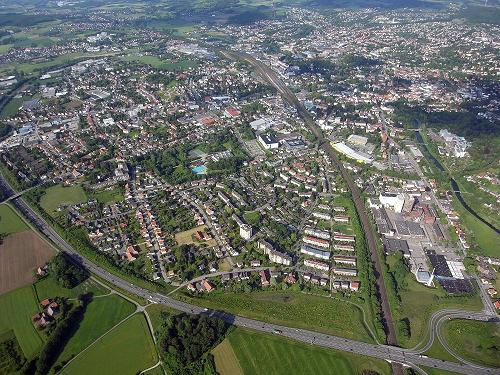
Luftbild des Herforder Westens

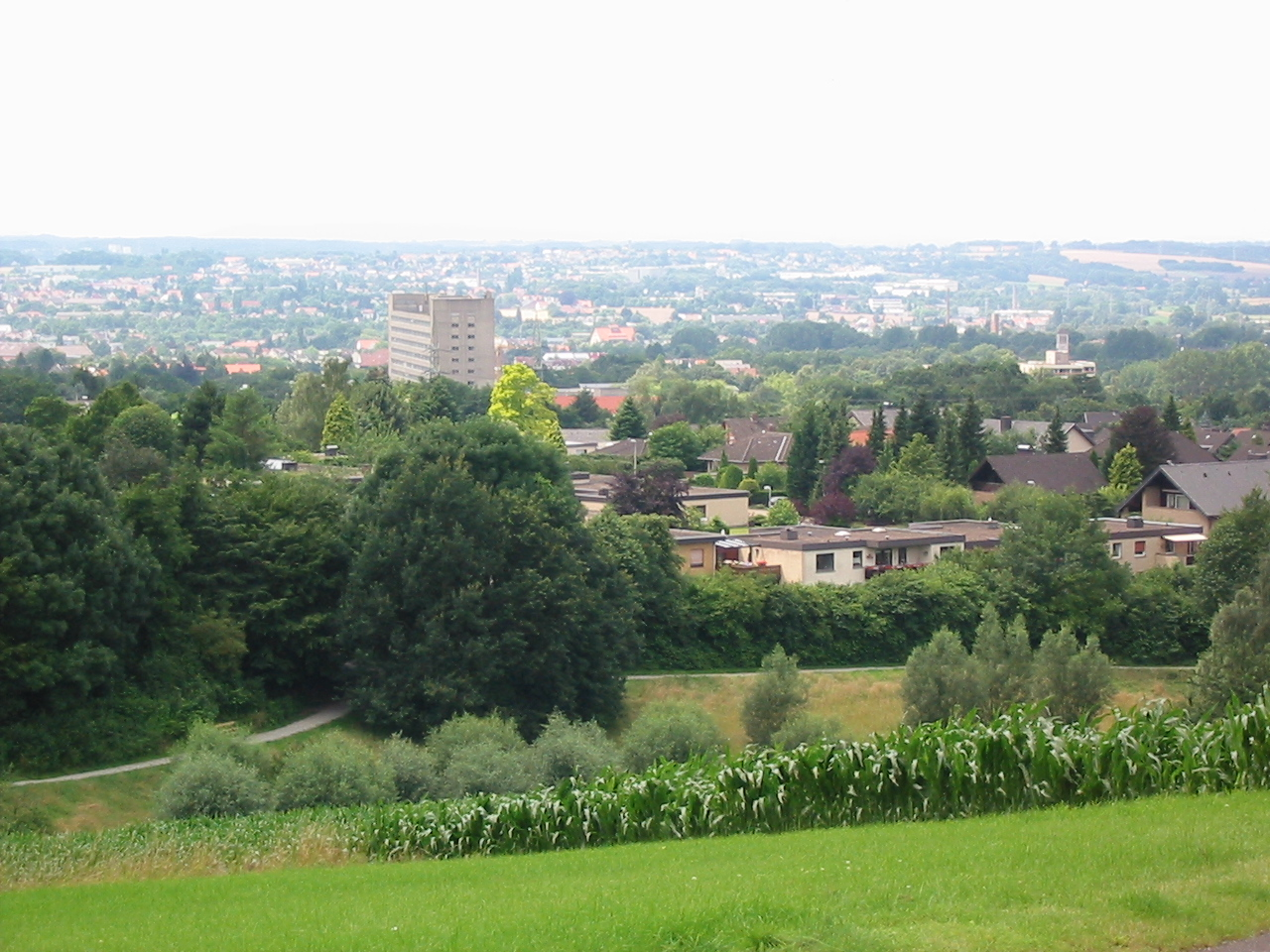
Blick vom Hamscheberg an der Vlothoer Straße auf den Herforder Norden. In der Mitte das Klinikum 2007 vor der Sanierung.

Die Hansestadt Herford ([ˈhɛɐ̯fɔʁt] ⓘ; westfälisch-niederdeutsch Hiärwede, Hiarwede, Hiarwe) ist eine große kreisangehörige Stadt mit etwa 67.000 Einwohnern in Nordrhein-Westfalen. Sie liegt im Regierungsbezirk Detmold und ist die Kreisstadt des Kreises Herford.
Herford gehört zum ostwestfälischen Verdichtungsraum, der sich von Gütersloh über Bielefeld und Herford bis Minden erstreckt. Die Stadt liegt im Ravensberger Hügelland zwischen Teutoburger Wald und Wiehengebirge, 15 Kilometer nordöstlich von Bielefeld.
Herford wurde nicht gegründet, die Stadtwerdung wird um das Jahr 789 datiert. Die Stadt entwickelte sich im frühen Mittelalter zu einer der bedeutendsten und am stärksten befestigen Handelsstädte Westfalens und war ab 1246 Mitglied im Ladbergener Städtebund und ab 1342 in der Hanse. Das um 800 gegründete Frauenkloster entwickelte sich zu einem bedeutenden geistigen Zentrum. Herford war bis zur Annexion durch Preußen im Jahr 1652 freie Reichsstadt. Das Territorium des Frauenstifts blieb bis 1803 freie Reichsabtei. Von 1911 bis 1968 war Herford kreisfreie Stadt in Preußen und Nordrhein-Westfalen.
Herford ist Gründungsmitglied der Westfälischen Hansestädte und der Neuen Hanse und trägt seit 2013 den offiziellen Namenszusatz Hansestadt.

## Geografie

### Geografische Lage
Herford liegt im nordöstlichen Teil des Landes Nordrhein-Westfalen in der Region Ostwestfalen-Lippe und gehört geografisch zum Ravensberger Hügelland. Die Stadt befindet sich zwischen Teutoburger Wald und Wiehengebirge. Die östlichen Erhebungen der Stadt wie der Stuckenberg mit dem Stadtwald gehören zum Lipper Bergland. Höchste Erhebung ist der Dornberg (240 m) im Stadtteil Schwarzenmoor. Der niedrigste Punkt (56 m) liegt im Werretal im Stadtteil Falkendiek. Das Ravensberger Hügelland ist leicht wellig mit zahlreichen kleinen Sieken und wird intensiv landwirtschaftlich genutzt. Die waldarme Landschaft ist lediglich in den Höhenlagen bewaldet.
Die Stadt liegt an der Mündung der Aa in die Werre, die sich nördlich des Stadtzentrums befindet. Die Werre durchfließt die Stadt von Bad Salzuflen bis zur Aa-Mündung in Südost-Nordwest-Richtung. Von dort verläuft sie nach Norden, wobei sie größtenteils die Stadtgrenze zur Gemeinde Hiddenhausen bildet. Die Aa kommt aus Richtung Bielefeld, wo sie erst kurz vor der Herforder Stadtgrenze an der Einmündung der Lutter in den Johannisbach ihren Namen erhält. Die Aa ist der Grenzfluss zwischen den Herforder Stadtteilen Elverdissen, das östlich der Aa liegt, und Stedefreund sowie Diebrock. In Richtung Norden trennt sie die Altstädter Feldmark von der Radewiger Feldmark, die Altstadt von der Radewig und die Herforder Neustadt von der Radewiger Feldmark. Die Werre bildet die Grenze zwischen der Neustädter Feldmark östlich des Flusses sowie der Altstädter Feldmark, der Neustadt und der Radewiger Feldmark westlich der Werre.
Herford liegt 15 Kilometer nordöstlich von Bielefeld und 46 Kilometer östlich von Osnabrück. Über die Bundesautobahn 2 und die Bahnstrecke Hamm–Minden sind Dortmund und Hannover erreichbar, die beide etwa 100 Kilometer entfernt sind. Entlang dieser Achse erstreckt sich das ostwestfälische Verdichtungsgebiet, das von Gütersloh über Bielefeld und Herford bis Minden reicht.
Zum Stadtgebiet gehören folgende Berge und Erhöhungen: Der Dornberg, der Stuckenberg (Schwarzenmoor), der Heuberg (Schwarzenmoor) und der Homberg (in Falkendiek).
Seit dem Verlust der Kreisfreiheit gehört Herford seit dem 1. Januar 1969 wieder als größte Stadt dem Kreis Herford an.

### Stadtgliederung
Seit 1969 besteht die Stadt aus folgenden Stadtteilen (Einwohnerzahlen Stand 31. Dezember 2015):
| Stadtteil     | Fläche    | Einwohner |
| ------------- | --------- | --------- |
| Herford-Stadt | 25,07 km² | 51.798    |
| Diebrock      | 7,04 km²  | 2.024     |
| Eickum        | 7,39 km²  | 1.767     |
| Elverdissen   | 9,31 km²  | 4.158     |
| Falkendiek    | 6,57 km²  | 861       |
| Herringhausen | 2,16 km²  | 2.736     |
| Laar          | 4,80 km²  | 467       |
| Schwarzenmoor | 14,74 km² | 1.632     |
| Stedefreund   | 1,78 km²  | 1.462     |

Gliederung von Herford-Stadt

Mit Herford-Stadt ist die Kernstadt gemeint, wie sie bis zum 31. Dezember 1968 existierte. Sie besteht aus der Innenstadt und den Feldmarken, die keine eigenen Stadtteile sind.
Die Innenstadt ist das historische Zentrum der Stadt, das sich innerhalb der Wallanlagen befindet. Zu ihr gehören der frühere Abteibezirk („die Freiheit“), das älteste Stadtviertel Radewig, die Altstadt und die Neustadt. Altstadt und Radewig wurden gemeinsam von einem Rathaus auf dem Alten Markt verwaltet, die Neustadt war selbständig und hatte ein eigenes Rathaus. Die drei Stadtviertel schlossen sich erst 1634 zu einer Stadt zusammen.
Zu jedem Stadtviertel gibt es eine Feldmark, die sich von der Innenstadt bis zur ehemaligen Stadtgrenze erstreckt: Die Altstädter Feldmark (im Südosten), die Neustädter Feldmark (im Nordosten) und die Radewiger Feldmark (im Westen). Innerhalb der Neustädter Feldmark liegen die Bereiche Stiftberg, Friedenstal und Waldfrieden (mit dem Tierpark) und Nordstadt, die jedoch nicht genau umgrenzt sind.
Der flächenmäßig größte der am 1. Januar 1969 eingemeindeten Stadtteile ist Schwarzenmoor, der kleinste ist Stedefreund. Innerhalb der Stadtteile gibt es die Bereiche oder Viertel Dickenbrock (in Herringhausen), Hausheide und Hollinde (in Diebrock), Nieder-Eickum, Ober-Eickum, Pottkamp und Kaishagen (in Eickum), Elsen, Herforder Heide und Hillewalsen beziehungsweise Hillewalser Baum (in Elverdissen).

### Ausdehnung und Nutzung des Stadtgebiets

Flächennutzung

Die Gesamtfläche der Stadt Herford beträgt 79,15 km². Die größte Ausdehnung in Nord-Süd-Richtung beträgt 13,1 Kilometer und in Ost-West-Richtung 13,8 Kilometer. Die Stadtgrenze hat eine Länge von 56 Kilometern. Die Innenstadt innerhalb der Wälle (Altstadt, Neustadt, Radewig) hat eine Fläche von 58 ha (0,58 km²). Die Länge der Wälle beträgt 3,1 Kilometer.
| Fläche nach Nutzungsart | Landwirt- schafts- fläche | Wald- fläche | Gebäude-, Frei- und Betriebsfläche | Verkehrs- fläche | Wasser- fläche | Sport- und Grünfläche | sonstige Nutzung |
| ----------------------- | ------------------------- | ------------ | ---------------------------------- | ---------------- | -------------- | --------------------- | ---------------- |
| Fläche in km²           | 41,16                     | 7,53         | 20,20                              | 7,28             | 0,81           | 1,86                  | 3,0              |
| Anteil an Gesamtfläche  | 52,00 %                   | 9,5 %        | 25,5 %                             | 9,2 %            | 1,0 %          | 2,4 %                 | 0 %              |

### Nachbargemeinden
Herford grenzt im Westen an die Städte Enger und Hiddenhausen, im Norden an Löhne, im Nordosten an Vlotho (alle Kreis Herford), im Südosten an Bad Salzuflen (Kreis Lippe) sowie im Südwesten an die Stadt Bielefeld.

### Geologie

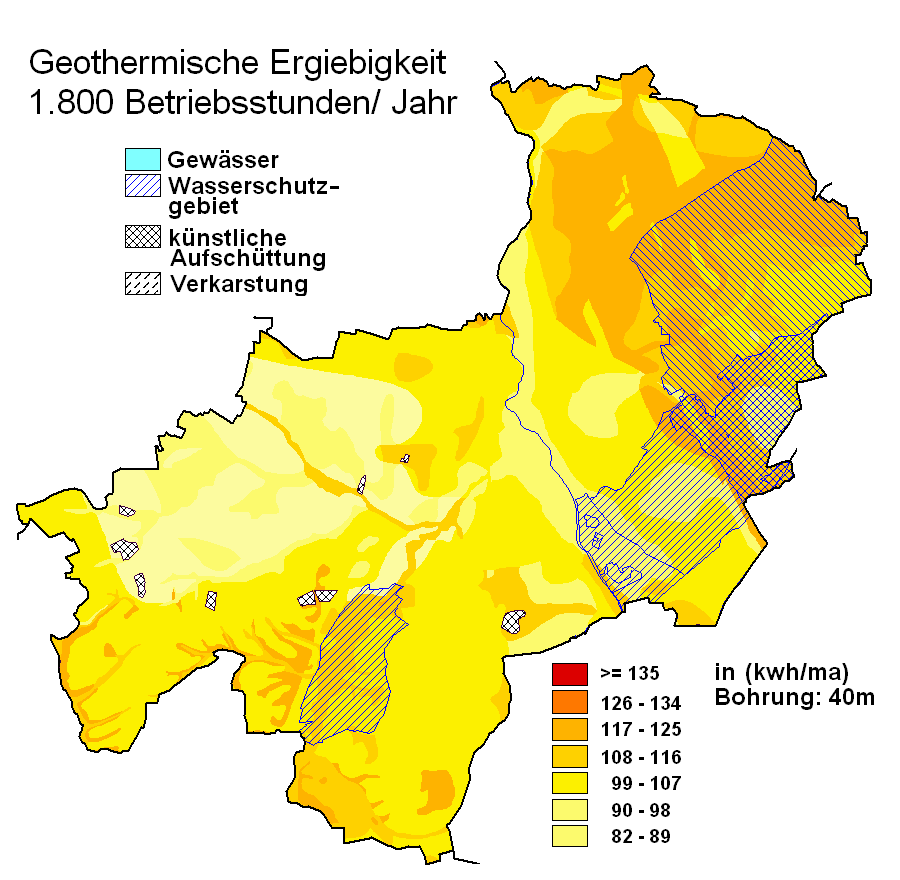
Geothermische Karte von Herford

Von Osten her schiebt sich als Ausläufer des Lippischen Berglandes der Herforder Keupervorsprung im Zuge der Piesberg-Pyrmonter Achse nördlich an der Stadt vorbei. Der nach Westen immer flacher werdende Keupervorsprung wird zwischen dem 201 Meter hohen Homberg und dem 168 Meter hohen Schweichelner Berg vom 55 Meter über NN liegenden Werretal durchschnitten. Etwa drei Kilometer südlich des Keupervorsprungs mündet die Aa in die aus Lippe kommende Werre. Durch die gliedernde Wirkung ihrer Flusstäler schieben sich zwischen ihnen zwei weitere Höhengebiete an Herford heran: eines von Süden, vom Teutoburger Wald, das andere vom Westen, vom Jöllenbecker Plateau her.
Südlich des Keupervorsprungs erstreckt sich die 100 bis 200 Meter hoch liegende, 10 km breite Herforder Liasmulde mit Ton- und Tonmergelstein. Die Landschaft wurde im Pliozän und Altpleistozän durch weite Talungen zur jetzigen Form gegliedert. Während des Eiszeitalters wurde das Gebiet mit einer fruchtbaren Lehm- oder Lösslehmdecke überkleidet, die in einer Dicke von vier bis sechs Metern erhalten ist. In diesem Gebiet liegt die Stadt Herford. Während der Weichsel-Eiszeit erreichte die Eisdecke dieses Gebiet nicht mehr. Durch die wasserstauende Wirkung erzeugte sie in den größeren Tälern sandige Aufschüttungsterrassen von zwei bis fünf Meter Höhe.
Herford eignet sich in einigen Lagen im westlichen Stadtgebiet mittelmäßig, in einigen Lagen besonders im nordöstlichen Stadtgebiet sehr gut und ansonsten gut zur Nutzung von geothermischen Wärmequellen mittels Erdwärmesonde und Wärmegewinnung durch Wärmepumpenheizungen.

### Klima

Niederschlagsmittelwerte für den Zeitraum von 1961 bis 1990

Herford liegt im Bereich des subatlantischen Seeklimas und weist partiell sehr schwache kontinentale Einflüsse auf. Das Seeklima des atlantischen Klimabereichs zeichnet sich durch relativ gleich verteilte und regelmäßige Niederschläge und relativ milde, im Jahresgang verhältnismäßig ausgeglichene Temperaturen aus. Die Winter sind unter dem atlantischen Einfluss meist mild und die Sommer mäßig-warm. Unter diesem Einfluss ist die Temperatur im Winter eher kälter, im Sommer eher wärmer, die Niederschläge eher geringer als unter Einfluss des überwiegend herrschenden Seeklimas.
Durch die Beckenlage der Stadt Herford im Ravensberger Hügelland hält der Frühling dort bis zu zwei Wochen früher seinen Einzug als in den umliegenden Mittelgebirgen. Die vorherrschende Windrichtung aus Südwest bringt regelmäßig Niederschläge vom Atlantik, die Niederschlagsmengen sind durch die Beckenlage in Herford geringer als am Teutoburger Wald, wo öfter Steigungsregen niedergehen.
|                        | Jan | Feb | Mär | Apr | Mai  | Jun  | Jul  | Aug  | Sep  | Okt  | Nov | Dez |   |      |
| Mittl. Temperatur (°C) | 2,2 | 2,5 | 5,7 | 9,3 | 13,9 | 16,4 | 18,6 | 18,2 | 14,4 | 10,4 | 5,9 | 3,1 | ⌀ | 10,1 |
|                        |     |     |     |     |      |      |      |      |      |      |     |     |   |      |
| Niederschlag (mm)      | 88  | 65  | 73  | 55  | 70   | 81   | 78   | 73   | 80   | 72   | 72  | 88  | Σ | 895  |
|                        |     |     |     |     |      |      |      |      |      |      |     |     |   |      |
| Sonnenstunden (h/d)    | 1,7 | 2,9 | 3,5 | 5,5 | 6,9  | 6,6  | 6,9  | 6,8  | 4,6  | 3,7  | 1,8 | 1,3 | ⌀ | 4,4  |

|  |

|  |

|  |

|  |

|  |

|  |

|  |

|  |

|  |

|  |

|  |

|  |

|  |

|  |

|  |

|  |

|  |

|  |

|  |

|  |

|  |

|  |

|  |

|  |

## Geschichte

### Stadtgründung

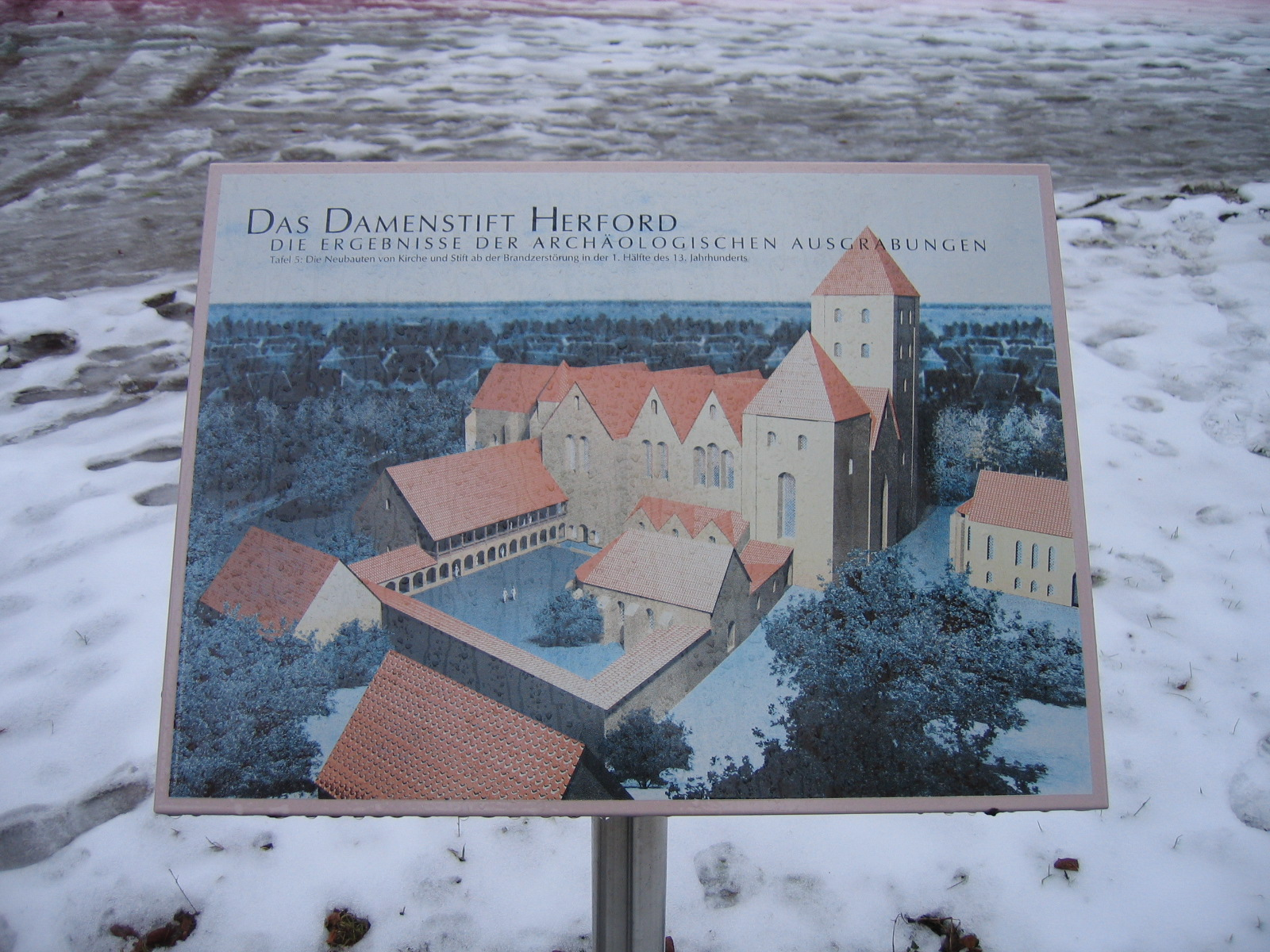
Das Damenstift nach Ergebnissen archäologischer Ausgrabungen 1988 bis 1990

Bereits seit der Jungsteinzeit zog der Zusammenfluss der Flüsse Aa und Werre die Menschen als Siedlungsplatz an. Im späteren Stadtgebiet lassen sich seit der sächsischen Zeit im Frühmittelalter mehrere Höfe nachweisen.
In günstiger, wirtschaftlich und militärisch nicht unwichtiger Verkehrslage gelegen, entwickelte sich Herford ab 789 (Gründungslegende in der Vita Waltgeri) auf dem Gebiet dreier älterer Höfe (Adonhusa, Herifurth und Libbere). Um 800 entstand das bedeutende Frauenstift Herford, dessen Bedeutung weit über die Region hinausging. Im Jahre 823 unterstellte Kaiser Ludwig der Fromme das Kloster seinem persönlichen Schutz. Der Kaiser übertrug der Abtei weitere Güter, die eng mit dem Kloster Corvey verbunden blieb. Bald darauf entwickelte sich eine Kaufmannssiedlung. Es wird angenommen, dass 833 Ludwig der Fromme dem Kloster Herford das Markt-, Münz- und Zollrecht verlieh.
Besonders die Ottonen waren Herford eng verbunden: Mathilde, die Ehefrau Heinrichs I., wurde hier erzogen; 926 wurde das Kloster während des Ungarnsturms zerstört und anschließend mit königlicher Unterstützung neu aufgebaut. Otto der Große bestätigte 973 die Markt- und Zollrechte, wodurch Herford zu den ältesten Märkten in Deutschland gehörte. 1011 gründete die Äbtissin Godesdiu auf der Grundlage einer Marienerscheinung (Herforder Vision) vor den Toren der Stadt das Stift auf dem Berge als Ausbildungsstätte für die Töchter des niederen Adels, das sich zum Wallfahrtsort entwickelte.
Ab 1988 wurden bei Ausgrabungen in den Resten der Abteigebäude wertvolle Funde aus karolingischer, ottonischer und späterer Zeit gemacht.

### 12. bis 15. Jahrhundert

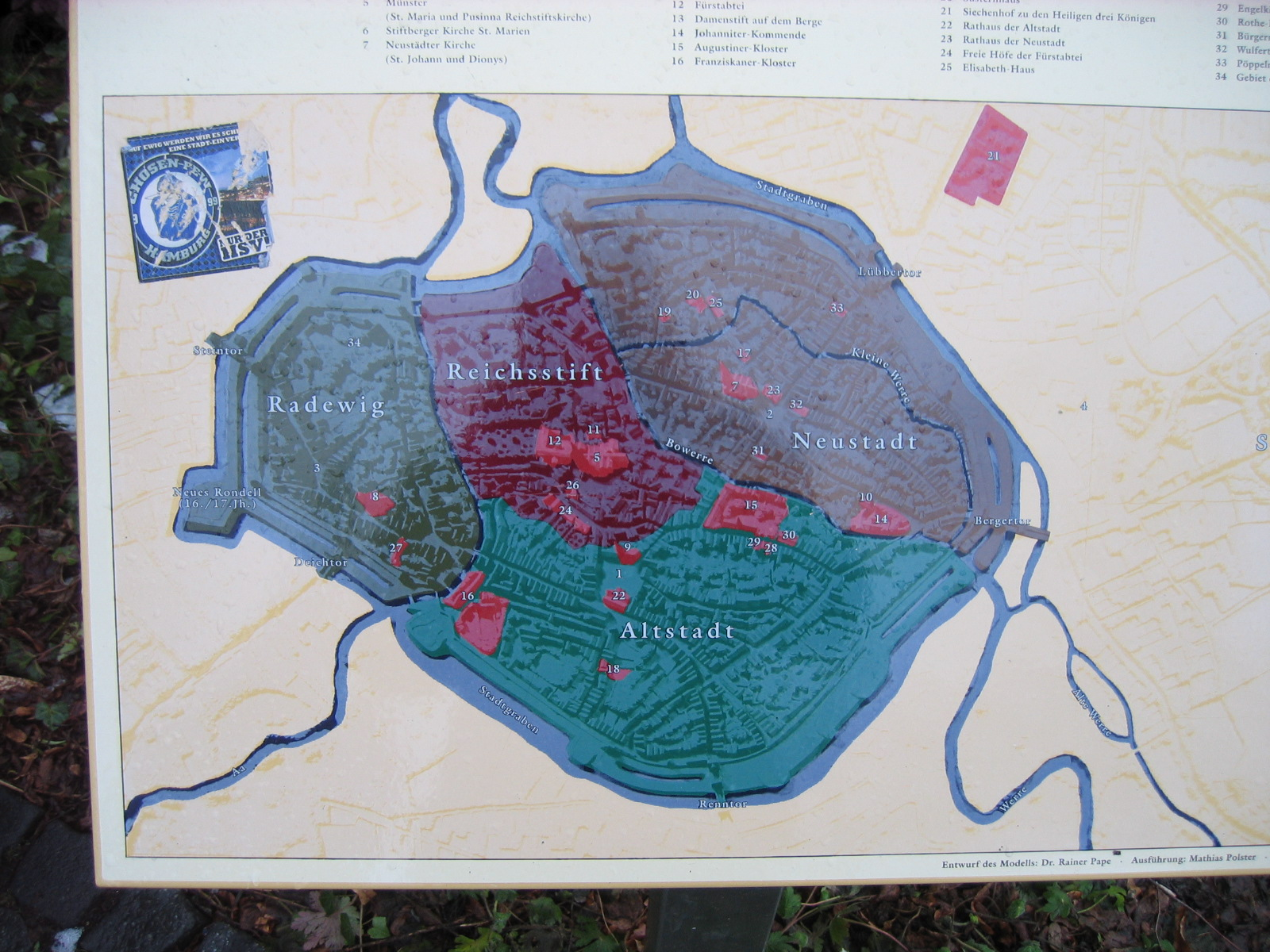
Stadtplan der frühneuzeitlichen Stadt

Herford war im Mittelalter ein bedeutendes geistliches und geistiges Zentrum und eine der am besten befestigten deutschen Städte mit fünf Stadttoren und 14 Türmen, die den verschiedenen Zünften zugeordnet waren. Sie waren Teil der 3,5 Kilometer langen Stadtbefestigung mit Mauer, die von der Werre, der Aa und dem Stadtgraben umgeben war. Die heute zugeschüttete Bowerre stellte den ursprünglichen Verlauf der Werre dar, während der heutige Werrelauf zwischen Bergertor und der Aa-Mündung als Kanal ursprünglich Teil der Stadtbefestigung war.
In staufischer Zeit wurde das Stift Herford als reichsunmittelbar bestätigt (1147, Friedrich Barbarossa 1152); spätere Kaiser bestätigten verschiedene Rechte von Stift und Reichsstadt Herford. Die Äbtissin war Reichsfürstin mit quasibischöflichen Rechten („Monstrum Westphaliae“).
Um 1170 wurde eine Bürgergemeinde gebildet und das Stadtrecht entwickelt, wobei das Dortmunder Stadtrecht als Vorlage diente. Um 1220 ist die früheste Erwähnung des Herforder Stadtrates nachweisbar; er war damit einer der ersten in Deutschland. 1224 wurde die Herforder Neustadt gegründet. Das Kondominat, die gemeinschaftliche selbständige Regierung von Stift und Stadt, nahm seit Mitte des 13. Jahrhunderts reichsstädtisches Recht wahr; im Gegenzug leisteten Bürgermeister und Rat der Abtei den Lehnseid. Verschiedene römisch-deutsche Könige und Kaiser aus dem Hause der Ottonen und Staufer besuchten die Stadt, sowie später Kaiser Karl IV im Jahr 1377.
Herford war Mitglied des Ladbergener Städtebundes, weiterer Städtebünde und von 1342 bis ins 17. Jahrhundert sehr aktiv in der Hanse tätig. In der Sicherheit der Stadt gründeten fast alle damalige klösterliche Orden geistlichen Niederlassungen, so dass die Stadt als Sancta Herfordia bezeichnet wurde. Die rege kaufmännische Tätigkeit erstreckte sich früh über den gesamten Hanseraum, aber auch die Verbindungen nach Westen (Flandern) waren bedeutsam. Besonders wichtig waren dem 13. Jahrhundert die Produktion und der Handel von Tuch. Im Herforder Rechtsbuch um 1375 werden zahlreiche Gilden und Zünfte erwähnt.
Bis 1634 blieb die Neustadt neben der Altstadt mit einem eigenen Bürgermeister selbständig. Die Außengrenzen (Landwehrgrenzen) der mittelalterlichen Stadt Herford blieben bis 1969 Stadtgrenze. An den Ausfallstraßen öffneten die Bäumer die Schlagbäume für diejenigen, die die Stadt betreten oder sie verlassen wollten. Noch heute stehen an diesen Stellen die Bauernhöfe Vlothoer Baum (Richtung Vlotho), Ufler Baum (Richtung Bad Salzuflen), Ahmser Baum (Richtung Ahmsen), Lockhauser Baum (Richtung Lockhausen), Hillewalser Baum (Richtung Elverdissen), Niederbaum (Richtung Bielefeld), Strothbaum (Richtung Enger), Düsedieksbaum (Richtung Bünde) und Eimterbaum (Richtung Löhne). Lediglich der Neue Baum in Richtung Minden ist nicht mehr vorhanden.

### 16. bis 19. Jahrhundert

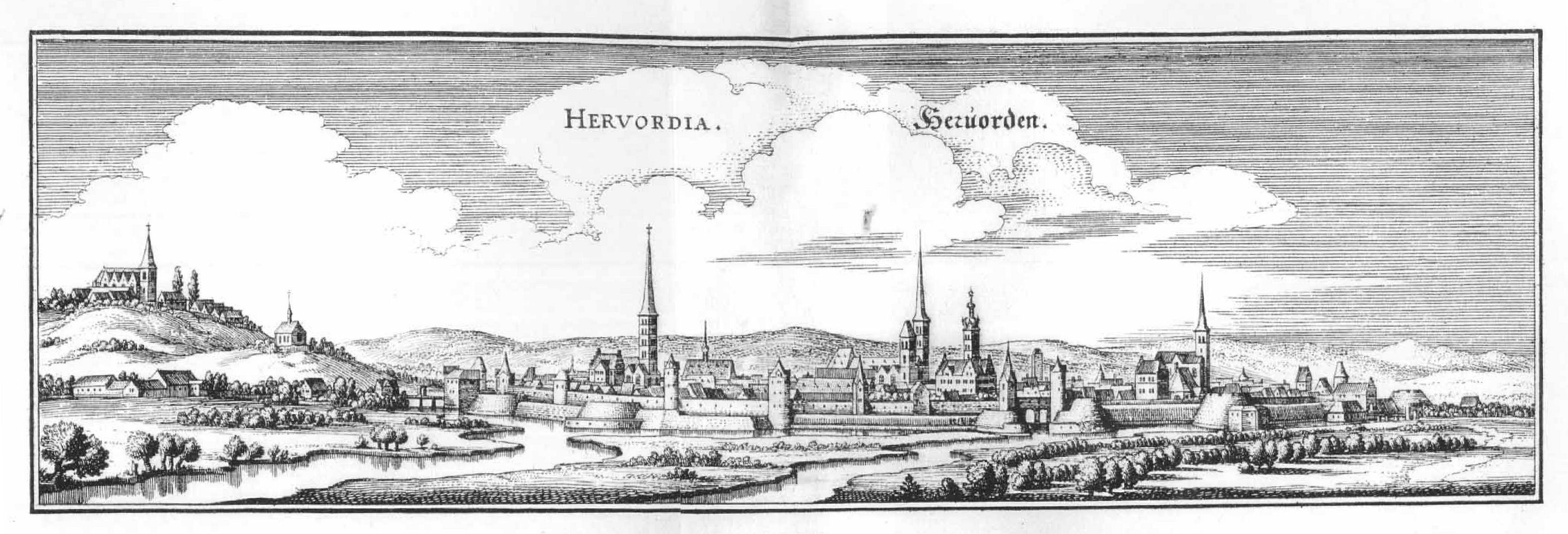
Herford im 17. Jahrhundert, Kupferstich

Karte von Herford im 18. Jahrhundert

In der Frühen Neuzeit begann eine lange rechtliche Auseinandersetzung um den Status der Stadt als Reichsstadt. Die Abtei war reichsfrei mit Äbtissinnen als Reichsfürstinnen, die meist adelige Damen brandenburgisch-preußischer Familien waren. Die Stadt Herford nahm aufgrund des sogenannten Kondominats von Stift und Stadt reichsstädtisches Recht wahr. Mehrere Prozesse vor dem Reichskammergericht, die zunächst vom Reich angestrengt wurden, das gerne von Herford Reichssteuern erheben wollte, führten schließlich 1631 zur Bestätigung als Reichsstadt, was im Interesse der Stadt lag.
In der Stadt setzte sich bereits um 1530 die Reformation durch, die Abtei blieb bis 1565 katholisch. Die Stadt wurde im Dreißigjährigen Krieg mehrfach belagert, 1638 brannten große Teile der Stadt ab.
Infolge der jülich-klevischen Erbfolgeauseinandersetzungen wurde Herford 1647 durch brandenburgische Truppen besetzt und verlor seine Selbständigkeit. Der Übergang an Brandenburg im Westfälischen Frieden wurde 1652 endgültig bestätigt. Herford ist der Grafschaft Ravensberg zugeschlagen worden und somit brandenburgisch-preußische Landstadt. Verwaltungsmäßig wurden die Grafschaft Ravensberg 1722 mit dem Fürstentum Minden zusammengefasst. Als 1765 die Stadtmauer nicht mehr benötigt wurde, wurde das Material versteigert. 1803 wurde das Stift Herford säkularisiert und der Grafschaft Ravensberg zugeschlagen.
Nach der schweren Niederlage Preußen gegen Napoleon im Jahre 1806 wurde die Stadt als Kanton Herford des Departements der Weser dem 1807 neugegründeten Königreich Westphalen einverleibt. Die nächste territoriale Veränderung ergab sich für die Stadt im Jahre 1811, als große Teile Nordwestdeutschlands dem Kaiserreich Frankreich angegliedert wurden. Die Grenze zwischen dem Königreich Westphalen und Frankreich verlief nun von Süden nach Norden entlang der Linie Aa – Westlicher Stadtgraben – Aa – Werre. Die Altstädter und die Radewiger Feldmark gehörten bis 1813 zum Kanton Enger im französischen Département der oberen Ems. Die Kernstadt mit der Neustädter Feldmark verblieb bis 1813 im Königreich Westphalen und gehörte dort zum Departement der Fulda.

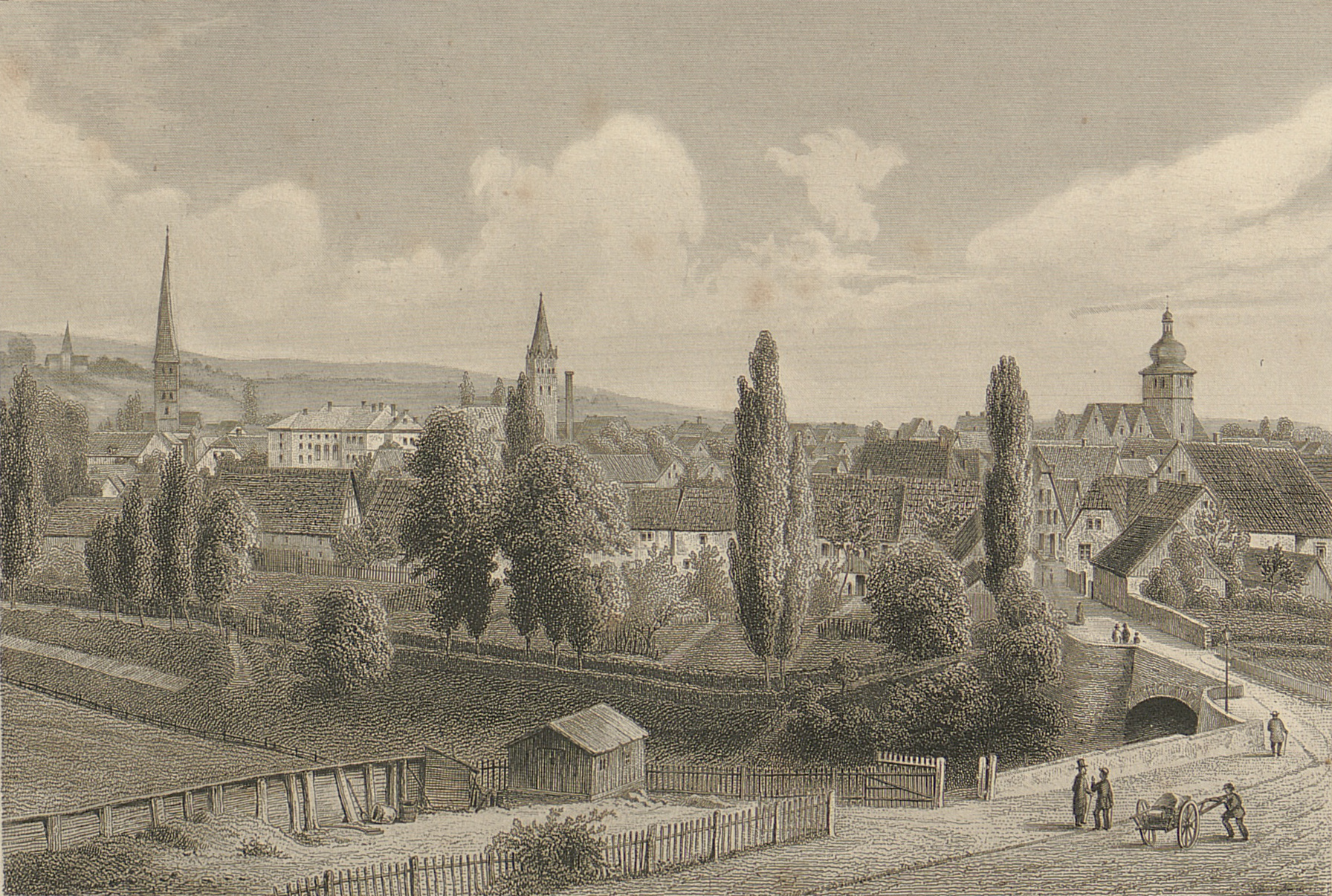
Herford um 1872

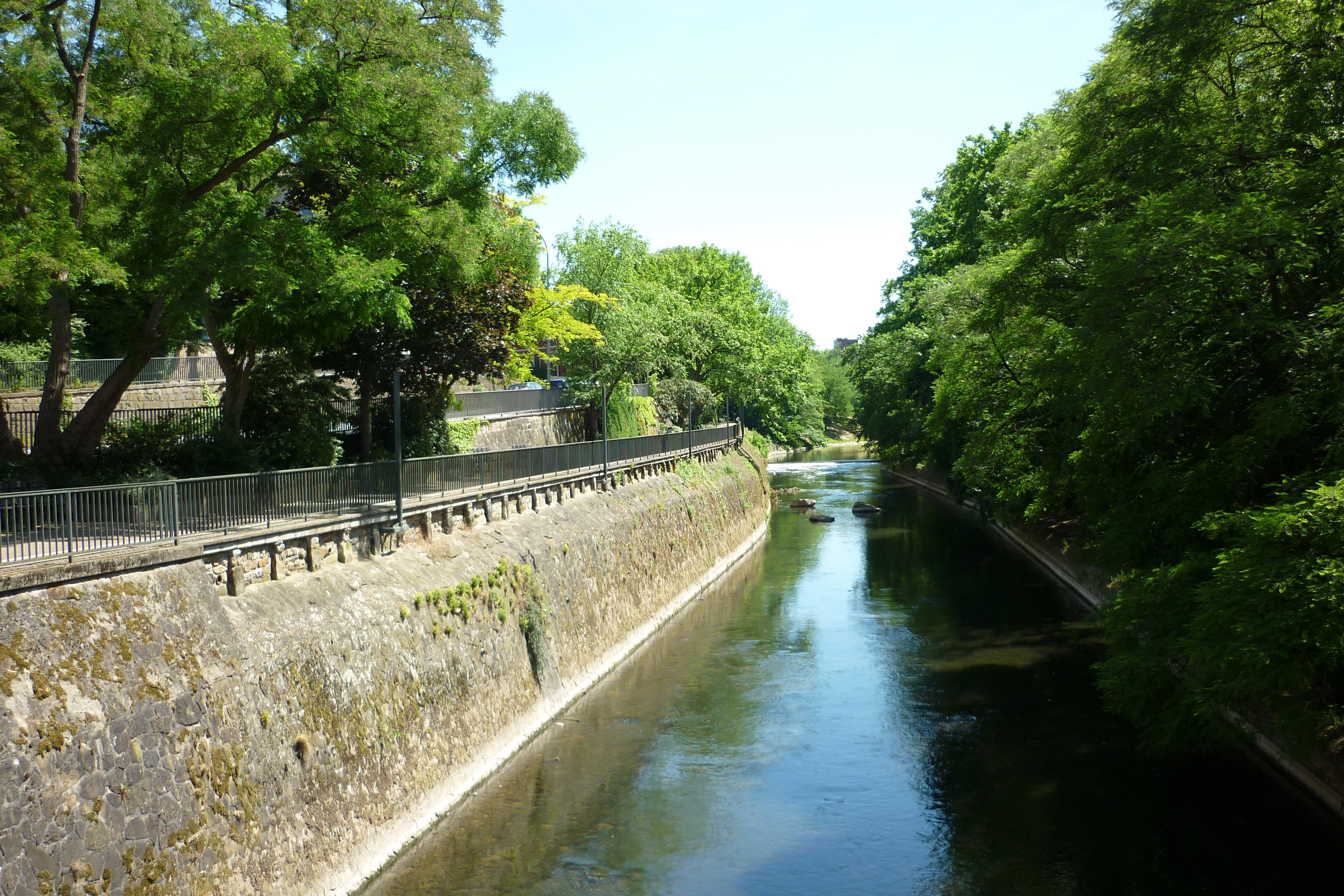
Die ehemalige Kleinbahntrasse direkt an der Werre (Lübbertor/Jahnstraße)

Nach der napoleonischen Niederlage und dem Abzug der Franzosen wurde die ganze Stadt 1813 wieder preußisch, kam 1815 zur neuen Provinz Westfalen und wurde 1816 Kreisstadt des neuen Kreises Herford. Mit diesem wurde sie 1946 Teil des neugegründeten Landes Nordrhein-Westfalen. Von 1911 bis 1969 war Herford eine kreisfreie Stadt, blieb jedoch Sitz der Kreisverwaltung des Landkreises Herford.
1847 erhielt Herford mit dem Bau der Cöln-Mindener Eisenbahn einen Bahnanschluss. Im Jahre 1880 wurde die Strecke nach Detmold und Altenbeken (Lippische Bahn) sowie 1904 die Strecke nach Kirchlengern gebaut. Im Jahr 1902 wurde das alte Empfangsgebäude durch ein neues Gebäude ersetzt und zwischenzeitlich mehrfach umgebaut. Ab 1911 wurden die beiden Güterzuggleise zwischen Hamm und Minden gebaut, die zwischen 1912 und 1916 in Betrieb gingen, so dass die Strecke seitdem viergleisig ist. In diesem Zusammenhang wurde die bis dahin ebenerdige Bahnstrecke auf einen Damm gelegt und die Bahnübergänge durch Brücken ersetzt. Außerdem kamen neue Güter- und Abstellgleise hinzu, für die die alte Güterabfertigung abgebrochen werden musste. Sie wurde 1918 weiter westlich am heutigen Standort neu gebaut. Die Elektrifizierung der Hauptachse Köln–Minden war mit der ersten Fahrt am 29. September 1968 abgeschlossen. Es folgte am 27. Mai 1975 die Strecke nach Altenbeken und am 20. September 1976 die Verbindung nach Kirchlengern, die nach Bünde führt.

### 20. und 21. Jahrhundert
Im August 1900 wurde die Herforder Kleinbahn nach Enger eröffnet und im September erfolgte die Verlängerung bis Spenge und Wallenbrück. 1902 kam eine Strecke über Bad Salzuflen und Exter nach Vlotho hinzu. Die Schmalspurbahn (Meterspur) wurde in den 1930er Jahren elektrifiziert. Die Einstellung des Betriebes erfolgte 1962 auf der Strecke Herford–Vlotho, 1966 auf der Strecke Herford–Spenge.
Durch die Bahnstrecken begünstigt, begann in Herford die Zeit der Hochindustrialisierung sehr früh mit der Ansiedlung zahlreicher Fabrikationsstätten, in denen insbesondere Textilien, Wäsche und Oberbekleidung hergestellt wurden.
Seit dem 19. Juli 1891 gibt es in Herford eine Wetterstation. Sie befand sich zunächst auf dem Gelände der Schule Mindener Straße an der Ecke Ortsieker Weg und wurde von dem damaligen Lehrer und späteren Rektor Heinrich Wulff bis zu seinem Tod 1927, danach von seiner Familie auf dem eigenen Grundstück betrieben. Die Daten wurden dreimal täglich gemessen und zunächst an das Königlich Preußische Meteorologische Institut in Berlin, nach dem Zweiten Weltkrieg an den Deutschen Wetterdienst übermittelt, der die Wetterstation am 31. Dezember 2007 aufgab. Ein Grund für die Aufgabe war die fortschreitende Bebauung im Bereich Ortsieker Weg, die die Messergebnisse für die Temperatur nach oben beeinflusste. Seitdem erfasst die Familie Wulff die Niederschläge für das Landesamt für Natur, Umwelt und Verbraucherschutz Nordrhein-Westfalen. Die Temperaturen werden aus persönlichem Interesse weiter gemessen. Im Laufe der Zeit ist die mittlere Jahrestemperatur tendenziell immer höher geworden. Ende der 1990er Jahre hat sie den einstelligen in den zweistelligen Bereich verlassen. Ob dafür der Klimawandel verantwortlich ist oder die fortschreitende Bebauung und Versiegelung des Geländes rund um die Station, kann nicht festgestellt werden. Dazu ist das beobachtete Gebiet zu klein. Eine weitere Wetterstation in Herford gibt es bei wetter.com.
Nachdem 1878 das im Renaissancestil gebaute Rathaus auf dem Alten Markt abgerissen worden war, wurden während des Ersten Weltkriegs von 1914 bis 1917 auf dem Gelände der früheren Abtei das neue neobarocke Rathaus gebaut. Gleichzeitig wurde gegenüber im selben Baustil die neue Markthalle gebaut, da der Alte Markt für die Marktstände nicht mehr ausreichte.
Im Ersten Weltkrieg waren in der Stadt Teile des Deutschen Heeres stationiert, für die Massenquartiere in Schulen, Fabriken, Gaststätten und im Stadttheater eingerichtet wurden. Zeitweise waren bis zu 2400 Soldaten in der Stadt untergebracht. In Waisenhäusern, im Schützenhof und in den Krankenhäusern wurden Lazarette eingerichtet. Nachdem in den 1930er Jahren in drei Bereichen der Stadt Kasernen gebaut worden waren, wurde Herford ab 1935 Garnisonsstadt.
Zur Entlastung des seit etwa 1800 bestehenden Alten Friedhofs in der Innenstadt wurde 1924 im Norden der Stadt der Friedhof Ewiger Frieden angelegt, der bis heute der größte Herforder Friedhof ist. 1955 wurde die großzügige Kapelle errichtet.
Während des Zweiten Weltkriegs wurde die Stadt durch Luftangriffe vergleichsweise gering zerstört. Knapp 40 Prozent der Häuser waren leicht beschädigt, sieben Prozent wiesen mittlere bis schwere Schäden auf und nur etwa sechs Prozent waren total zerstört. Nach dem Krieg fiel ein Teil der historischen Bausubstanz einer vereinfachenden Stadtplanung zum Opfer. So wich das ganze Quartier um die Bergertormauer einem vierspurigen Straßen-Neubau. Dennoch blieb der mittelalterliche Grundriss der Stadt weitgehend erhalten und bleibt trotz der umfangreichen Abrissarbeiten bis heute nachvollziehbar.
Am 3. April 1945 erreichte die 5. US-amerikanische Panzerdivision auf ihrem Vormarsch die heutige Bundesautobahn 2 auf der Höhe von Herford und setzte ihren Weg Richtung Weser fort. Damit endete im Ravensberger Land das nationalsozialistische Regime. Ihnen folgten die britischen Alliierten. Im Zuge der Aufteilung der Alliierten fiel Herford in den Bereich der Britischen Besatzungszone. Die Britische Rheinarmee nahm in der Stadt große Flächen ein. Der Stiftberg, in der Nähe der Kasernengelände an der Vlothoer Straße, wurde 1945 vom Stadtgebiet abgesperrt und sodann eine große Anzahl Privathäuser für die Familien der Soldaten und Offiziere beschlagnahmt. Sie wurden erst bis 1957 wieder zurückgegeben, nachdem in der Stadt mehrere Wohnsiedlungen für die Briten entstanden waren. In der Stadt waren in der Nachkriegszeit mehrere britische militärische Einheiten stationiert. Nachdem im Dezember 2015 die Britischen Streitkräfte aus Herford abgezogen wurden, gibt es in der Stadt keine militärische Einrichtung mehr.
Auf der ersten Zonenausschusstagung der Christlich Demokratischen Union (CDU) im kleinen Sitzungssaal des Herforder Rathauses wurde Konrad Adenauer am 22. Januar 1946 zum Vorsitzenden der CDU in der britischen Zone gewählt.
Nach außergewöhnlichen Niederschlägen in ganz Norddeutschland überschwemmte eine Hochwasserwelle vom 8. bis 10. Februar 1946 große Teile der Herforder Innenstadt, nachdem es bereits Tage zuvor heftig geregnet hatte. Werre und Aa traten innerhalb kürzester Zeit über die Ufer. Wegen des Brennholzmangels nach dem Zweiten Weltkrieg waren die Wälder abgeholzt worden, so dass der Boden kein Wasser aufnehmen konnte. Die noch in der Werre lagernden Trümmer der durch Fliegerangriffe zerstörten Eisenbahnbrücke Herford–Altenbeken verhinderten den Wasserabfluss der Werre erheblich und führten oberhalb des Eisenbahndamms zu einem gewaltigen Aufstau. Durch den Druck der aufgestauten Wassermassen brach der Bahndamm am Morgen des 9. Februars an vier Stellen. Mit gewaltigem Druck ergossen sich die Fluten ins tiefer liegende Stadtgebiet. Dabei richteten sie verheerende Schäden an den Häusern und den Ufern an. Durch die Wassermassen wurde die Hansabrücke weggerissen, die kurz hinter der Mündung der Aa in die Werre stand, wodurch die Strecke der Herforder Kleinbahn bis zum Mai 1949 unterbrochen wurde.
1948 nahm die Kirchenmusikschule für die Evangelische Kirche von Westfalen ihren Betrieb auf, die 1991 in Hochschule für Kirchenmusik der Evangelischen Kirche von Westfalen umbenannt wurde. 1950 erhielt die Nordwestdeutsche Philharmonie ihren Sitz in Herford, die aus dem Zusammenschluss der Städtebund-Symphoniker aus Bad Pyrmont mit dem Herforder Symphonischen Orchester entstanden war. Sie ist eins von drei nordrhein-westfälischen Landes-Sinfonieorchestern.
Zwischen dem 15. März und Ende Juni 1949 strömten Tausende von Menschen zum Haus Wilhelmsplatz Nr. 7, wo der sogenannte Wunderheiler Bruno Gröning angeblich einen unheilbar kranken Jungen geheilt hatte.
Von 1949 bis 1984 hatte das Oberste Rückerstattungsgericht seinen Sitz zunächst im Herforder Rathaus und danach an der Berliner Straße Ecke Petersilienstraße. Dieses internationale Gericht entschied als oberste Rechtsmittelinstanz über Streitigkeiten bei Anträgen auf Rückerstattung der zwischen dem 30. Januar 1933 und dem 8. Mai 1945 einem Eigentümer unter politischem Zwang entzogenen, identifizierbaren Vermögensobjekte. 1984 wurde der Sitz von Herford nach München verlegt und im Dezember 1990 wurde das Gericht aufgelöst.
Von 1950 bis 1957 befand sich in Herford die Hauptgeschäftsstelle des Deutschen Schaustellerbundes, der am 13. Januar 1950 in Herford gegründet worden war.
Die Stadt wurde im Zuge der kommunalen Neuordnung am 1. Januar 1969 wieder in den Kreis Herford eingegliedert und um acht Umlandgemeinden vergrößert. Herford ist Gründungsstadt des 1983 gegründeten „Westfälischen Hansebundes“, dem 48 (2014) ehemalige Hansestädte aus Westfalen, dem angrenzenden Niedersachsen und Nordhessen angehören, und trägt den Namen Hansestadt Herford seit dem Jahr 2013.
Seit Eröffnung des zeitgenössischen Kunstmuseums Marta am 7. Mai 2005 hat sich Herford zu einem bedeutenden Museumsstandort in Ostwestfalen-Lippe entwickelt. Am 23. September 2008 erhielt die Stadt den von der Bundesregierung verliehenen Titel „Ort der Vielfalt“.
Am 4. Juni 2009 wurden in Herford vom Künstler Gunter Demnig die ersten Stolpersteine verlegt. Weitere Steine folgten in den darauffolgenden Jahren.

### Name und Namensherkunft
Der Name der Stadt wurde im Laufe der Jahrhunderte unterschiedlich geschrieben, zum Beispiel Herifurth, Herivurth, Herfurt, Herforden, Hervorden, Heruorden, Herevorde, Hervede, Herwerden, mittellateinisch Hervordia, Herfordia, Herfurtum. So nannte sich Heinrich von Herford (um 1300–1370) auf Lateinisch Henricus de Hervordia. Im 13./14. Jahrhundert wurde Herford wegen der zahlreichen Klöster und Kirchen Sancta Herfordia oder dat hillige Hervede (heiliges Herford) genannt.
Frühe Bezeugungen sind 838 Heriuurth, 851 Herifurd, 859 (Kopie aus dem 10. Jahrhundert) Heriford, 1004 Heriuurti, 1290 Heruord, 14. Jahrhundert de stad van Hervorde, wobei das uu, uo als vu, vo zu lesen ist. Das Grundwort ist altniederdeutsch furd, ford, mittelniederdeutsch vord, vorde ‚Furt‘ und bezieht sich auf die breite Aafurt, die im Verlauf einer alten Wegetrasse liegt. Das Bestimmungswort ist altniederdeutsch hari(-), mittelniederdeutsch her(e) ‚Heer‘. Der Ortsname bedeutete damit ursprünglich ‚zu Fuß, zu Pferd oder mit Fahrzeugen durchquerbare Flussuntiefe an einer Heeresstraße‘.
Seit Mitte 2013 ist die amtliche Bezeichnung Hansestadt Herford. Siehe auch: Liste der Städte und Gemeinden mit Namenszusatz in Nordrhein-Westfalen.

### Einwohnerentwicklung und Eingemeindungen

Bevölkerungsentwicklung in Herford von 1818 bis 2017

Die Bevölkerungszahl von Herford wuchs im Mittelalter und der frühen Neuzeit nur langsam und ging durch die zahlreichen Kriege, Seuchen und Hungersnöte immer wieder zurück. Durch den Beginn der Industrialisierung im 19. Jahrhundert beschleunigte sich das Bevölkerungswachstum. Lebten 1818 erst 5.832 Menschen in der Stadt, so waren es 1900 bereits 25.000. Bis 1950 verdoppelte sich diese Zahl auf 50.000.
Am 1. Januar 1969 wurden folgende Gemeinden in die Stadt eingegliedert: Diebrock, Eickum, Elverdissen, Falkendiek, Herringhausen Ost (der westliche Teil, Herringhausen Dorf, gehört zur Stadt Enger), Laar, Schwarzenmoor und Stedefreund, wodurch sich die Fläche des Stadtgebiets von 25 km² auf 78,95 km² verdreifachte. Damit wuchs die Bevölkerung der Stadt am 1. Januar 1969 um 12.486 Personen auf den historischen Höchststand von 67.661 Einwohnern.
Die folgende Übersicht zeigt die Einwohnerzahlen nach dem jeweiligen Gebietsstand. Dabei handelt es sich um Volkszählungsergebnisse beziehungsweise amtliche Fortschreibungen des Statistischen Landesamtes. Die Angaben beziehen sich ab 1871 auf die „Ortsanwesende Bevölkerung“, ab 1925 auf die Wohnbevölkerung und seit 1987 auf die „Bevölkerung am Ort der Hauptwohnung“. Vor 1871 wurde die Einwohnerzahl nach uneinheitlichen Erhebungsverfahren ermittelt.
| Jahr               | Einwohner |
| ------------------ | --------- |
| 31. Dezember 1818  | 5.832     |
| 3. Dezember 1831 ¹ | 6.640     |
| 3. Dezember 1840 ¹ | 7.946     |
| 3. Dezember 1855 ¹ | 9.621     |
| 3. Dezember 1861 ¹ | 10.400    |
| 3. Dezember 1864 ¹ | 11.300    |
| 3. Dezember 1867 ¹ | 10.800    |
| 1. Dezember 1871 ¹ | 10.968    |
| 1. Dezember 1875 ¹ | 12.100    |
| 1. Dezember 1880 ¹ | 13.600    |
| 1. Dezember 1885 ¹ | 15.902    |
| 1. Dezember 1890 ¹ | 19.255    |
| 2. Dezember 1895 ¹ | 21.575    |
| 1. Dezember 1900 ¹ | 25.109    |
| 1. Dezember 1905 ¹ | 28.832    |
| 1. Dezember 1910 ¹ | 32.527    |
| 1. Dezember 1916 ¹ | 31.054    |
| 5. Dezember 1917 ¹ | 29.653    |

| Jahr                 | Einwohner |
| -------------------- | --------- |
| 8. Oktober 1919 ¹    | 34.835    |
| 16. Juni 1925 ¹      | 36.106    |
| 16. Juni 1933 ¹      | 38.536    |
| 17. Mai 1939 ¹       | 42.339    |
| 31. Dezember 1945    | 40.655    |
| 29. Oktober 1946 ¹   | 43.940    |
| 13. September 1950 ¹ | 50.107    |
| 25. September 1956 ¹ | 53.889    |
| 6. Juni 1961 ¹       | 55.663    |
| 31. Dezember 1965    | 55.728    |
| 31. Dezember 1968    | 54.830    |
| 1. Januar 1969       | 67.661    |
| 27. Mai 1970 ¹       | 65.531    |
| 30. Juni 1974        | 64.874    |
| 31. Dezember 1975    | 64.385    |
| 31. Dezember 1980    | 62.881    |
| 31. Dezember 1985    | 59.640    |
| 25. Mai 1987 ¹       | 60.935    |

| Jahr                | Einwohner |
| ------------------- | --------- |
| 31. Dezember 1990   | 63.893    |
| 31. Dezember 1995   | 65.919    |
| 31. Dezember 2000 ² | 65.050    |
| 31. Dezember 2005 ² | 64.965    |
| 31. Dezember 2006 ² | 65.060    |
| 31. Dezember 2007 ² | 65.019    |
| 31. Dezember 2008 ² | 64.852    |
| 31. Dezember 2009 ² | 64.469    |
| 31. Dezember 2011 ² | 65.008    |
| 31. Dezember 2012 ² | 65.113    |
| 31. Dezember 2013 ² | 65.333    |
| 31. Dezember 2014 ² | 65.538    |
| 31. Dezember 2015 ² | 66.521    |
| 31. Dezember 2016 ² | 66.514    |
| 31. Dezember 2017 ² | 66.923    |
| 31. Dezember 2018 ² | 66.608    |
| 31. Dezember 2019 ² | 66.638    |
| 31. Dezember 2020 ² | 66.495    |

| Jahr                | Einwohner |
| ------------------- | --------- |
| 31. Dezember 2021 ² | 66.551    |
| 31. Dezember 2022 ² | 67.459    |
| 31. Dezember 2023 ² | 67.265    |

¹ Volkszählungsergebnis
² laut Landesbetrieb Information und Technik Nordrhein-Westfalen

### Konfessionsstatistik
Der Anteil der evangelischen und katholischen Kirchenmitglieder an der Gesamtbevölkerung sinkt. Gemäß dem Zensus 2022 waren (Anfang 2022) 37,3 % der Einwohner evangelisch, 12,5 % katholisch und 50,2 % waren konfessionslos, gehörten einer anderen Glaubensgemeinschaft an oder machten keine Angabe.

## Religionen

### Christentum

#### Klöster

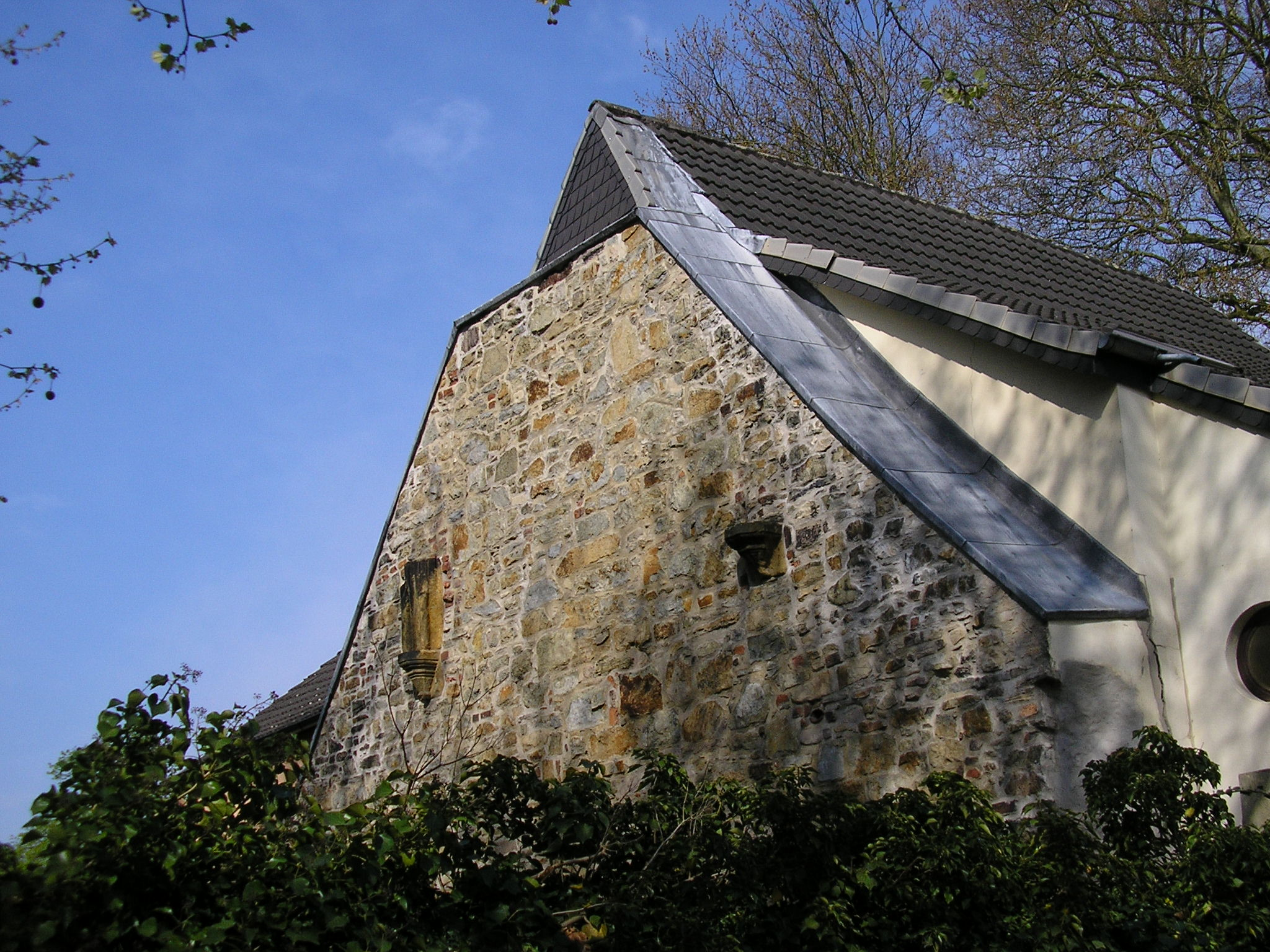
An einem später erbauten Wohnhaus im Holland die Überbleibsel der Nordwand (Innenseite) der alten Süsternkapelle

Gegen Ende des Mittelalters waren in Herford mehr als 20 sakrale Bauwerke und Einrichtungen verzeichnet. Die Zahl der Stifte und Klöster war ähnlich der in den benachbarten Bischofsstädten Osnabrück, Minden und Paderborn. In Quellen ist die Rede vom heiligen Herford, „Sancta Herfordia“ und dem „Hilligen Hervede“. Der Begriff wurde vermutlich von dem aus Herford stammenden päpstlichen Protonotar Hermann Dwerg geprägt. Er war ein enger Vertrauter von Papst Martin V. (Amtszeit 1417–1431).
Neben der Münster-, Johannis-, Jakobi- und Marienkirche sowie der nicht mehr vorhandenen Nikolaikirche am Alten Markt gab es außer der freiweltlichen Fürstabtei und dem Damenstift auf dem Stiftberg weitere zahlreiche Klöster.
Zwischen Gehrenberg und Brüderstraße lag das Augustiner-Eremitenkloster, das vor allem im Humanismus große geistige Strahlkraft entwickelte. Die letzten Mönche übergaben am 30. Juni 1540 gemäß Martin Luthers Schrift „An die Ratsherrn aller Städte deutschen Landes, dass sie christliche Schulen aufrichten und halten sollen“ die komplette Immobilie mitsamt Kirche und der wertvollen Bibliothek an den Rat der Stadt. Die alte Lateinschule der Reichsabtei wurde vom Münster hierhin verlegt und zunächst gemeinsam von Rat und Äbtissin getragen. Aus ihr ging das Friedrichs-Gymnasium hervor. Aus dem Franziskanerkloster zwischen Gänsemarkt und Altem Markt ging nach der Klosteraufhebung infolge der Reformation das Armenhaus und die Herberge zur Heimat hervor.
Das Fraterhaus der Brüder vom gemeinsamen Leben und das Süsternhaus (Schwesternhaus) befanden sich im Holland. An der Clarenstraße gab es das Klarissenkloster und nicht weit davon entfernt den Beginenhof.
Im 13. Jahrhundert wurde in der Komturstraße die Komturei des Johanniterordens errichtet, später nannten sie sich Malteserritter. Während sich fast alle anderen Klöster nach Einführung der Reformation in Herford auflösten und die Häuser anderen Bestimmungen zugeführt wurden, wurde die Komturei zur Keimzelle der katholischen Gemeinde in Herford. Das ehemalige Komturei-Gebäude mit seinem Renaissanceportal in der Komturstraße 4a ist das älteste Steinhaus der Stadt. Es liegt in der Nähe der katholischen Kirche St. Johannes Baptist.

#### Schutzpatronin Pusinna

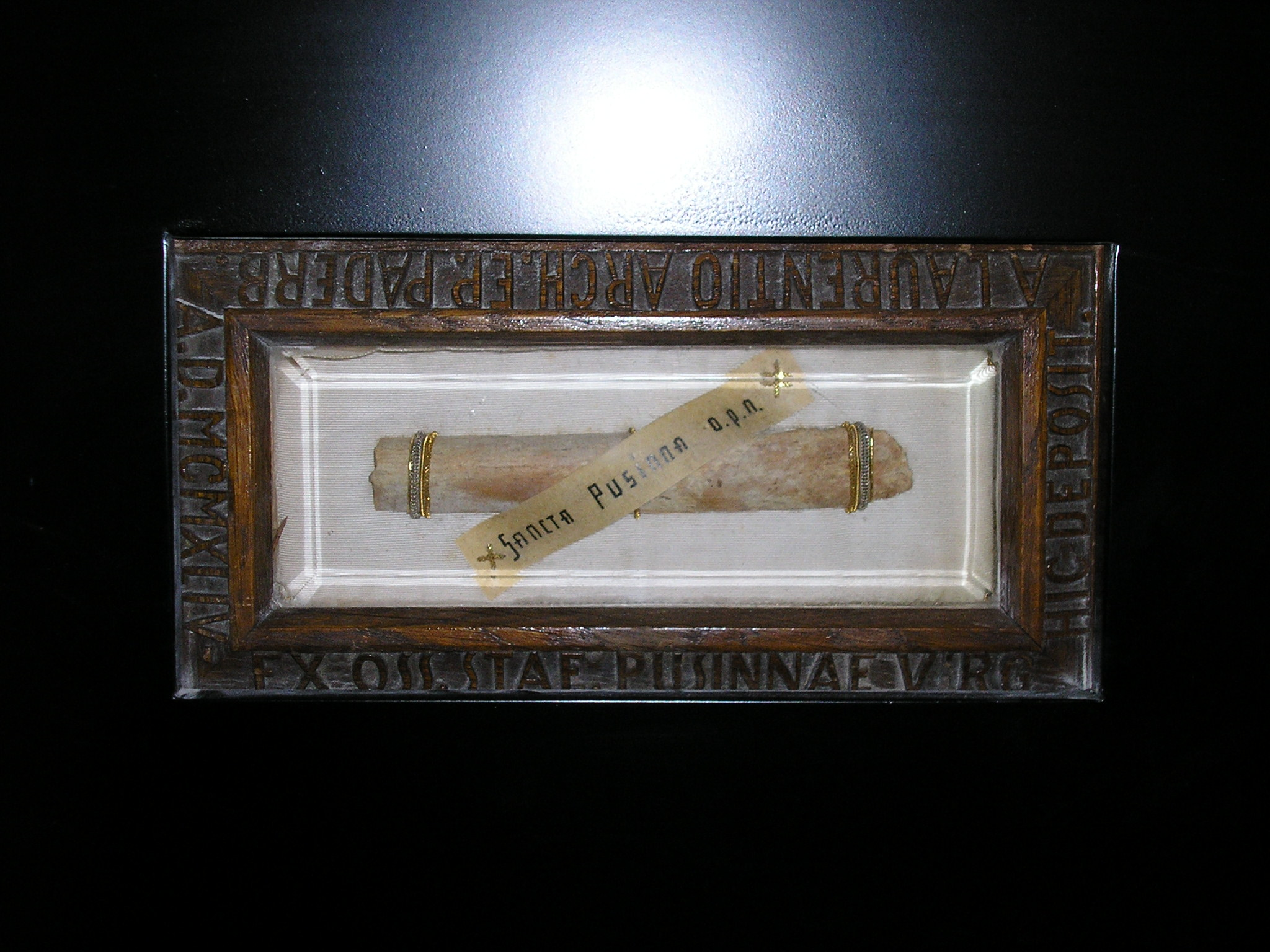
Reliquie der heiligen Pusinna

Die Herforder Schutzpatronin war bis zur Reformation die heilige Pusinna, eine Einsiedlerin und Beraterin aus dem 5./6. Jahrhundert. Ihre Gebeine wurden im Jahr 860 von ihrer Einsiedelei bei Corbie in das Stift Herford überführt, das dadurch erheblich an geistlicher Bedeutung gewann und dessen Münster den Namen St. Marien und Pusinna trug. Gedenktag ist der 23. April.
Von Pusinnas Reliquien wurde einige – zusammen mit den üblichen Urkunden – 1490 im Turmknauf des Herforder Münsters eingeschlossen; bei der Renovierung 1854 beschloss die evangelisch-lutherische Kirchengemeinde, dies wieder zu tun. Teile des Reliquiars sind im Flügelaltar der katholischen Kirche St. Johannes Baptist, andere kamen vom Kloster Wendhusen nach Quedlinburg, weitere zum Paderborner Dom und nach Heddinghausen.

#### Marienerscheinung
Im 10. Jahrhundert fand in Herford angeblich die älteste Marienerscheinung nördlich der Alpen statt. Der Legende nach machte ein Hirte mit seinen Schafen Rast auf dem heutigen Stiftberg. Seinen Hirtenstab steckte er in den Boden. Im Traum erschien ihm Maria in Gestalt einer weißen Taube, die sich auf seinen Stab setzte. Sie trug ihm auf, an dieser Stelle eine Kirche bauen zu lassen. Währenddessen begann der Hirtenstab wie eine Linde auszuschlagen. Als der Hirte wieder aufgewacht war, lief er in die Stadt und erzählte dies den Stiftsdamen, welche an dem Ort der Vision die Marienkirche bauten.
Ein Stück Baumstamm wird im Altar der Marienkirche als angeblicher Überrest der Linde aufbewahrt. Vermutlich handelt es sich dabei um „christianisierte“ Überreste eines alt-sächsischen Heiligtums. Früher wurden Holzsplitter davon in der Hoffnung auf Heilung bei Zahnschmerzen zwischen die Zähne gesteckt.

#### Jakobspilger

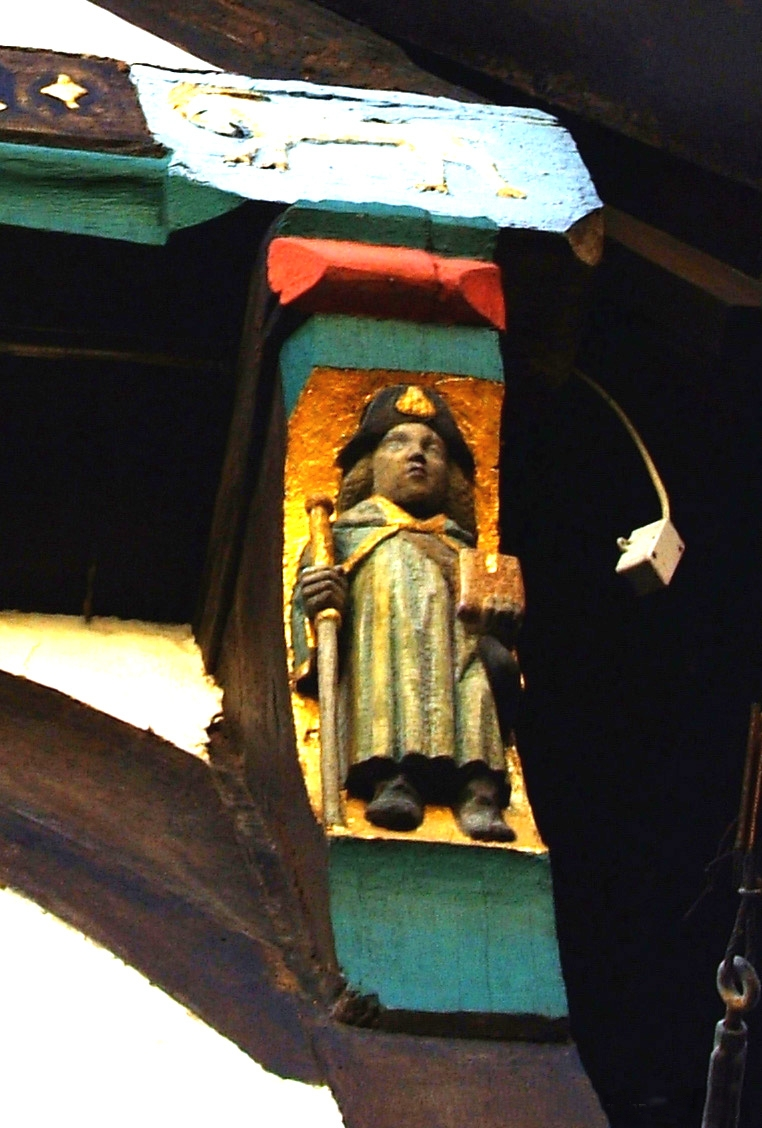
Jakobspilger – Detail am Remensniderhaus, Brüderstraße 26

Bis zur Reformation war Herford ein bedeutender Sammelpunkt der Jakobspilger auf dem Weg nach Santiago de Compostela. Die Stadt lag verkehrsgünstig am Kreuzungspunkt der Handelsstraßen von Mainz nach Lübeck und von Hameln nach Osnabrück. Im Norden verlief der Hellweg vor dem Santforde (die heutige Bundesstraße 65), im Süden der Westfälische Hellweg von Paderborn nach Soest.
Zahlreiche in Herford ansässige Bruderschaften kümmerten sich um die durchreisenden Pilger und unterhielten Hospitäler und Herbergen. Sicher dokumentiert sind vier Pilgerherbergen: das Gertruden-Gasthaus in der Komturstraße (geschlossen 1545) nahe der Malteser-Kommende, die Pilgerherberge in der heutigen Lübberstraße Nr. 31, das Fürstenau-Haus in der Radewiger Straße Nr. 25 und das nicht mehr existierende Nachbarhaus Nr. 24.
Anziehungspunkte für die Pilger waren die wundertätige Marienkirche als Ort der Herforder Vision sowie die heilige Pusinna, deren Reliquie in der Münsterkirche aufbewahrt wurde. In der Radewig, dem Rast- und Marktplatz der Fernhändler, wurde eine Kapelle errichtet, aus der die spätere Jakobikirche (Radewiger Kirche) entstand. Aus einer Bulle des Papstes Julius II. von 1510 geht hervor, dass die Jakobikirche keine Pfarrkirche war, sondern eine reine Pilgerkirche, die dem Jakobskult diente. Im Jahr 1530 wurde die Kirche auf Anordnung des Rates wegen der zur „Landplage“ gewordenen Pilger geschlossen. Jakobspilger wurden jedoch noch bis ins 17. Jahrhundert in der Stadt gesehen.
Der heute noch verehrte heilige Jakobus ist in Form alter Plastiken zu finden in den Knaggen des Remensniderhauses (Brüderstraße Nr. 26), im Traufenhaus (Tribenstraße Nr. 8), an der Fassade und im Siegel der Jakobi-Kirche von 1494, im Wappen des Bürgermeisters Johann von Rintelen von 1523, als Figur im Herforder Münster und in Gestalt zweier Steinplastiken von 1350, die sich im Bestand Herforder Museums befinden.
Auf Initiative des Europarates wurde 1987 der historische Jakobsweg wissenschaftlich dokumentiert, und der Landschaftsverband Westfalen-Lippe belebte die alten Kulturwege wieder. So wurde der „Weg 3“ 2009 markiert und befördert seither den christlichen und säkularen Tourismus.

#### Devotio moderna und Reformation
Im Leben der Herforder Kirche gab es schon um 1400 Erneuerungsbewegungen wie die von Holland nach Westfalen hereinwirkende Devotio moderna. Die den Augustinern verwandten Fraterherren – wegen ihrer Klosterdruckereien Brüder von der Feder genannt – beeinflussten das Geistesleben des Renaissance-Humanismus und später der Reformation.
Bereits 1523, sechs Jahre nach Luthers Thesenanschlag, predigten die Fraterherren den Herfordern das Evangelium auf neue Art. Zwei Jahre später wurden im Herforder Münster erstmals deutsche Kirchenlieder gesungen, was die Stadtobrigkeit zunächst stillschweigend tolerierte. Wegen des reichsunmittelbaren Stadtrechts wurde die Reformation im Winter 1529/1530 durch den Entschluss einer Bürgerversammlung eingeführt. Als erste Kirche des Ravensberger Landes erlaubte die Johanniskirche im Jahre 1530 evangelische Predigten.

#### Religionsgemeinschaften

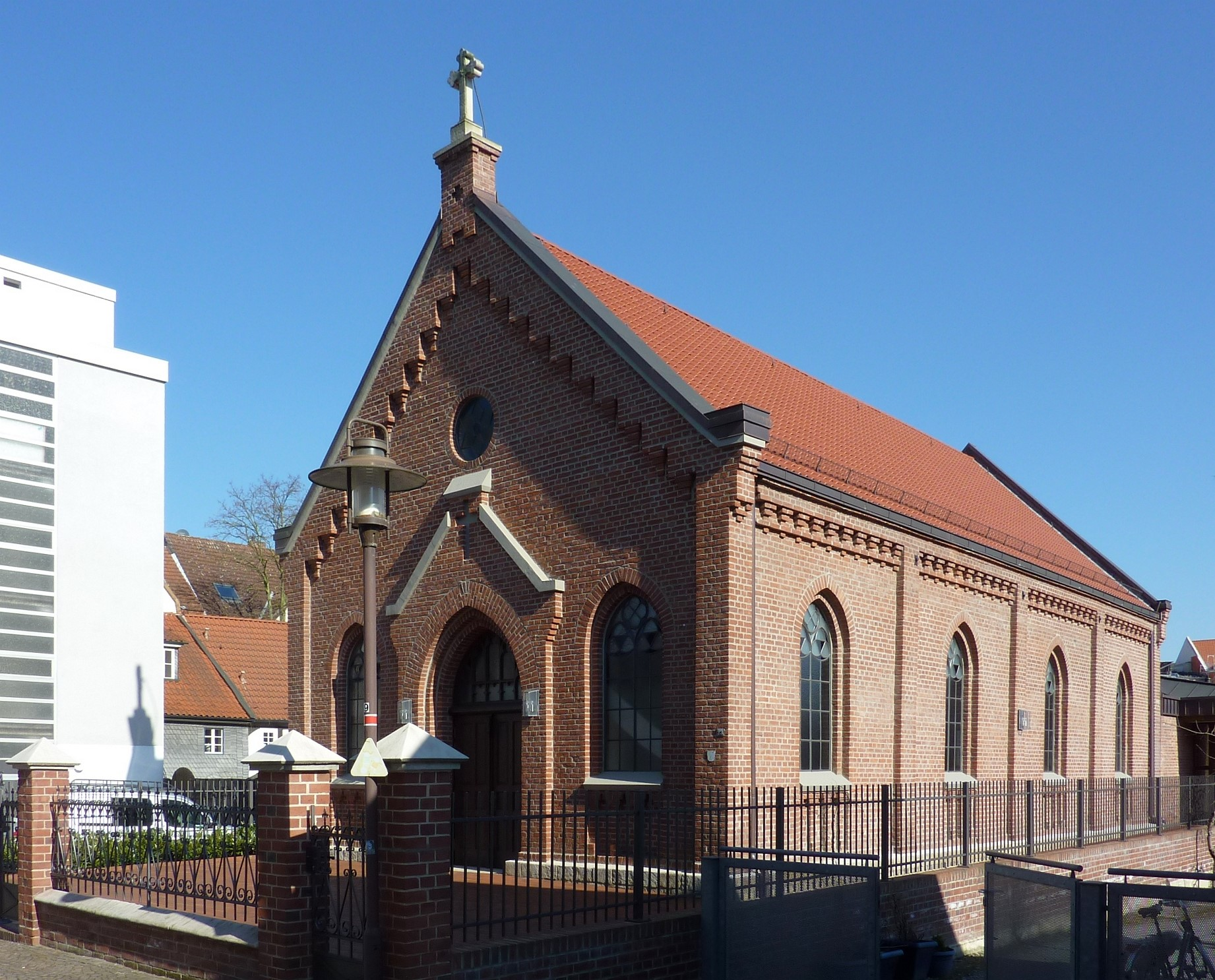
Katholisch-apostolisches Gemeindehaus

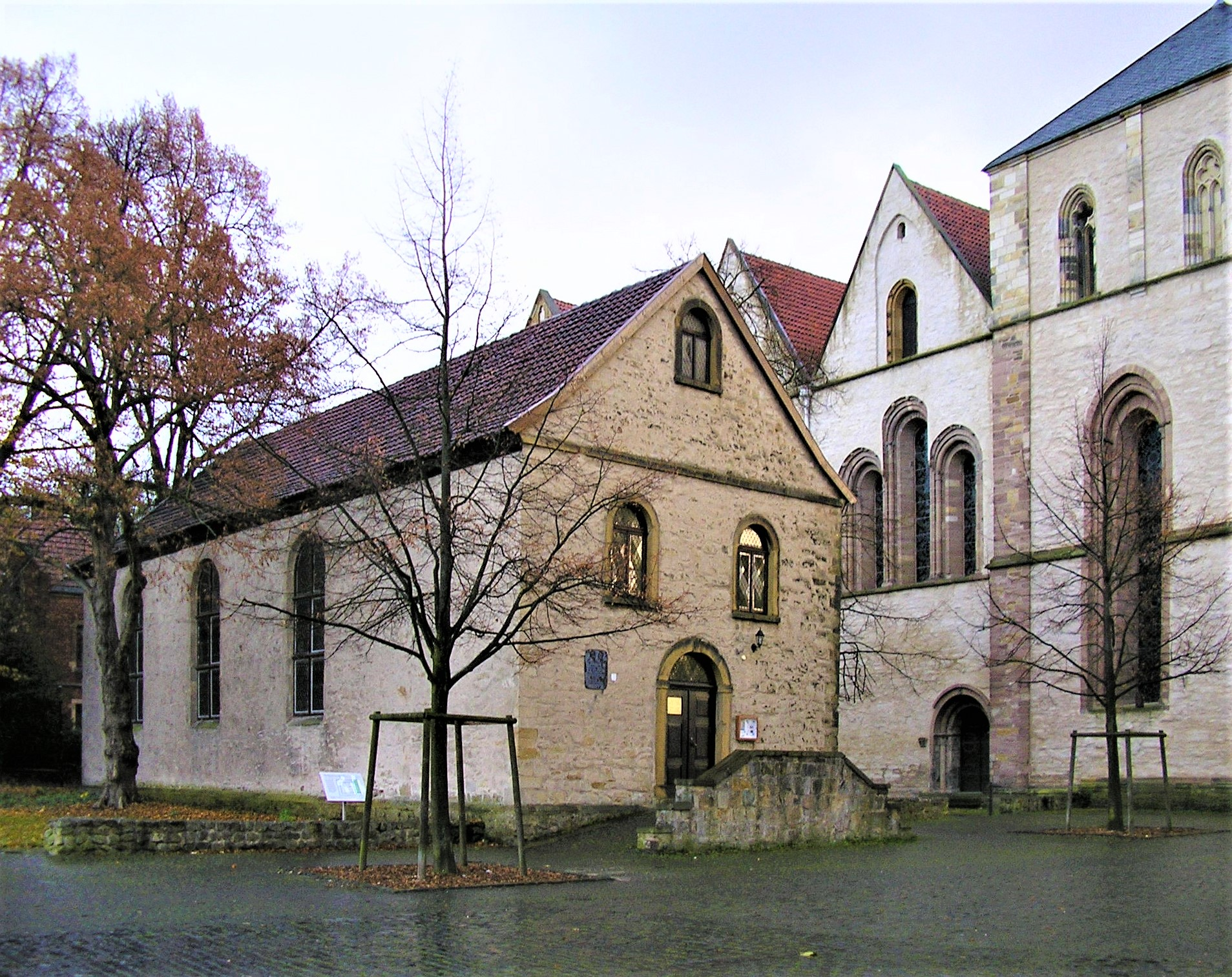
Wolderuskapelle, Ansicht von Nordwesten, rechts die Nordseite des Münsters

Folgende evangelische Kirchengemeinden der Stadt gehören dem Kirchenkreis Herford der Evangelischen Kirche von Westfalen an, der in der Stadt seinen Sitz hat: die evangelisch-lutherische Gemeinde Herford-Mitte mit dem Münster, der Johanniskirche und der Jakobikirche, Stiftberg mit der Marienkirche, Emmaus mit der Christuskirche, der Markuskirche, der Thomaskirche in Schwarzenmoor und der Trinitatiskirche in Falkendiek, Kreuzkirche, Herringhausen, Laar mit der Auferstehungskirche und Elverdissen mit der Friedenskirche. Die Trinitatiskirche in Falkendiek wurde im Dezember 2008 entwidmet und später an ein Bestattungsunternehmen verkauft mit der Regelung, dass die Gemeinde weiterhin mehrere Gottesdienste im Jahr dort feiern kann. Die evangelisch-reformierte Petri-Kirche steht am Wilhelmsplatz.
Im Jahr 2024 gab es 364 evangelische Kirchenaustritte, einer der höchsten Werte in den letzten 10 Jahren.
Weitere evangelische Kirchen sind die Evangelisch-Freikirchliche Gemeinde Herford an der Ravensberger Straße, die Christus-Gemeinde Herford e. V. an der Jungfernstraße, die Evangeliums-Christengemeinde Herford an der Kiebitzstraße, das Missionswerk der Gemeinde Gottes e. V. an der Zimmerstraße sowie die Landeskirchliche Gemeinschaft e. V. Herford an der Jahnstraße. Im Homberghof in Falkendiek hat seit 2013 die deutsch-russische Kirchengemeinde Jesu Christie ihren Gemeindesaal. An der Lockhauser Straße befindet sich das Bethaus der Baptisten-Brüdergemeinde.
Die Katholische Kirche hat die Pfarrgemeinden St. Johannes Baptist, Sankt Paulus, Maria Frieden und St. Josef (in Elverdissen) zu einem Pastoralverbund zusammengeschlossen. Dieser ist Teil des Dekanats Herford-Minden, das wiederum zum Erzbistum Paderborn gehört.
Die Neuapostolische Kirche „Herford-Mitte“ an der Hermannstraße ist die Neuapostolische Gemeinde der Stadt. Die Gemeinde „Herford-Nord“ wurde im Spätsommer 2005 geschlossen.
Die Herforder Gemeinde der Apostolischen Gemeinschaft befindet sich in der Komturstraße.
In der Renntorwallstraße steht das Gemeindehaus der Katholisch-apostolischen Kirche, ein Backsteingebäude aus dem Jahr 1995.
Die Griechisch-orthodoxe Gemeinde ist eine weitere christliche Gemeinde in der Stadt. Sie hält ihre Gottesdienste in der Wolderuskapelle neben der Münsterkirche ab, die den Namen Nektarios-Kapelle erhalten hat. Die Wolderuskapelle befindet sich weiterhin im Eigentum der Kirchengemeinde Herford-Mitte.
An der Eimterstraße gibt es einen Königreichssaal der Zeugen Jehovas.

### Judentum

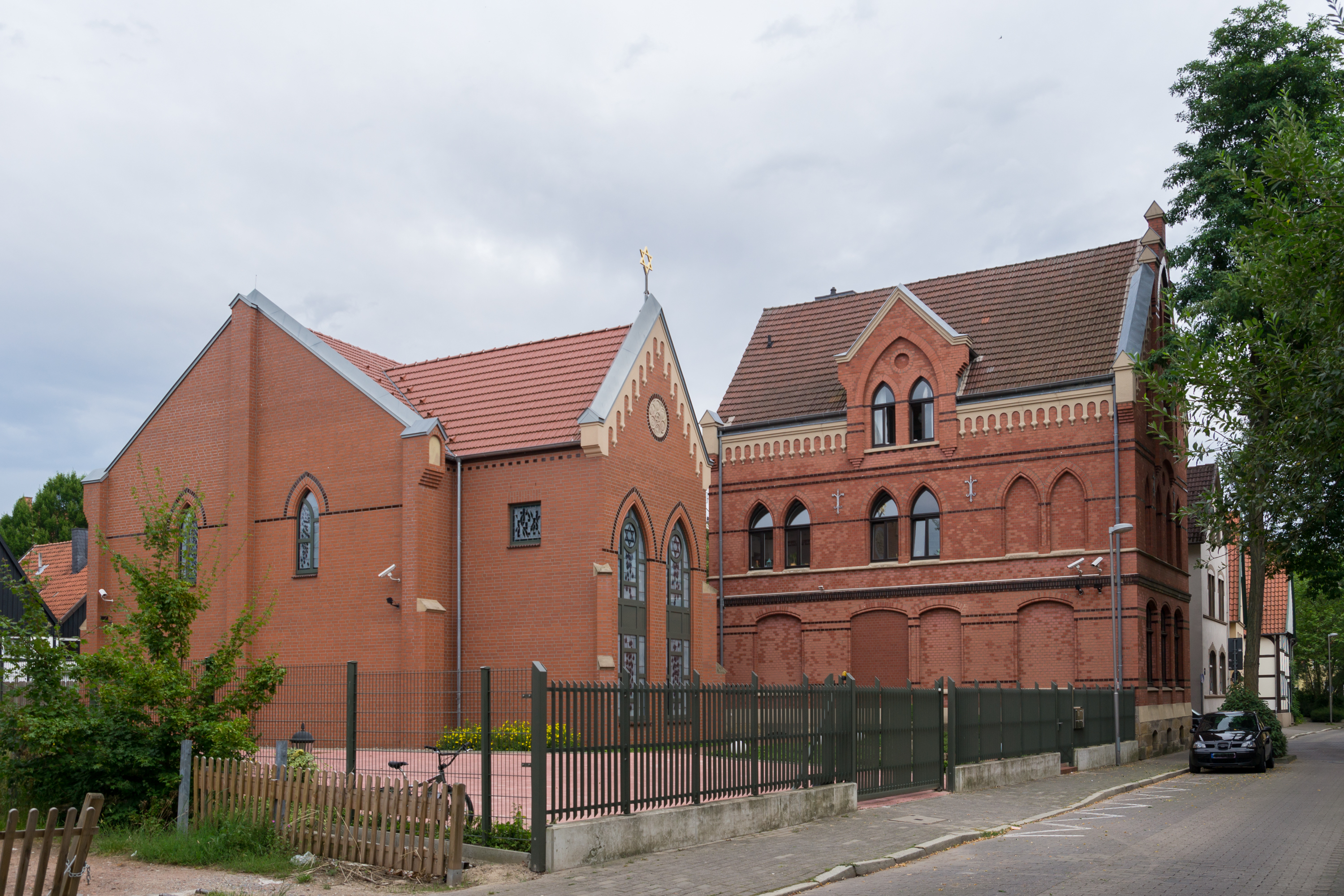
Synagoge und Gemeindehaus im Juli 2014

Nach Verfolgungen im Rheinland im 11. Jahrhundert kamen Menschen jüdischen Glaubens nach Westfalen und nach Herford. Ab 1306 existieren urkundliche Nachweise über Juden in Herford. Die Juden dienten dort aufgrund des Zinsverbotes für Christen als Geldgeber für die Abtei. Die reichsfreie Abtei konnte das Judengeleit einräumen. Gegen die Zahlung von Steuern erlaubte damals die Stadt Herford den Juden, sich in der Stadt niederzulassen. In der Zeit des Kondominats nahm die Stadt das Judengeleit wahr. Während der Judenverfolgungen zur Zeit des Schwarzen Todes wurden die Herforder Juden ermordet. Kurz danach sind wieder Juden in Herford niedergelassen. Für die Zeit bis zum Ende des 16. Jahrhunderts ist von der ständigen Anwesenheit von 3 bis 5 Familien auszugehen. Ob die in der Altstadt liegende Judengasse eine ghettoähnliche Funktion hatte, ist nicht nachweisbar. 1910 wurde sie in Lessingstraße umbenannt. Nach dem Dreißigjährigen Krieg gaben die Brandenburger wieder Juden in Herford zielgerichtet Geleit.
1808 wurde den Juden erlaubt, eine Synagoge zu bauen, und die jüdische Gemeinde wuchs auf rund 300 Personen an. Trotzdem fehlte eine völlige Gleichstellung mit allen Bürgerrechten, die erst im Jahre 1869 stattfand.
In der Komturstraße befand sich die 1852 erstmals geweihte Synagoge der jüdischen Gemeinde. Zwischen 1892 und 1893 wurde sie im neogotischen Stil umgebaut. 1934 setzten SA-Leute die Herforder Synagoge in Brand, dies führte jedoch nur zu kleinen Schäden. Durch Reparaturen konnte sie schnell wieder genutzt werden. Zur Reichspogromnacht 1938 wurde die Synagoge erneut angezündet, darüber hinaus noch geplündert. Durch den Brand und die zusätzliche Zerstörung durch die Brandstifter wurde die Synagoge vollkommen zerstört.
Nach dem Nationalsozialismus lebten nur noch sehr wenige Juden in Herford. Sie bildeten mit 10 bis 15 Menschen 1945 eine neue jüdische Gemeinde. Diese Gemeinde wuchs nicht sehr stark an. Durch einige Einwanderer aus der ehemaligen Sowjetunion zählt die Gemeinde ungefähr 40 Mitglieder. Das Gemeindehaus, das gleichzeitig mit dem Umbau der Synagoge errichtet wurde, dient der jüdischen Gemeinde Herford-Detmold heute als Gebetsraum. Die jüdische Gemeinde Herford-Detmold, die in Herford ihren Sitz hat, hatte 2018 83 Mitglieder.
Am 9. November 1978 wurde an der Stelle der alten Synagoge ein von der Jüdischen Gemeinde bezahlter Gedenkstein enthüllt.
Am 29. Mai 2008 wurde der erste Spatenstich für den Bau einer neuen Synagoge getan, die am 14. März 2010 eröffnet wurde.

Zwischen Juni 2009 und Mai 2011 wurden in Herford vor Häusern, in denen bis zum Zweiten Weltkrieg Juden gelebt haben, die durch die Nationalsozialisten ermordet wurden, von Gunter Demnig 123 Stolpersteine verlegt. 

### Islam

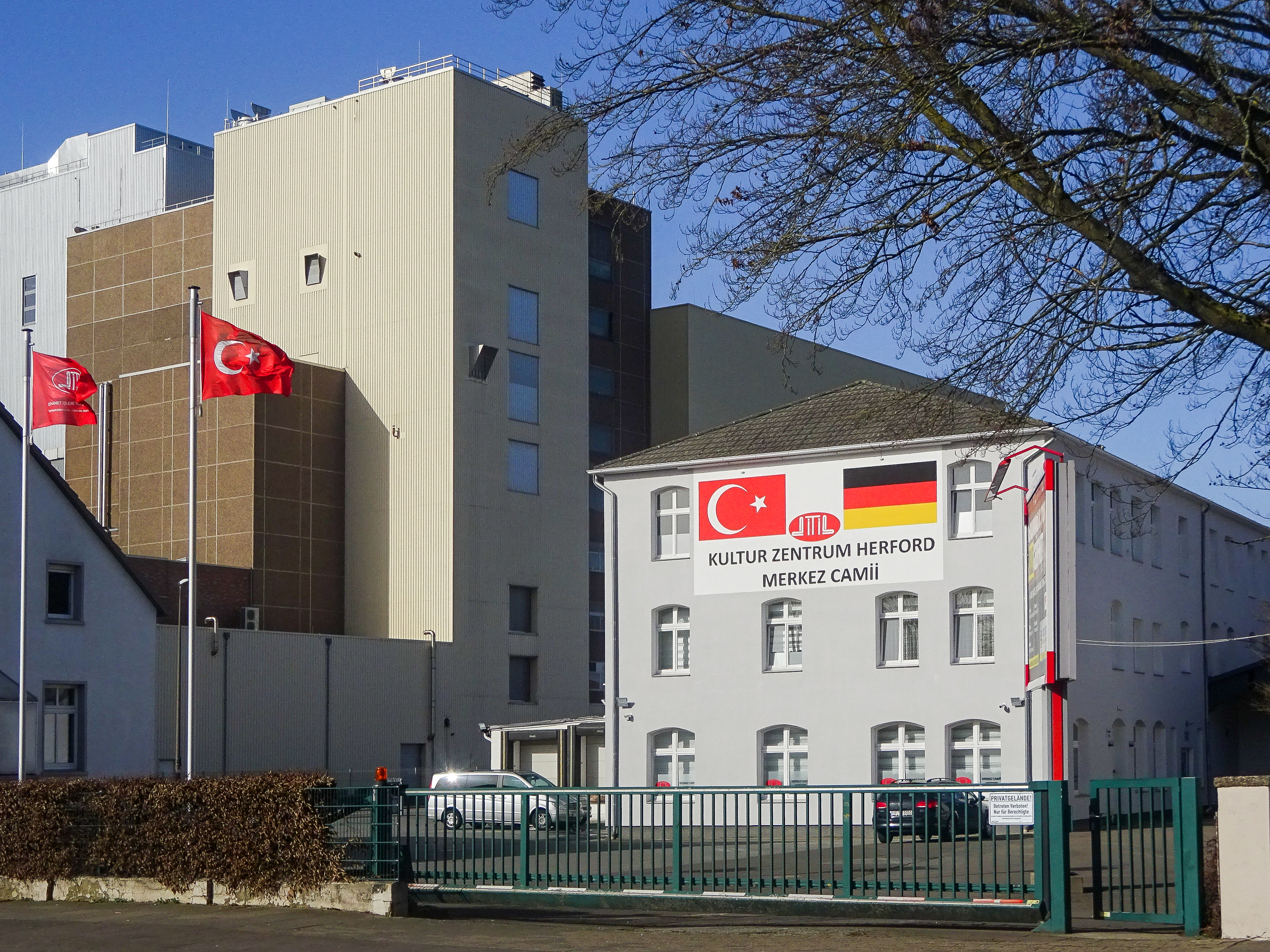
DITIB-Moschee an der Bielefelder Straße

Die Gebets- und Kulturstätten der Türkisch-Islamischen Union der Anstalt für Religion e. V. (DITIB) befinden sich in der Merkez Camii (Cami = Moschee) an der Bielefelder Straße. An der Engerstraße hat die Islamische Gemeinschaft Millî Görüş e. V. ihre Fatih Camii. 2006 wurde die Herford Camii des Vereins zur Förderung der Integration und Bildung e. V. an der Goltzstraße eröffnet. Der Verein gehört zum Verband der Islamischen Kulturzentren e. V. Seit 2004 gibt es an der Ahmser Straße eine Moschee des Islamischen Zentrums e. V. Herford, die keinem Dachverband angehört. Die in Herford 1987 gegründete Gemeinde Ahmadiyya Muslim Jamaat mit etwa 150 Mitgliedern, sucht seit 2013 Räume für ein Gemeindezentrum oder ein Grundstück für den Bau einer Moschee. Derzeit (Stand November 2018) ist der Versammlungsort eine Halle an der Werrestraße. Seit mehreren Jahren säubern Mitglieder der Ahmadiyya-Gemeinde am Neujahrstag die Herforder Innenstadt von den Resten der Silvesterraketen.

### Weitere Religionsgemeinschaften
Nachdem im Mai 2009 in Herford eine Alevitische Gemeinde gegründet worden war, wurde im November 2010 an der Goebenstraße ein Alevitisches Gemeindezentrum eröffnet. Zu diesem Zeitpunkt hatte die Gemeinde 210 Mitglieder.
Die Jesiden in Herford, die zur Jesidischen Gemeinde in Ostwestfalen-Lippe e. V. gehören, suchen ein Gemeindezentrum in Herford, nachdem in Aussicht genommene Standorte in Elverdissen und Laar wegen Anwohnerprotesten aufgegeben werden mussten.

## Politik

### Stadtrat
Der Rat der Stadt Herford hat in der Legislatur ab 2020 44 Sitze. Hinzu kommt der Bürgermeister als Ratsvorsitzender. Die Mitglieder des Rates sind für die Dauer von fünf Jahren gewählt.
- Linke: 2
- SPD: 14
- Grüne: 7
- Liste 2004: 1
- BfH: 2
- HBB: 1
- FDP: 2
- CDU: 6
- Fraktionslos: 8

| Jahr | CDU | SPD | Grüne | FDP | LINKE | Liste 2004 | Bürger für Herford | UWG HBB1 | Gesamt |
| ---- | --- | --- | ----- | --- | ----- | ---------- | ------------------ | -------- | ------ |
| 1999 | 27  | 18  | 3     | 2   | –     | –          | –                  | –        | 50     |
| 2004 | 18  | 16  | 4     | 3   | –     | 2          | –                  | –        | 44     |
| 2009 | 17  | 15  | 4     | 4   | 2     | 1          | 1                  | –        | 44     |
| 2014 | 17  | 16  | 5     | 1   | 2     | 1          | 2                  | –        | 44     |
| 2020 | 15  | 14  | 7     | 2   | 2     | 1          | 2                  | 1        | 44     |

1UWG HBB: Unabhängige Wählergruppe „Herforder Bürger-Bündnis“

Ergebnisse für die kreisfreie Stadt Herford vor der Gebietsreform durch das Gesetz zur Neugliederung des Landkreises Herford und der kreisfreien Stadt Herford

### Stadtoberhäupter
Seit 2014 ist Tim Kähler (SPD) Bürgermeister der Stadt Herford.
Nach dem Zweiten Weltkrieg bis 1974 gab es in Herford einen hauptamtlichen Oberstadtdirektor als Leiter der Verwaltung (Wahlbeamter) und einen ehrenamtlichen Oberbürgermeister, der Vorsitzender des Stadtrats war, so ab 1962 der Jurist Walter Abel (* 1914 in Essen). Durch den Verlust der Kreisfreiheit und die Wiedereingliederung der Stadt in den Kreis Herford durften beide ihre Bezeichnung nur bis zum Ende der Amtszeit des Oberstadtdirektors 1974 tragen. Danach gab es in Herford einen Bürgermeister und einen Stadtdirektor. Seit dem Jahre 1999 wird nach der Gemeindeordnung für das Land Nordrhein-Westfalen ein hauptamtlicher Bürgermeister von der Bevölkerung direkt gewählt. Das Amt des Stadtdirektors gibt es seitdem nicht mehr.

### Wappen und Flagge
| Wappen der Stadt Herford |  |
|                          |  |
|                          |  |

Hissflagge

„Das Wappen der Stadt Herford besteht aus einem offenen Tore mit anstoßenden Flügelgebäuden. Über dem Tore erhebt sich ein gotisch gewölbtes Dach mit einem Kreuz gekrönt. Auf den Dächern der Nebengebäude erscheint je eine flatternde Fahne, bis zur Mitte in drei Wimpel aufgeschlitzt, in der Toröffnung ein Schlüssel. Die Farben der Fahne zur rechten Seite sind rot und weiß. Die Fahne auf der linken Seite weist die Farbe schwarz und weiß auf.“ Das offizielle Wappen trägt darüber hinaus eine Mauerkrone mit drei Türmen.
Dieses Wappen führt die Stadt infolge königlicher Verleihung vom 1. November 1899. Das Bild ist dem ältesten Siegel der Altstadt entnommen, das zuerst aus dem Jahre 1231 mit der Umschrift: „SIGILLUM CIVIUM HERVORDENSIUM“ überliefert ist und seither mit geringen Abweichungen ununterbrochen beibehalten wurde: „In goldenem Schilde ein roter gotischer Torbau mit offenem Tor, in dem ein aufrechter schwarzer Schlüssel steht; auf der Giebelspitze des Tors ein rotes Kreuz, flankiert von zwei Fahnen, die rechte rot-silbern, die linke schwarz-silbern, an langen roten Stangen.“

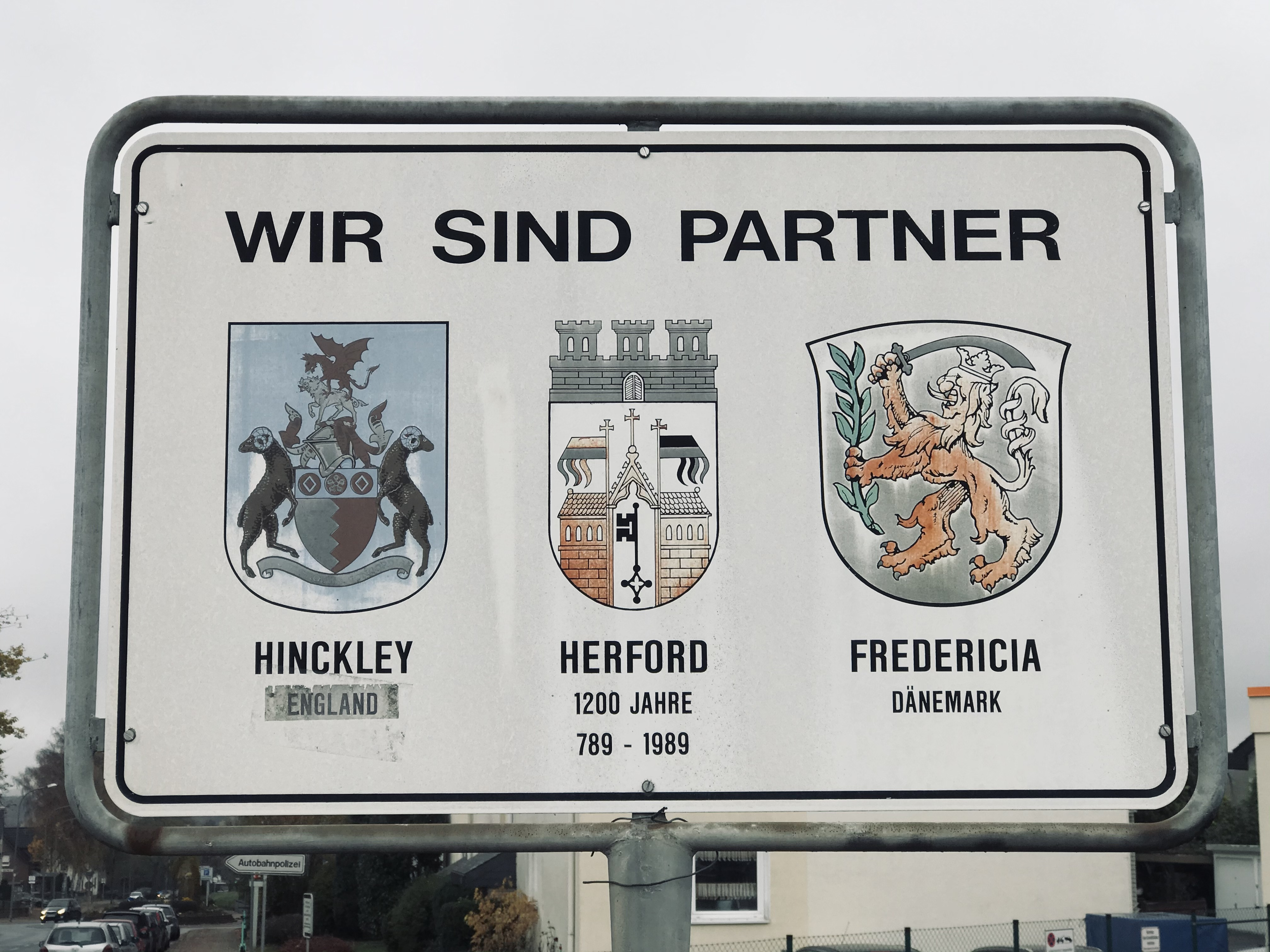
Schild mit den Herforder Partnerstädten in der Altstädter Feldmark

Der Schlüssel im Torbogen, der bei zahlreichen Stadtwappen im Regierungsbezirk Arnsberg (z. B. Brilon, Hallenberg, Schmallenberg, Soest, Werl) gegeben ist, stellt das Symbol des heiligen Petrus dar, des Stiftsheiligen von Kurköln, dem die Stadt unterstand. Auf Kurköln weist ebenfalls die schwarz-weiße Fahne hin, während die andere die Farben der Reichsabtei Herford enthält.
Zusätzlich zum Wappen führt die Stadt Herford eine Flagge aus rot-weißem Tuch.
Bis 1899 war das Stadtwappen das der Abtei Herford, ein roter Balken in silbernem Schilde, wobei der Balken die Furt und die silberne Fläche das Wasser darstellen sollte. Das Wappen wird weiterhin als zweites Wappen von der Stadt geführt.

### Städtepartnerschaften und -freundschaften
Herford pflegt Städtepartnerschaften, Städtefreundschaften und ist Mitglied einer Städteunion.
Partnerstädte sind seit 1972 Hinckley (England) und seit 1987 die dänische Stadt Fredericia. Seit 1991 gibt es eine entsprechende Urkunde zwischen Herford und Fredericia. Auslöser waren in beiden Fällen Schüler- und Bürgerkontakte zwischen den Städten.
Städtefreundschaften bestehen seit 1974 zu Vodice in (Kroatien), seit 1991 zu Quincy (Illinois in den USA), seit 1995 zu Gorzów Wielkopolski/Landsberg an der Warthe in Polen, seit 2008 zu Manavgat in der Türkei und seit 2015 zu Xinbei, einem Stadtbezirk in der chinesischen Provinz Jiangsu. Zu Vodice bestehen Bürgerkontakte, die über Kontakte des Kreises Herford nach Kroatien zustande kamen. Die Initiative zu einer Kontaktaufnahme mit Quincy kam aus den USA, da dort viele Bewohner Vorfahren aus dem Raum Herford haben. Verbindungen zu Manavgat kamen über Herforder Sportvereine zustande.
Seit 1990 besteht eine Städteunion zwischen Herford und den Städten Quedlinburg aus Sachsen-Anhalt, Hameln, Celle und Hann. Münden. Der Kontakt zu Quedlinburg kam zustande, weil die im Stift Herford erzogene Mathilde den Herzog Heinrich von Sachsen heiratete, der als späterer deutscher König in Quedlinburg residierte.
Weitere Kontakte bestehen im Rahmen einer Bürgerfreundschaft zu Leutesdorf am Rhein. Der Ort wurde erstmals im Jahr 868 urkundlich erwähnt, als König Ludwig der Deutsche der Fürstabtei Herford den Fronhof Leutesdorf schenkte.
Darüber hinaus ist Herford Gründungsmitglied des Städtebundes der Neuen Hanse und des Westfälischen Hansebundes. Im Juni 2013 fanden die 33. internationalen Hansetage der Neuzeit in Herford statt. Bei diesem Ereignis wurde der Wirtschaftsbund Hanse e. V. mit Sitz in Herford offiziell gegründet.

### Abgeordnete
Die Hansestadt Herford gehört zum Landtagswahlkreis Herford I – Minden-Lübbecke III und wird im Landtag Nordrhein-Westfalen von Christian Dahm (SPD) vertreten; weitere Landtagsabgeordnete sind Stephen Paul (FDP) und Markus Wagner (AfD). Herford gehört zum Bundestagswahlkreis Herford – Minden-Lübbecke II und wird im Deutschen Bundestag von Stefan Schwartze (SPD) vertreten (Stand Oktober 2018).

## Kultur und Sehenswürdigkeiten

### Theater

#### Stadttheater Herford

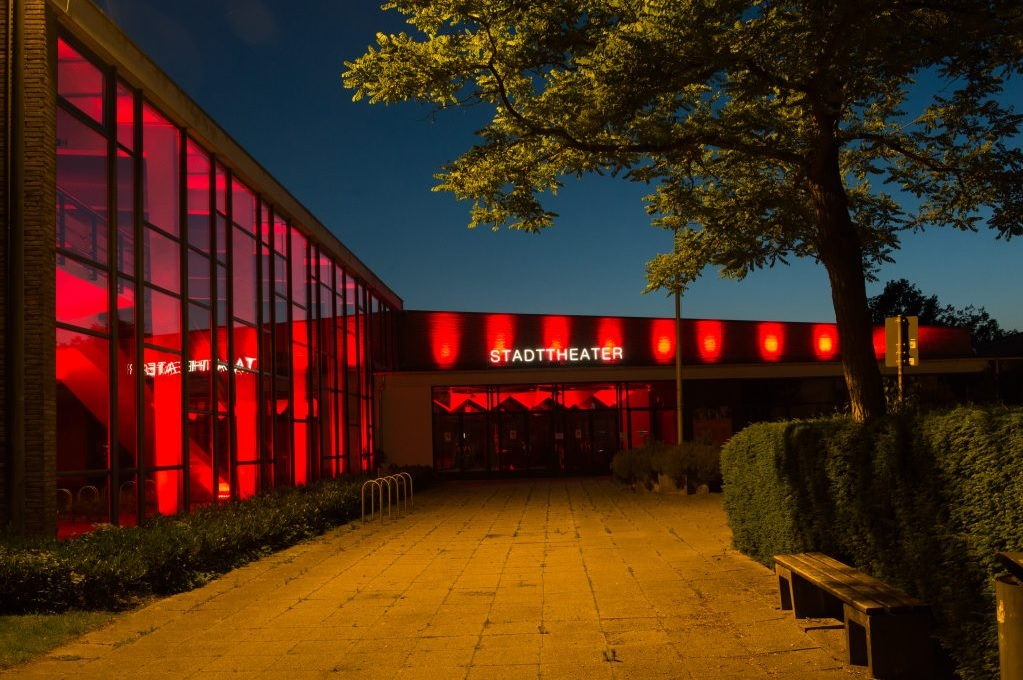
Das Stadttheater Herford in roter Beleuchtung in der „Night of Light“, 2020

Das vom Paderborner Architekten Franz Allerkamp entworfene und 1961 fertiggestellte Stadttheater Herford auf dem Gelände des Lübberbruchs an der Mindener Straße bietet 692 Gästen Platz und wird von Gastspielbühnen bespielt. Eröffnet wurde es am 23. September 1961 durch ein Gastspiel des Landestheaters Detmold mit der Oper Der Freischütz von Carl Maria von Weber. Dargeboten werden Schauspiele, Opern, Operetten, Musicals, Ballett, Kindertheater, Kabarett, Musikveranstaltungen (Jazz, Musikcorps, Blasorchester), aber auch Aufführungen von Laienspielgruppen. Unter Theateramtsleiter Heinz Schön gehörte das Herforder Stadttheater zu den bestbesuchten deutschen Gastspielhäusern. Es gastierten namhafte Persönlichkeiten wie Inge Meysel oder Dieter Hildebrandt (Münchner Lach- und Schießgesellschaft) in Herford. In den 1960er/70er-Jahren veranstaltete zudem der Herforder Kulturdienstes seine (unter der künstlerischen Leitung des Herforder JVA-Direktors Edgar Selge durchgeführte) Kammerkonzertreihe im Stadttheater, die regelmäßig Solisten von internationalem Rang – wie etwa die Pianistin Elly Ney – in Herford präsentierte. Das Stadttheater Herford wird als rechtlich unselbstständige Sparte der Kultur Herford gGmbH, einer Tochtergesellschaft der Herforder Beteiligungsgesellschaft mbH (HBG GmbH), geführt. Das denkmalgeschützte Gebäude wird seit 2021 grundsaniert. Seit 2023 steht es unter der Leitung von Marlies Leibitzki.

#### Weitere Theater
In der Nähe des Neuen Marktes hat seit Anfang 2005 die „LAG Spiel und Theater e. V.“ ihren Sitz. In der ehemaligen Leinenmanufaktur befindet sich neben dem Büro und einer theaterpädagogischen Fachbibliothek ein Theatersaal für Proben, Workshops und Aufführungen. Es finden unterschiedliche Angebote für Kinder und Jugendliche sowie landesweite theaterpädagogische Fortbildungen statt. Außerdem ist die „manufactur“ Ausgangspunkt für mobile Theaterprojekte.
Im Seniorenzentrum Johannes-Haus hat seit 2010 das Augenblick-Theater Herford eine Spiel- und Produktionsstätte gefunden. Das Augenblick-Theater inszeniert In- und Outdoorproduktionen. Historische Produktionen wie z. B. das Herforder „Visionsspiel“ und die Bespielung von historischen Stadtführungen für die PRO Herford GmbH, wie moderne Inszenierungen und Walkactproduktionen in NRW und deutschlandweit zeigen die Vielfalt des Theaters. 2010 führt das Augenblick-Theater das Theaterfestival Augenblick-Mal! mit elf Kulturveranstaltungen an sieben Tagen durch.

### Kinos

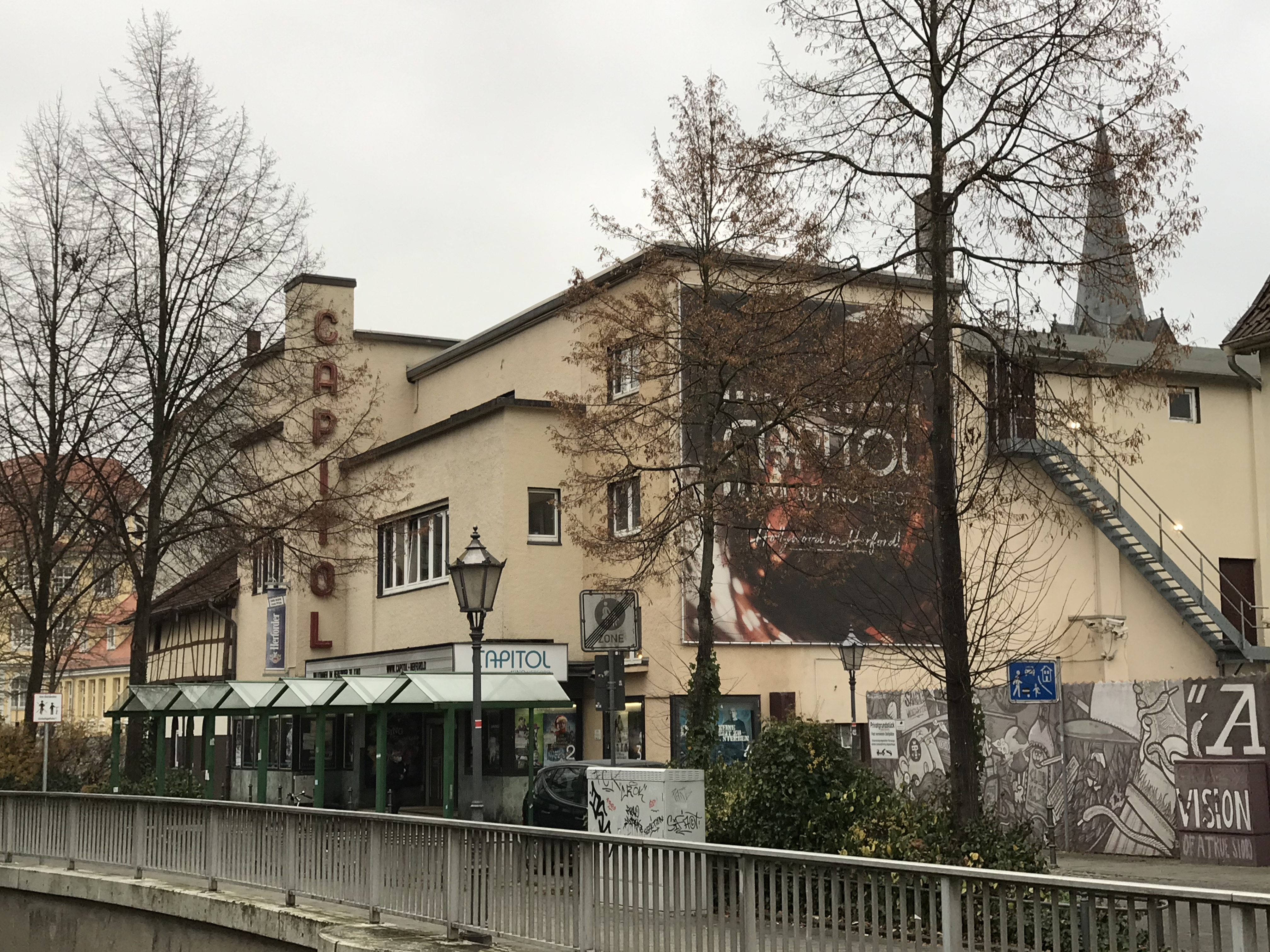
Kino Capitol in der Herforder Elisabethstraße

Das Capitol in der Elisabethstraße ist mit seinen vier Kinosälen das einzige verbliebene öffentliche Kino in der Stadt.

### Museen

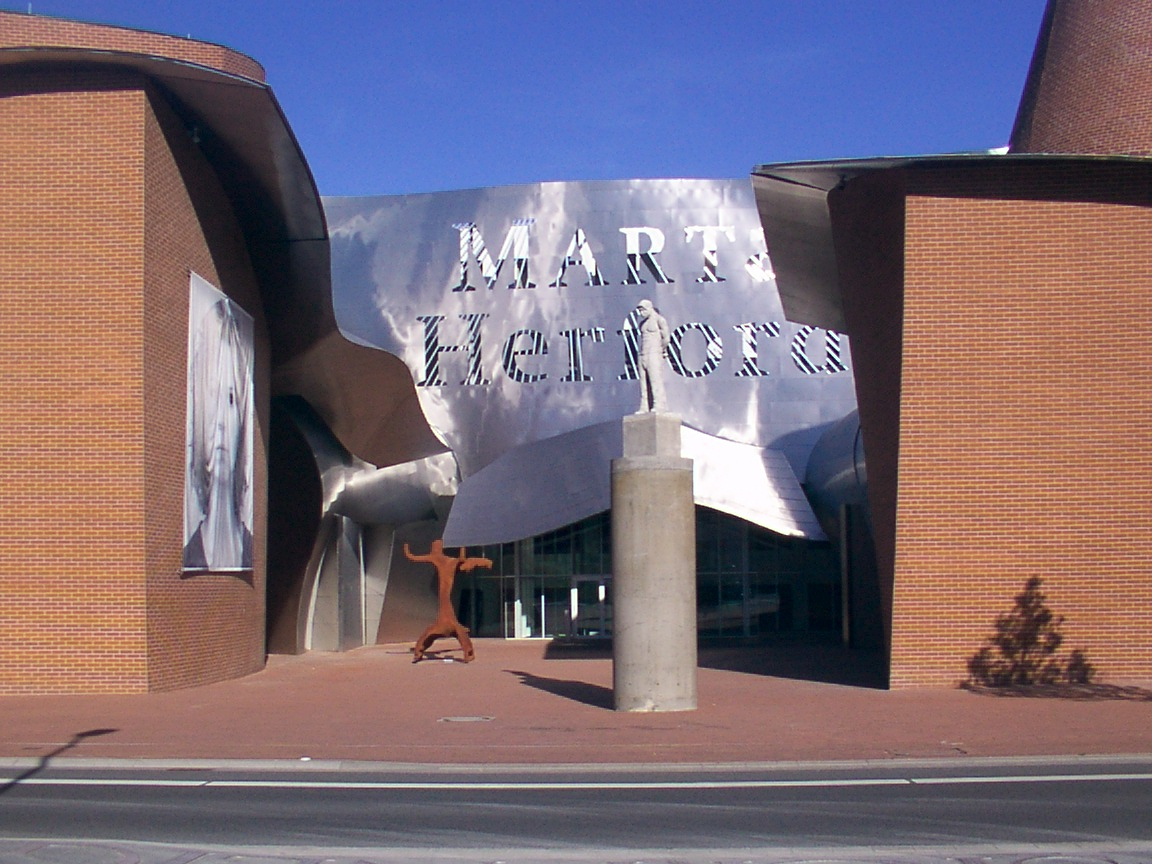
Das Museum Marta Herford

Seit Mai 2005 hat das Marta Herford seine Pforten geöffnet. In diesem Museum für zeitgenössische Kunst und Design werden die Ausstellungen in größeren unregelmäßigen Abständen gewechselt. Das Gebäude wurde vom Architekten Frank Gehry entworfen.
Des Weiteren befindet sich in Herford das Daniel-Pöppelmann-Haus, dort befindet sich eine Dauerausstellung zur Stadtgeschichte. Thematische Wechselausstellungen werden im Anbau gezeigt.
Im Jahr 2005 wurde in den Kellergewölben des Herforder Rathauses die Gedenkstätte Zellentrakt eingerichtet. Diese erinnert an die Verfolgung und Vernichtung von Minderheiten in der Vergangenheit und soll Tendenzen und Umgang mit diesem Thema in der Gegenwart aufzeigen.
Seit Herbst 2016 werden von der Stiftung Ahlers Pro Arte in Herford-Elverdissen in der Nähe der Ahlers AG Kunstausstellungen und andere Veranstaltungen aus den Bereichen Kunst, Literatur und Musik durchgeführt. Die 1995 von Jan A. Ahlers und seiner Tochter Stella Ahlers gegründete Stiftung erforscht und dokumentiert den Einfluss des Expressionismus auf die moderne Kunst des 20. und 21. Jahrhunderts.
Am Standort der ehemaligen Fürstabtei neben dem Herforder Münster soll mit Unterstützung der Ernstmeier-Stiftung ein Museum für Stadtgeschichte gebaut werden, das den Namen Archäologisches Fenster am Münster erhalten soll.

### Musik

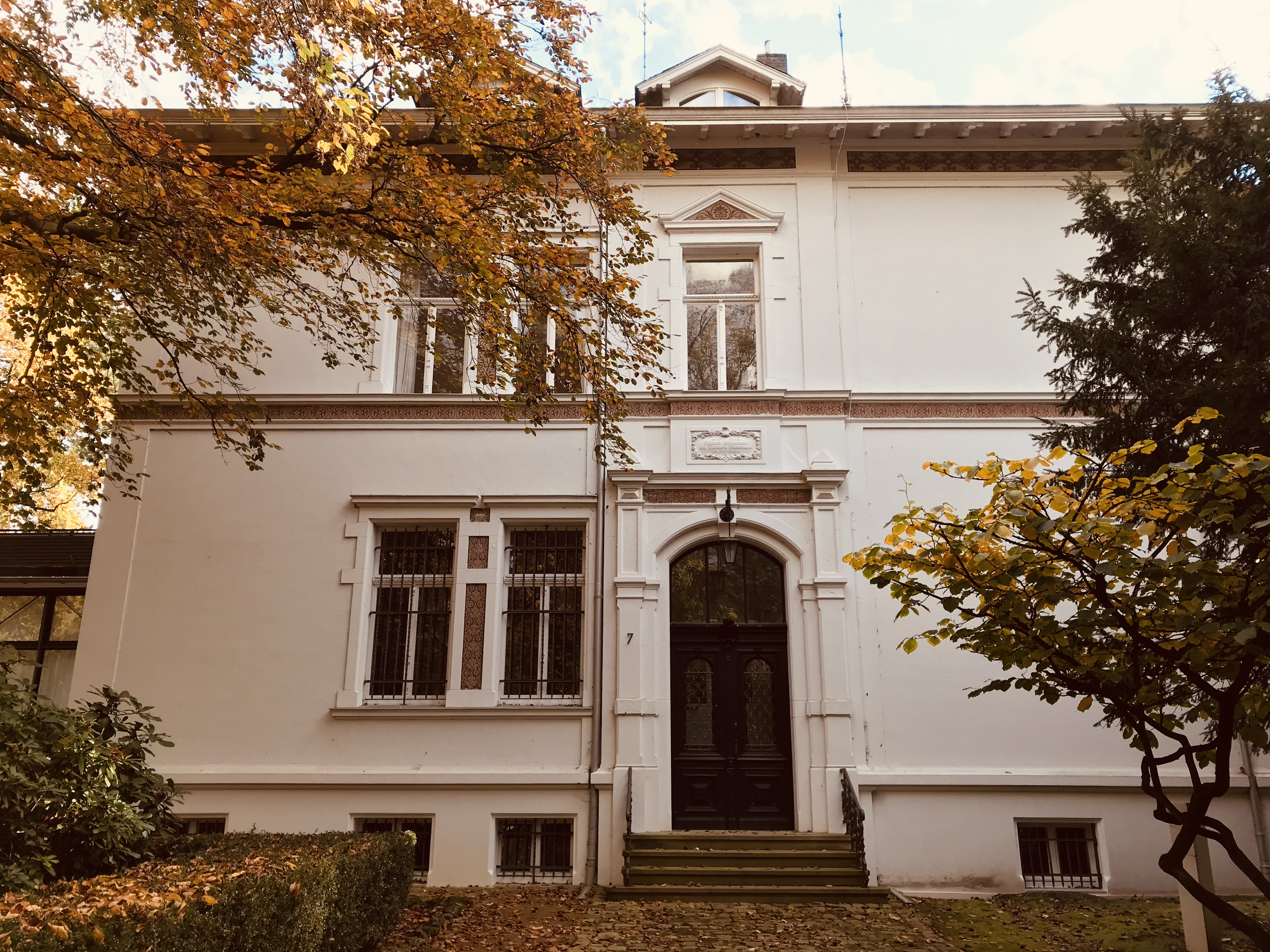
Die „Rühlsche Villa“ am Lübbertorplatz war Sitz der Herforder Musikschule und der Rockakademie OWL

Herford ist Sitz der Nordwestdeutschen Philharmonie, einem von drei Nordrhein-Westfälischen Landes-Synphonieorchestern. Probenraum und Sitz des Orchesters befinden sich innerhalb des Stadtpark Schützenhofs auf dem Stiftberg, wo die Herforder Konzerte gegeben werden.
Ein bedeutender Herforder Chor ist die Westfälische Kantorei der Hochschule für Kirchenmusik der Evangelischen Kirche von Westfalen.
Alljährlich wird seit 2001 der Herforder Orgelsommer mit Orgelkonzerten in den Kirchen der Stadt veranstaltet. Im November 2006 fand erstmals der Internationale Orgelwettbewerb Herford in der Marienkirche statt.
Von 1966 bis 1970 befand sich in der Stadt einer der bekanntesten Beat-Clubs der Region. Im Jaguar-Club im ehemaligen Kino Scala traten damals viele national und international bekannten Sänger und Bands auf.
Die Musikschule Herford wurde 1970 gegründet und ist eine Bildungseinrichtung für Kinder, Jugendliche und Erwachsene. Die Rockakademie OWL fördert junge Bands und Musiker. Sie vergibt monatlich seit 2005 den Titel „Bester Nachwuchskünstler des Monats“.

### Bauwerke

#### Kirchen

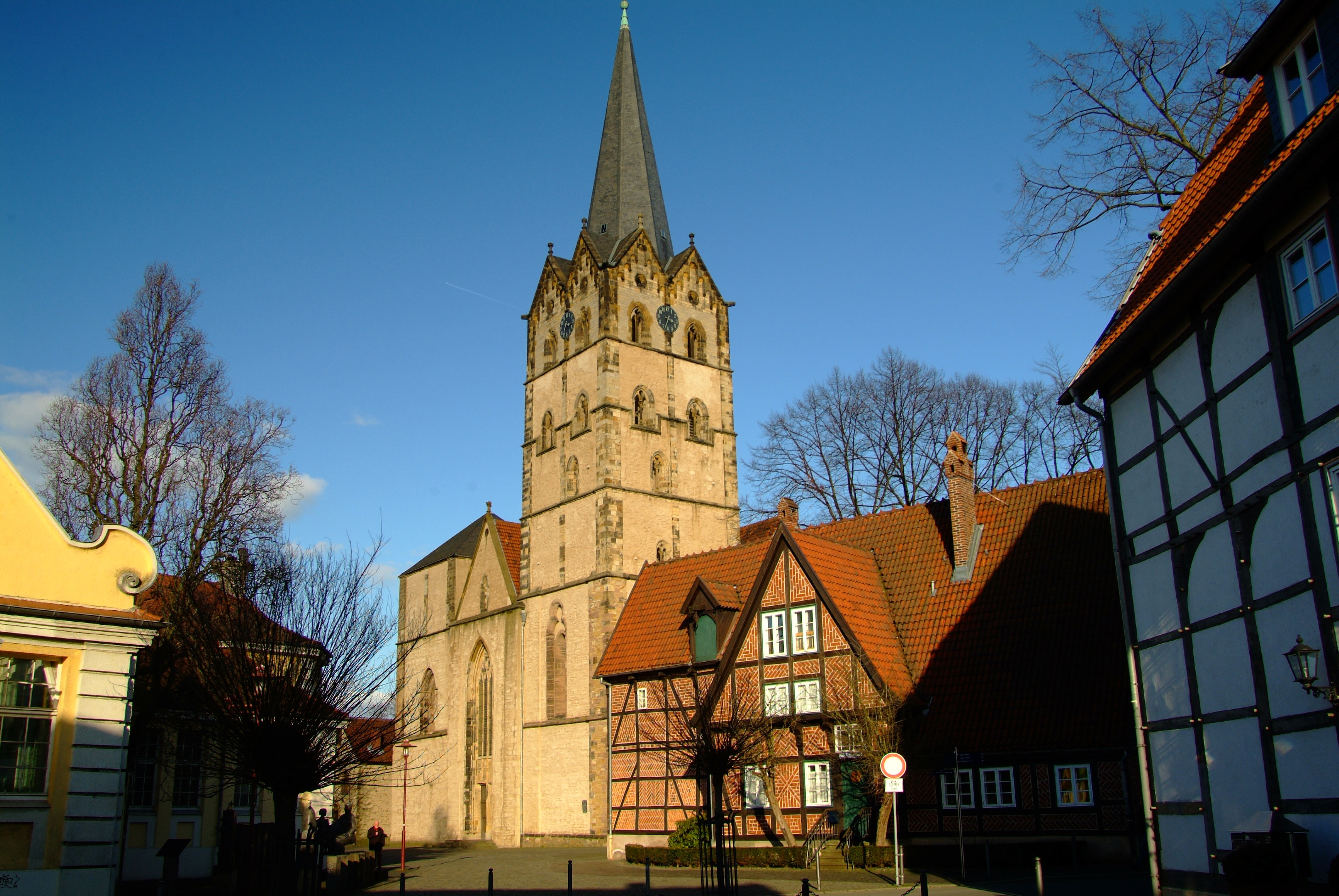
Die Münsterkirche mit dem Kantorhaus

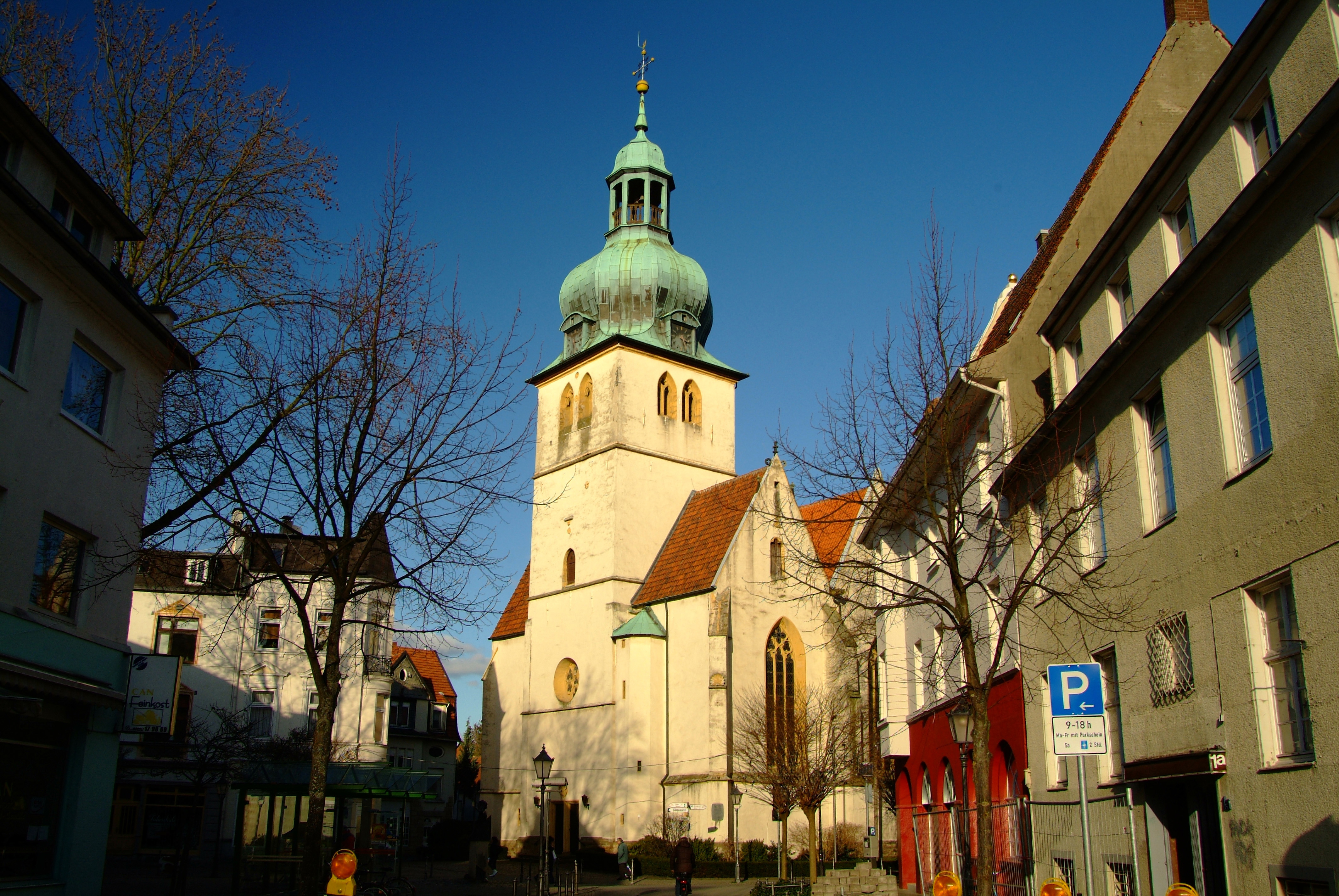
Die Herforder Jakobikirche

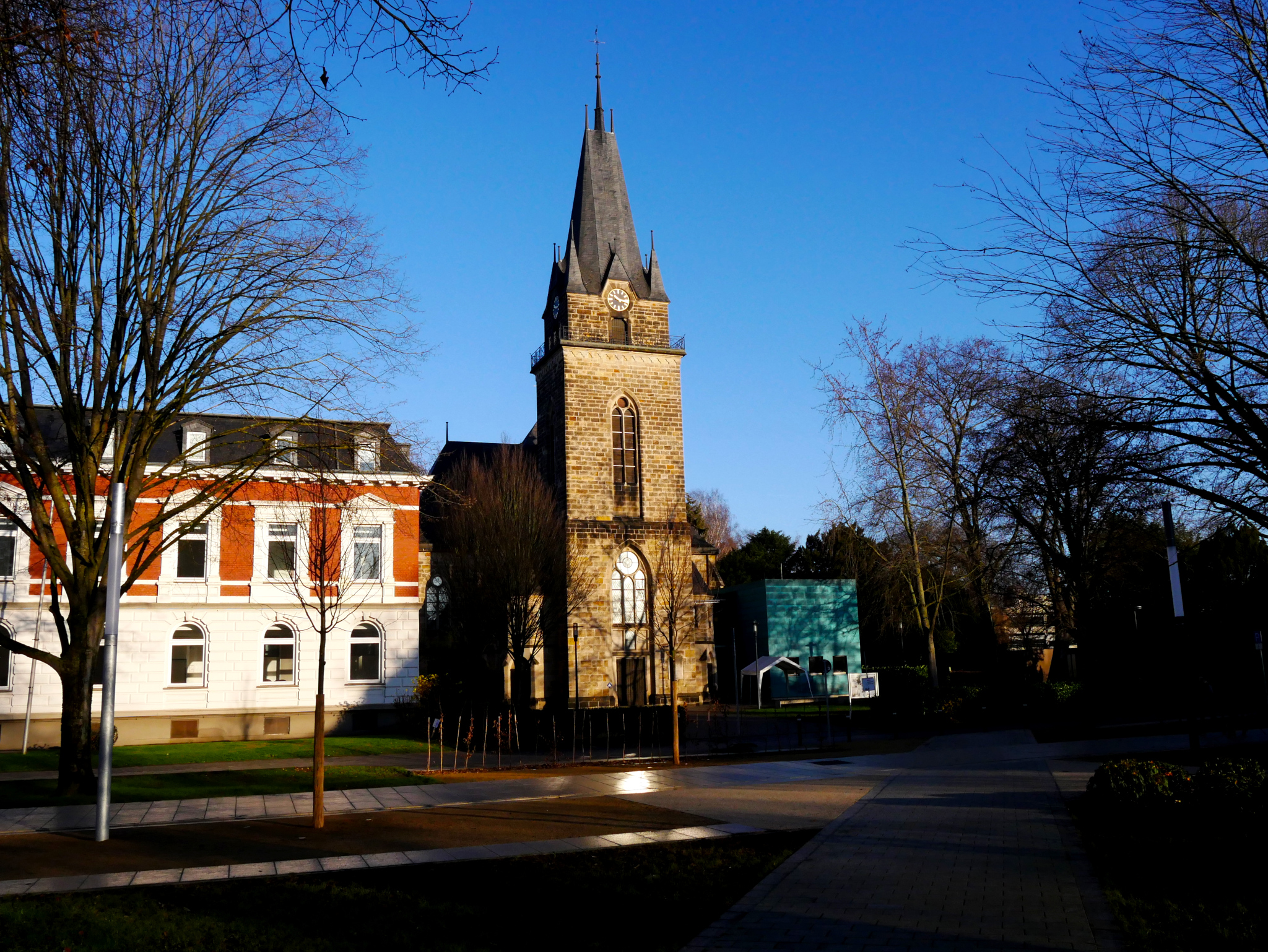
Petrikirche am Wilhelmsplatz

Die Münsterkirche ist die älteste Kirche in Herford und war die Kirche des reichsunmittelbaren Frauenstifts in Herford. Die spätromanische Hallenkirche wurde vermutlich 1220–1250 erbaut und ist neben dem Dombau in Paderborn der erste Großbau einer Hallenkirche in Deutschland und gilt heute als die größte in Westfalen. Seit 1532 ist sie eine evangelische Kirche. Der Turm birgt mit elf Glocken aus der Zeit von ≈1200 bis 2001 eines der umfangreichsten Geläute des Landes. Das ehemalige Frauenstift erstreckte sich vom Marktplatz über das Terrain des heutigen Rathauses bis über den Stephanplatz, wo heute noch (rekonstruierte) Grundmauern einzelner Gebäude stehen. Die Münsterkirche steht seit 1981 unter Denkmalschutz. Auch die Wolderuskapelle steht auf diesem Gebiet, unmittelbar nördlich der Münsterkirche. In der Kapelle liegt der Überlieferung zufolge der heilige Waltger (gestorben 825), der Gründer des Frauenstifts, begraben. Der heutige schlichte Saalbau wurde 1735 errichtet und ist seit 1962 griechisch-orthodoxe Nektarios-Kapelle.
Die Jakobikirche im Herforder Stadtteil Radewig ist eine gotische Hallenkirche aus dem 14. Jahrhundert. Die Turmhaube, eine Welsche Haube, erhielt die Kirche nach einem Brand im 18. Jahrhundert. Die Kirche war bis ins 16. Jahrhundert Pilgerkirche der Jakobspilger auf ihrem Weg nach Santiago de Compostela. Nach der Reformation 1530 waren die Pilger nicht mehr erwünscht, die Kirche wurde geschlossen und im Jahre 1590 als evangelische Kirche im Dezember wiedereröffnet. Da zu dieser Jahreszeit keine Blumen zum Ausschmücken der Kirche zur Verfügung standen, wurde hierfür „Braunkohl“ verwendet. Noch heute wird aus diesem Anlass das Radewiger Kohlfest gefeiert.
Zwei weitere gotische Hallenkirchen aus dem 14. Jahrhundert sind St. Johannis (Neustädter Kirche) und St. Marien auf dem Berge (Herforder Marienkirche), eine Kirche des 1011 gegründeten Tochterstifts. Johanniskirche und Marienkirche sind seit 1530 beziehungsweise 1548 evangelische Kirchen.
Von der spätgotischen Süsternkapelle, der Klosterkirche der Herforder Augustinerinnen (geweiht 1518), ist nur die Südwand mit zwei Gewölbeansätzen noch erhalten. Die katholische Pfarrkirche St. Johannes Baptist ist ein barocker Saalbau von 1715/16.
Die übrigen Herforder Kirchen wurden im 20. Jahrhundert gebaut. Die älteste davon ist die evangelisch-reformierte Petrikirche aus dem Jahre 1902. Der Baustil wurde den Zentralbauten des 14. Jahrhunderts mit kreuzförmigem Grundriss nachempfunden.
Die Friedenskirche in Elverdissen entstand in den Jahren 1914/15. Das im Jahr 1931 in Schwarzenmoor gebaute Gemeindehaus wurde 1962 zur Thomaskirche geweiht, die Trinitatiskirche in Falkendiek entstand 1962 aus einem 1934 erbauten Gemeindehaus. Alle drei Kirchen in den seinerzeit selbständigen politischen Gemeinden sind evangelische Gotteshäuser. Die Trinitatiskirche wurde 2008 entwidmet. Sie dient heute einem Bestattungsunternehmen als Aussegnungshalle, steht weiterhin für besondere Gottesdienste zur Verfügung.
Insbesondere wegen des Zuzugs von Flüchtlingen nach dem Zweiten Weltkrieg wurden zwischen 1958 und 1965 in der Stadt und einigen damals noch selbständigen Umlandgemeinden folgende fünf evangelische Kirchen gebaut: die Christuskirche an der Glatzer Straße (1958), die Evangelische Kirche Herringhausen (1958), die Markuskirche an der Landsberger Straße (1960), die Auferstehungskirche in Laar (1963) und die Kreuzkirche im Friedenstal (1965).
Zwischen 1955 und 1962 wurden drei katholische Kirchen geweiht: Maria Frieden am Lübberlindenweg (1955), St. Josef in Elverdissen (1957) und St. Paulus an der Kiebitzstraße (1962).
Im Lutherhaus am Oetinghauser Weg, das 1914 als zweite Predigtstätte der Münstergemeinde aufgebaut worden war, werden heute keine Gottesdienste mehr abgehalten.

#### Rathäuser und Wohnbauten

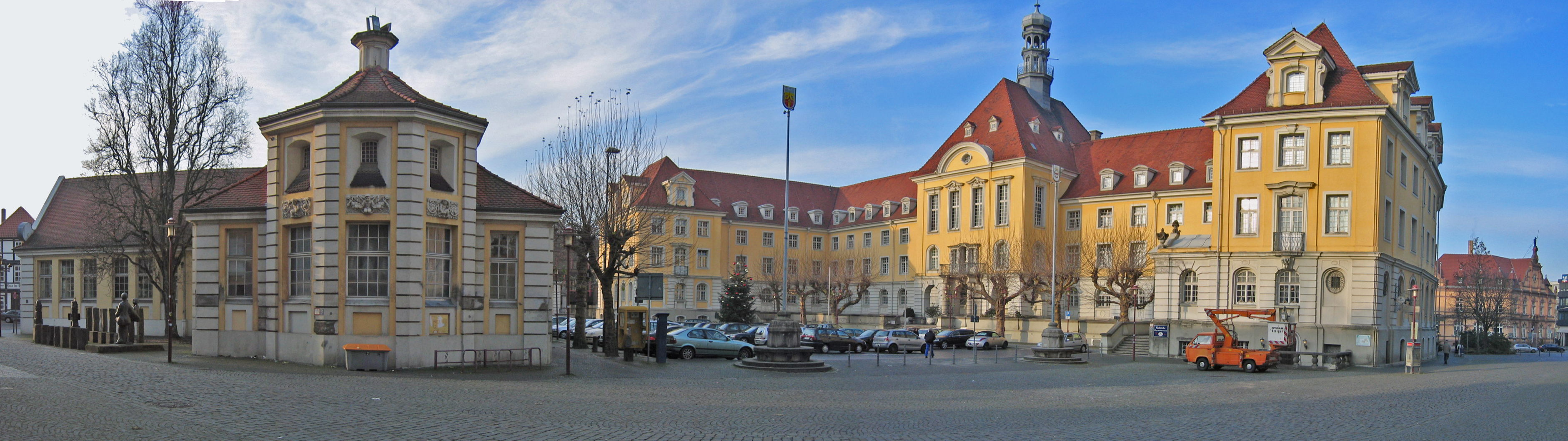
Rathaus (rechts) und Markthalle (links), dazwischen der Rathausplatz

Sehenswert ist das in unmittelbarer Nähe der Münsterkirche gelegene Rathaus, ein großer neobarocker Bau mit Seitenflügeln und anschließender Markthalle. Es wurde von 1913 bis 1916 nach Plänen des hannoverschen Architekten Paul Kanold anstelle der ehemaligen Abteigebäude erbaut. Weitere städtische Ämter befinden sich im Technischen Rathaus. Das nicht mehr von der Stadt genutzte Neustädter Rathaus am Neuen Markt entstand um 1600. Der aufwändige Volutengiebel wurde 1930 expressionistisch überformt. Ab 1988 erfolgte die Rekonstruktion der ursprünglichen Renaissancefassade.

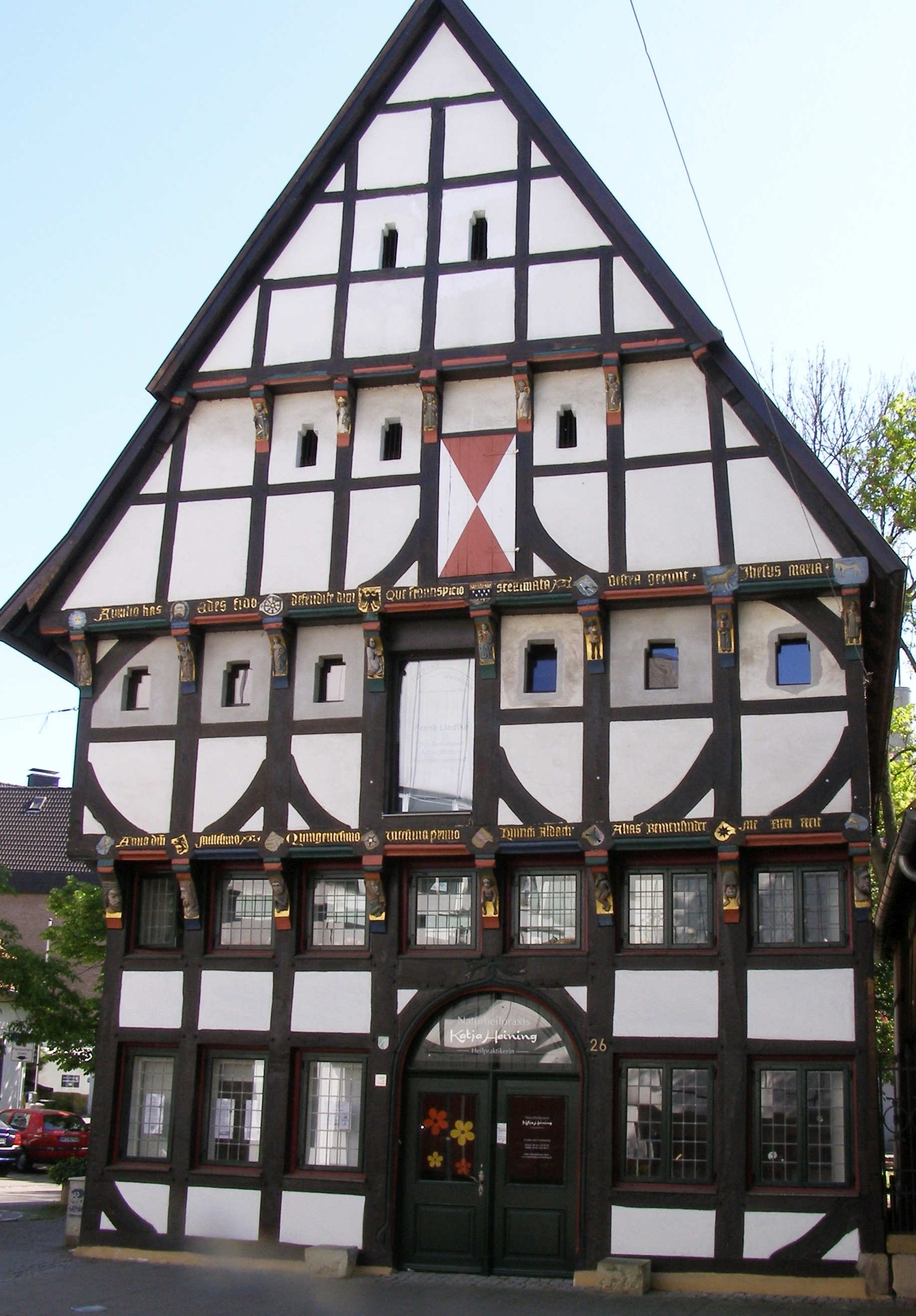
Remensniderhaus

Durch anglo-amerikanische Bombardierungen im Zweiten Weltkrieg wurden mehrere innerstädtische Quartiere (wie die Johannisstraße) schwer getroffen und brannten aus. Folgenschwerer für die Vernichtung des mittelalterlichen Stadtbildes waren jedoch die Zerstörungen durch die Stadtplanungen der 1950er und 1960er Jahre. Hier wurde der Bestand an älteren Wohnbauten und ganzen Quartieren (Bergertormauer) erheblich reduziert. Während kriegsbedingt etwa 20 % des Bestandes der teils mittelalterlichen Fachwerkhäuser vernichtet wurde, fielen 60 % dieser historischen Bausubstanz der Stadtplanung erst nach dem Krieg zum Opfer. Besonders schmerzlich ist der Verlust des so genannten Crüwell-Hauses in der Lübberstraße. Der 1957 abgebrochene Fachwerkbau zeichnete sich durch einen bemerkenswerten Massivgiebel von 1589 in Weserrenaissanceformen aus. 1960 folgte das Haus Alter Markt 14 (mit Fächerrosetten, um 1560), 1961 Hämelingerstraße 2 (1639), 1966 das Hagen-Haus in der Rennstraße (Nr. 47), ein stattlicher Fachwerkbau von 1537 und noch 1972 verschwand das spätklassizistische Friedrichs-Gymnasium von 1869 in der Brüderstraße.
Trotz dieser Verluste haben sich in der Brüderstraße mehrere Fachwerkbauten des 16. Jahrhunderts erhalten, dessen bekanntestes das so genannte Remensniderhaus von 1521 ist (Nr. 26). Der dreigeschossige Bau verfügt über reich beschnitzte Figurenknaggen. Direkt nebenan (Nr. 28) befindet sich das Engelkinghaus, ein 1532 entstandenes zweigeschossiges Giebelhaus mit Toreinfahrt. Es wurde 1961/62 restauriert. Während das um 1550 errichtete Dielenhaus Brüderstraße Nr. 14 mit einer seitlichen Utlucht versehen ist, zeichnet sich das um 1528 erstellte zweigeschossige Giebelhaus Nr. 18 durch Taubandknaggen aus.

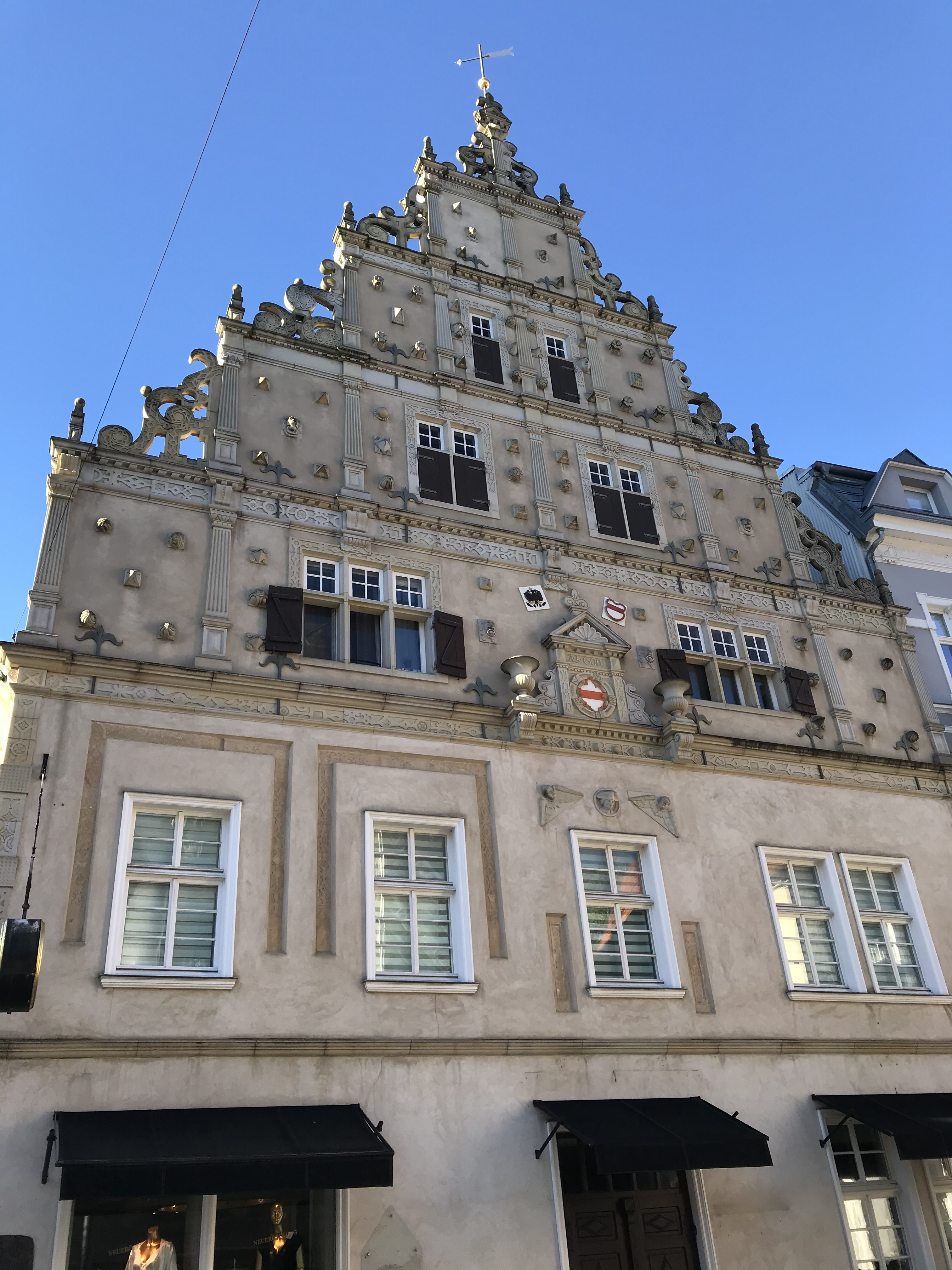
Neustädter Rathaus

Am Rand des Münsterkirchplatzes an der Elisabethstraße steht das Kantorhaus, ein zwischen 1484 und 1494 erbautes zweigeschossiges Fachwerk-Traufenhaus mit Ziegelausfachung im Zierverband. Das Obergeschoss kragt nach allen Seiten über gekehlte Knaggen vor, in die zum Teil Wappen eingeschnitzt sind. Das Kantorhaus gehört zu den ältesten Fachwerkbauten Westfalens; auf der am Außenbau angebrachten Denkmaltafel wird es als „zweitältestes Fachwerkhaus in Westfalen“ bezeichnet. Letzteres trifft aber längst nicht mehr zu, da mittlerweile Bauten entdeckt wurden, die in das 14. Jahrhundert datiert werden konnten.
Auch am Holland blieben mehrere ältere Fachwerkhäuser vom Zahn der Zeit verschont: Nr. 21 ist 1554 bezeichnet. Nur wenig jünger ist Nr. 39, ein 1559 datiertes zweigeschossiges Traufenhaus, dessen Knaggen mit Taustäben verziert sind. Nr. 29, ein Giebelhaus in Ecklage, stammt im Kern wohl noch aus dem frühen 16. Jahrhundert. In der Komturstraße 9 liegt ein kleines Fachwerkgiebelhaus, das ebenso wie das traufständige Nachbargebäude (Nr. 11) wohl um 1600 errichtet wurde. Bei  Lessingstraße 14 handelt es sich um einen verputzten Fachwerkbau, der vermutlich noch der ersten Hälfte des 16. Jahrhunderts angehört.
Bei dem ehemaligen Adelshof in der Löhrstraße 5 handelt es sich um ein 1648 errichtetes Traufenhaus, das in der Mitte des 18. Jahrhunderts mit einem Quaderputz und einem klassizistischen Portal versehen wurde. Das Alte Pastorat in der Löhrstraße 11 ist ein zweigeschossiges Dielenhaus mit Utlucht, das an der Frontseite verschiefert ist. Es stammt nach neuesten Erkenntnissen aus den Jahren 1638–1639.
Erwähnenswert sind des Weiteren die Giebelhäuser Neuer Markt 7 von 1695 und Radewiger Straße 23 von 1638, deren Kern wohl ins 16. Jahrhundert zurückgeht,  Radewiger Straße 27 ein Traufenhaus mit beschnitzten Füllbrettern (1645 bezeichnet), Rennstraße 32 ein zweigeschossiges Fachwerkgiebelhaus (etwa 1550–1560 errichtet und 1979 restauriert) und Steinstraße 17 ein Fachwerkdielenhaus mit reichem Schnitzwerk, das 1639 bezeichnet ist. In der Tribenstraße 8 steht ferner ein kleines Traufenhaus mit Figurenknaggen, das wohl zwischen 1500 und 1550 errichtet wurde.

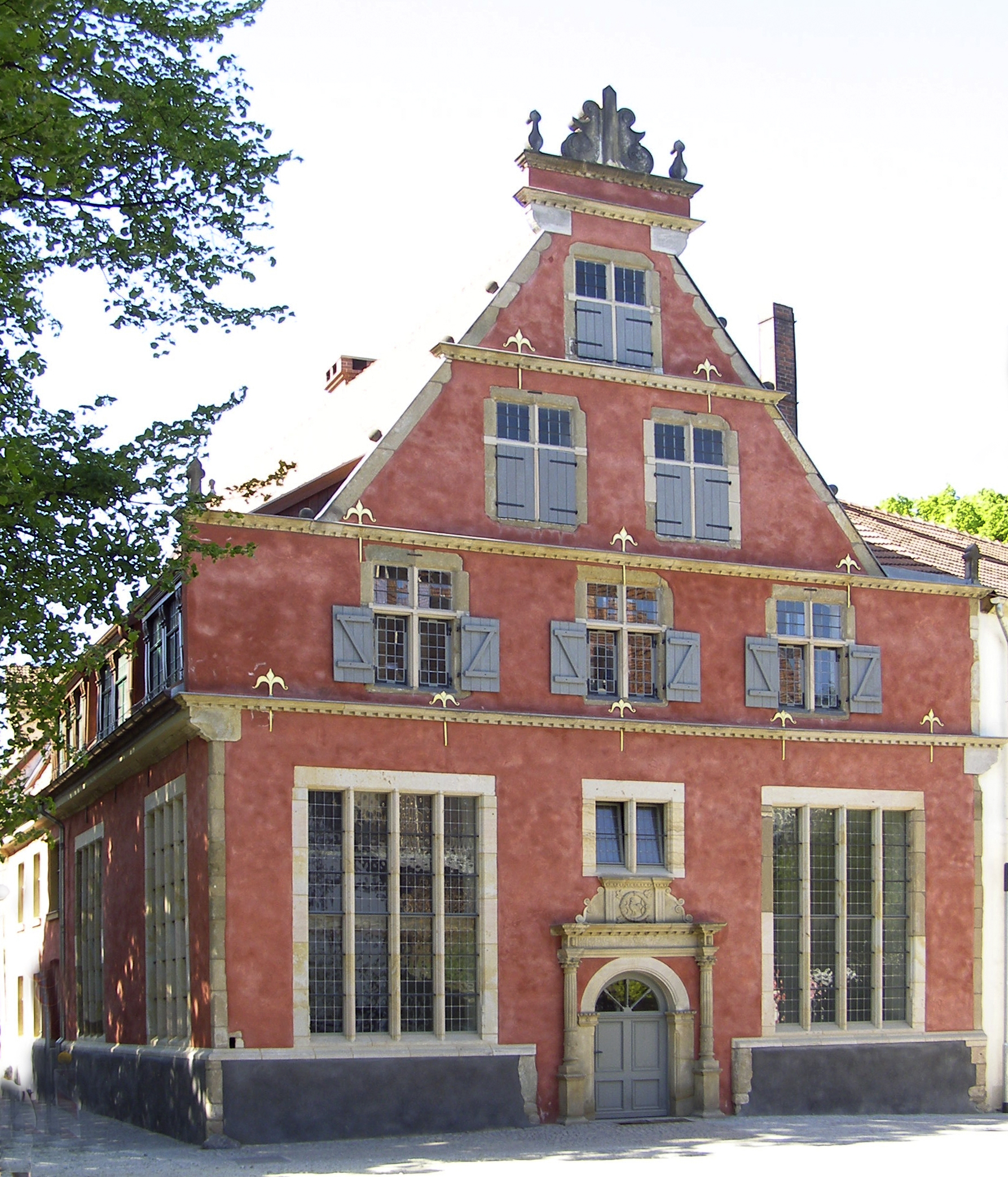
Frühherrenhaus

Besonders schön ist die an die ehemalige Stiftsfreiheit erinnernde Bebauung der  Elisabethstraße 3–11 mit Fachwerkbauten des 17. und 18. Jahrhunderts. Auf dem Stiftberg in unmittelbarer Nachbarschaft von Sankt Marien sind noch einige Wohnbauten der Stiftsdamen erhalten, darunter  Stiftberger Straße 33 (ehemalige Kurie der Dechantin de Vincke) – ein zweigeschossiges Traufenhaus mit Walmdach aus dem 18. Jahrhundert. Über dem Eingang befindet sich ein barockes Wappen.
Neben den oben genannten Fachwerkbauten blieben eine Reihe von Steinbauten erhalten. In der Hämelinger Straße 4 findet sich ein spätgotisches massives Giebelhaus mit kombiniertem Dreieck- und Staffelgiebel, ähnlich Frühherrenstraße 11, das in der Mitte des 16. Jahrhunderts entstanden sein dürfte. In der Höckerstraße 4, eingerahmt von gründerzeitlichen Bauten, liegt das Bürgermeisterhaus, ein zweigeschossiger Bau mit spätgotischem Treppengiebel nach münsterschem Vorbild. Es wurde 1538 errichtet. Das Haus, dessen Erdgeschosszone durch Ladeneinbauten verändert wurde, erinnert stark an das nur wenige Jahre ältere Crüwellhaus in Bielefeld.
In der Frühherrenstraße 11 steht das Frühherrenhaus, ein verputzter Massivbau mit kombiniertem Dreiecks- und Staffelgiebel, dessen Erbauungszeit mit 1591 angegeben wird. In jüngster Zeit erfolgte eine durchgreifende Restaurierung (2004–2005), bei der die völlig verbaute Diele und die ursprüngliche Fenstereinteilung wiederhergestellt wurden. Außerdem wurde das Äußere mit einem neuen Putz versehen.
Das Wulferthaus am Neuen Markt 2 ist ein zweigeschossiges Giebelhaus, das 1560 erbaut wurde. Der Giebel präsentiert sich in Formen der so genannten Lipperenaissance. 1977 bis 1979 wurde es umfassend restauriert. Im Zuge dieser Maßnahmen wurde der Fronterker in Anlehnung an vergleichbare Vorbilder rekonstruiert. Erwähnenswert ist außerdem Radewiger Straße 33, ein 1610 bezeichnetes Giebelhaus. Die Fassade wurde im 19. Jahrhundert im Stil der Neorenaissance umgebaut. Nebenan (Nr. 35) steht ein Steinbau mit spitzbogigem Tor und Fachwerkobergeschoss von 1555.
Die Villa Bergertorwall 22 der ehemaligen jüdischen Textilunternehmerfamilie Elsbach ist ein exemplarisches Beispiel eines Jugendstilanwesens nach der Jahrhundertwende. Ebenfalls im Jugendstil wurde 1909 das Fabrikgebäude des Unternehmens, das Elsbachhaus, gebaut.

#### Innenstadtplätze

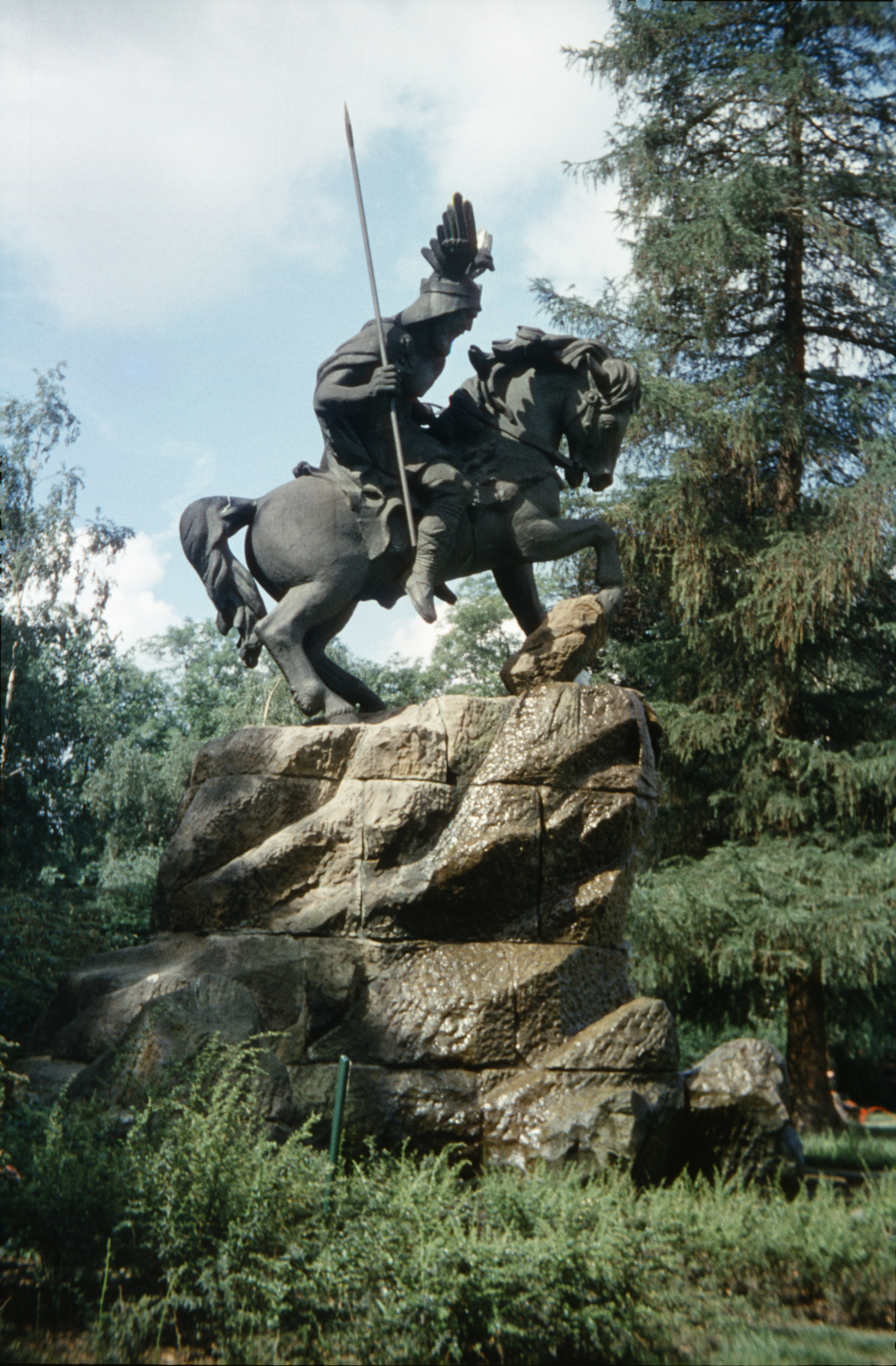
Widukind-Denkmal

Der Alte Markt war wichtigster Handelsort und ist bis heute lebendiger Mittelpunkt der Herforder Altstadt. Hier stand bis 1878 das ursprünglich gotische, im 16. Jahrhundert mit Renaissanceelementen erweiterte Altstädter Rathaus. Zum gegenwärtigen Zeitpunkt befindet sich dort die Bushaltestelle „Alter Markt“, die neben dem Busbahnhof im Nordwesten der Stadt ein wichtiger Verkehrsknoten im Herforder ÖPNV ist. Von dort führen die Bäckerstraße und die Brüderstraße weg, welche als die „Einkaufsstraßen Herfords“ gelten.
Der Neue Markt als Zentrum der Herforder Neustadt ist einer der schönsten Herforder Plätze und geprägt von Fachwerk- und Renaissancearchitektur. Der Brunnen von 1599 zeigt einen Ritter mit Banner und Schild der freien Reichsstadt Herford. Der um 1830 von der Stadt verkaufte Brunnen wurde 1962 am alten Standort wieder aufgebaut. Das ehemalige Rathaus der bis 1634 selbstständigen Neustadt ist ein steinernes Giebelhaus mit mittelalterlichem Kern. Sein 1930 abgerissener Schaugiebel aus der Zeit der Weserrenaissance wurde 1988/89 rekonstruiert. Das 1560 erbaute Wulfert-Haus besitzt einen Giebel im Stil der Lippe-Renaissance und verdeutlicht das Selbstbewusstsein des Herforder Kaufmanns- und Bürgertums.
Auf dem Linnenbauerplatz steht das 1909 eingeweihte Linnenbauerdenkmal. Es zeigt den letzten Herforder Handweber, der seine Leinenballen zum Großhändler in die Stadt gebracht und verkauft hatte und nun verschmitzt lächelnd das erhaltene Geld zählt. Bis etwa in die Mitte der 1970er Jahre verlief dort ein Teilstück der Bowerre, die eine Mühle angetrieben und Alt- und Neustadt getrennt hatte. Am westlichen Ende des Platzes befindet sich ein Kinderspielplatz in Form eines Piratenschiffes sowie einer Wasseranlage.
Der Wilhelmsplatz im Norden der Innenstadt ist Teil der Herforder Wallanlagen, die die Herforder Innenstadt umgibt und im überwiegenden Teil Fußgängern und Radfahrern vorbehalten ist. Auf dem Wilhelmsplatz steht das Denkmal des Sachsenherzogs Widukind, im Volksmund Wittekind genannt. Am Wilhelmsplatz befindet sich das heute denkmalgeschützte Gebäude der ehemaligen Bürgerschule Wilhelmsplatz, in welchem heute die Wilhelm-Oberhaus-Schule untergebracht ist.

#### Brunnen

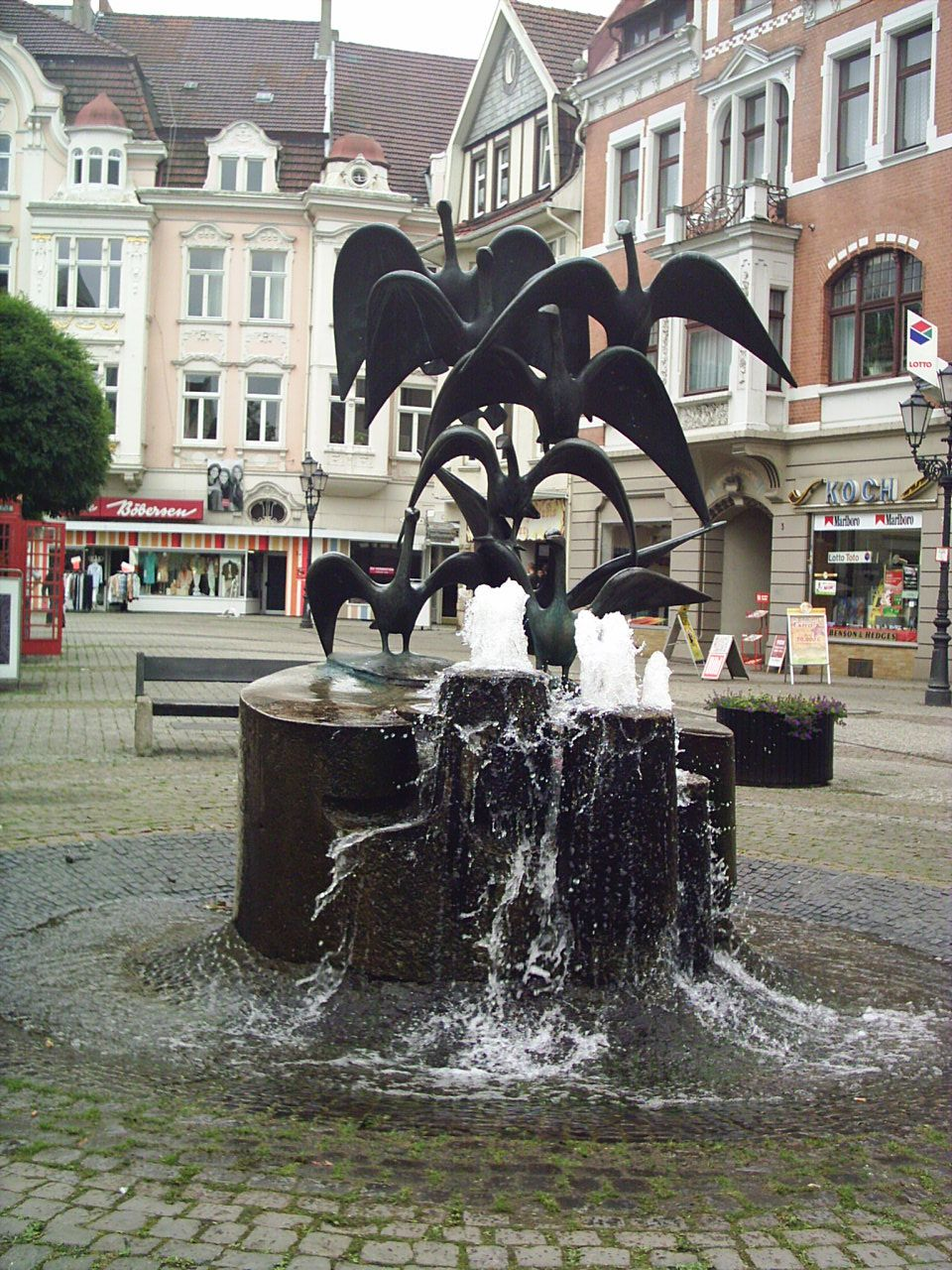
Gänsebrunnen und Gänsemarkt

In der Herforder Innenstadt stehen zahlreiche Brunnen. Sie sind im Folgenden vom Lübbertor bis zum Steintor aufgeführt.

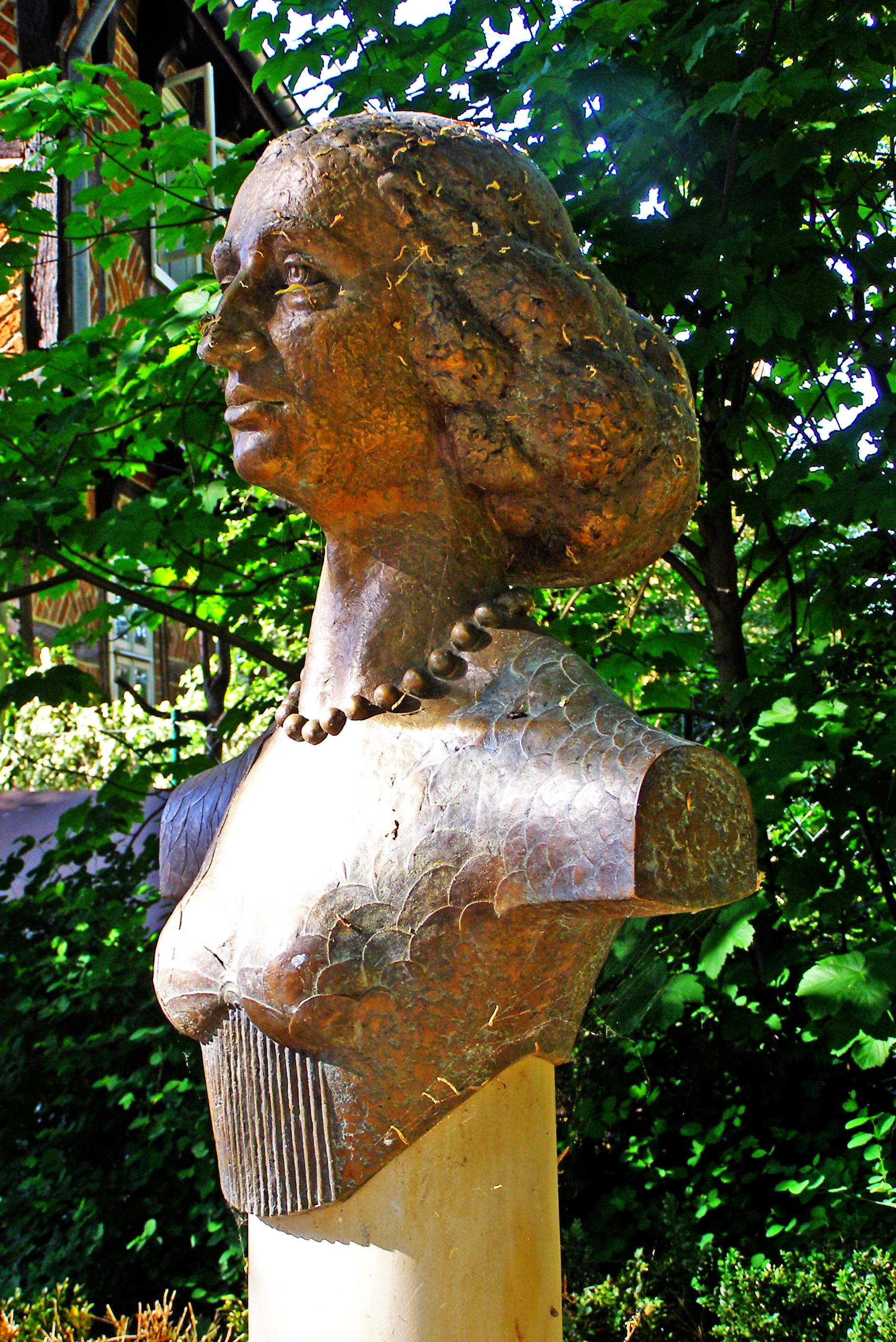
Elisabeth von der Pfalz

Der Hansebrunnen, der bis Mitte 2016 am Anfang der Fußgängerzone (Kreuzung Lübberstraße/Berliner Straße) stand und seitdem eingelagert ist, erinnert an die Hansemitgliedschaft der Stadt. Die Bronzeplastik ist in Form einer Hansekogge gestaltet. Seit Mitte 2019 wird ein neuer Standort gesucht. Auf dem Neuen Markt steht der Neustadtbrunnen aus dem Jahre 1599, ein Renaissance-Sandsteinbrunnen. Im Gehrenberg an der Einmündung zur Brüderstraße befindet sich ein Brunnen mit beweglichen Figuren, die die Herforder Originale Mutter Grün und Trompeten-Oskar (übrigens ein Ehepaar) sowie die Schausteller darstellen. Ebenfalls im Gehrenberg an der Einmündung „Am Gange“ wurde ein neuzeitlicher Brunnen aufgestellt, der wegen seiner Form im Volksmund „Bürgerdusche“ genannt wird. Der ehemals auf dem Alten Markt stehende Altstädter Marktbrunnen aus dem Jahre 1616 steht heute auf dem Münsterkirchplatz. Die Erinnerung an die Abtei soll der Abteibrunnen auf dem Rathausplatz wachhalten. Ein weiterer Brunnen, der einen Jungen darstellt, steht in der Bäckerstraße. Auf dem Gänsemarkt befindet sich der Gänsebrunnen.

#### Denkmäler, Gedenksteine, Büsten und Kunstwerke

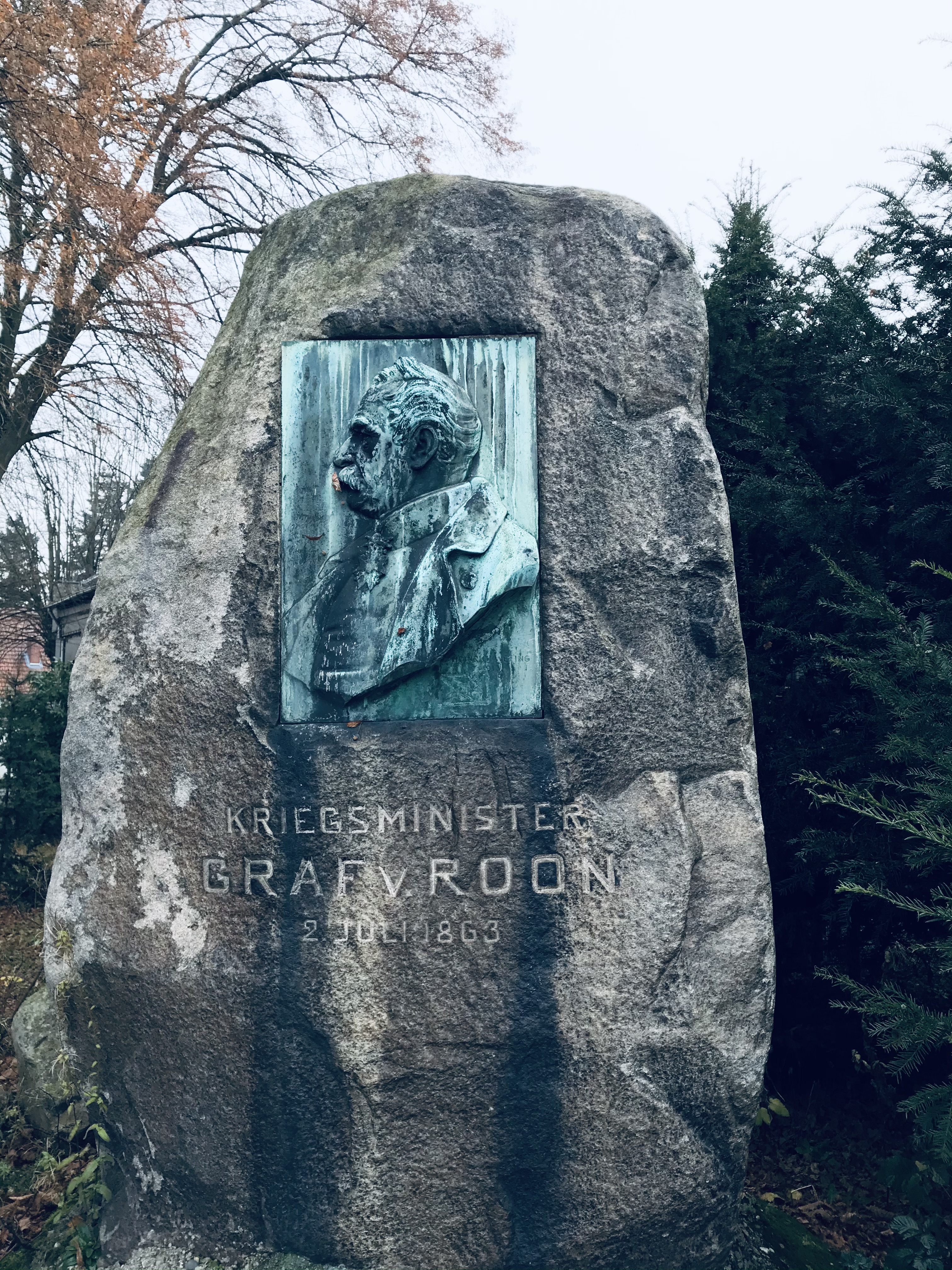
Der Roonstein (1913) mit Bronzerelief von Heinrich Wefing in Herford-Laar

Neben den bereits erwähnten Widukind- und Linnebauerdenkmälern gibt es in der Stadt weitere Denkmäler, Grenzsteine, Gedenksteine, Büsten, Reliefs und Kunstwerke im öffentlichen Raum. Sie sind in dem Hauptartikel beschrieben. Dazu zählen unter anderem die Abteistele, das Stadtgeschichtsdenkmal, ein Stadtmodell der ummauerten Reichsstadt in der Mitte des 17. Jahrhunderts, das Fürstenaudenkmal, die sieben bronzenen Reliefs aus der Stadtgeschichte am Hotel zur Fürstabtei, Büsten von der Herforder Äbtissin Elisabeth von Herford, Friedrich Ludwig Jahn und Friedrich Schiller sowie ein Denkmal für den preußischen Kriegsminister Albrecht Graf von Roon in Herford-Laar mit einem von Heinrich Wefing gefertigten Bronzerelief. Der Roonstein wurde am 2. Juli 1913 vom Kriegerverein Laar-Hollinde aufgestellt.
Kunstwerke stehen unter anderem vor dem Arbeitsamt und am Steintor, wo auf einer Verkehrsinsel ein zusammengepresstes Autowrack aufgestellt wurde. Am Bergertor stehen zwei Skulpturen mit dem Namen Safety Cones des US-amerikanischen Installationskünstlers Dennis Oppenheim. Weitere Kunstwerke im öffentlichen Raum wurden im Umkreis des Museums Marta platziert.

### Grünflächen und Naherholung
Der 4,5 Hektar große Aawiesenpark gegenüber des Berufskollegzentrums entwickelte sich 1957 aus einem alten Friedhof. 1987 wurde zusätzlich das Gelände der ehemaligen Gärtnerei Breder hinzugefügt. Der Park weist ausgedehnte Wiesenflächen, einen großen Spielplatz und eine Beach-Volleyball-Anlage auf. Über einen Teich mit Schilfbeständen führt eine Brücke.
Der Schützenhofpark schließt sich an den Stadtpark Schützenhof an. Er geht im Norden in den Luttenberg über. Auf der Spatzenwiese am Bergertor steht ein Mahnmal für die Opfer von Krieg und Gewaltherrschaft. Die kleine Parkanlage des Hinckley-Rosengartens wurde auf der ehemaligen Trasse der Herforder Kleinbahn und des Kleinbahnhofs Bergertor angelegt. Weiter westlich befinden sich zwischen Werre, Werrestraße und Hansastraße die Werregärten, wo im Sommer der „Aloah Beachclub“ geöffnet ist.
Erwähnenswert ist der Stiftberg mit Langenberg und Luttenberg. Auf dem Luttenberg fand im 10. Jahrhundert die Herforder Vision statt. Der Legende nach soll dort einem Schäfer die Jungfrau Maria erschienen sein. Beim Stuckenberg mit Bismarckturm handelt es sich um ein ausgedehntes Waldgebiet im Osten der Stadt mit Blick auf Herford, das in den Bad Salzufler Obernberg übergeht. Das Waldgebiet südlich des Stuckenbergs wird Stadtwald genannt. Am westlichen Rand und in einem Teil des Stadtwaldes befindet sich der Tierpark Herford.
Zur Stadt Herford zählen sechs Naturschutzgebiete, dies sind das Asbeke-Kinzbachtal, das Gebiet Bramschebach – Nagelsbachtal (in zwei amtlich geführten Teilgebieten), der Füllenbruch, das Jammertal und das Uhlenbachtal. Insgesamt stehen etwa 351,9 ha, davon 4,45 % der Stadtfläche unter Naturschutz.
Herford ist Ausgangspunkt des Hansawegs, eines 72 Kilometer langen Fernwanderwegs, der Herford mit Hameln verbindet. Rund um die Stadtgrenzen von Herford schlängelt sich der 54 km lange Stiftsweg, ein Wanderweg, der als Markierungszeichen das Abteiwappen trägt.
Der Elisabethsee im Stadtteil Eickum ist ein kleiner See, an dem sich ein Campingplatz befindet, der von vielen Langzeitcampern aus dem Ruhrgebiet besucht wird.

### Friedhöfe

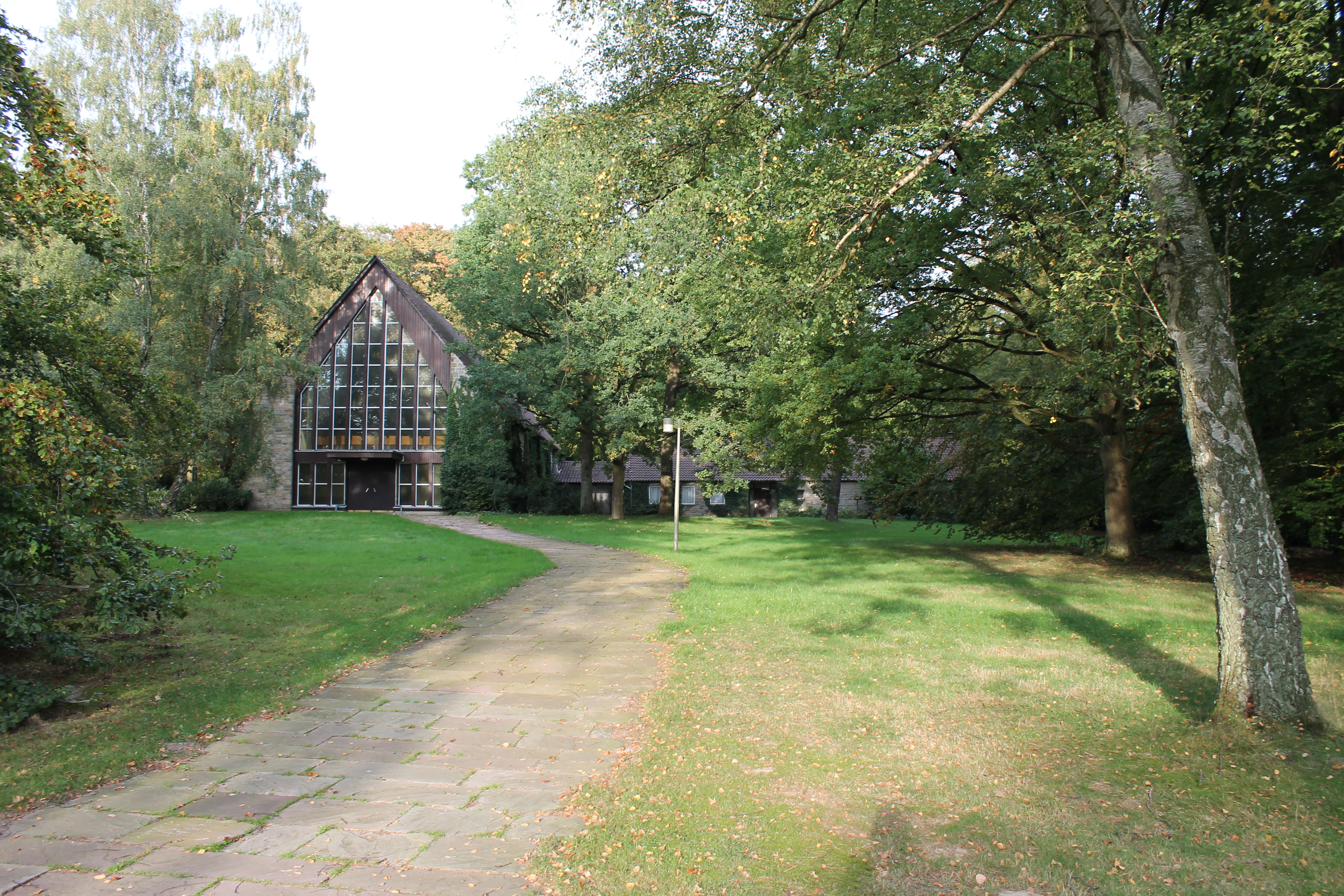
Trauerhalle auf dem Friedhof Ewiger Frieden

Bis 1808 wurden die Bürger der Altstadt, der Radewig, der Abtei und der zu Herford gehörenden Bauerschaften auf dem Münsterkirchplatz beerdigt. Auch an den anderen Kirchen existierten Kirchhöfe. Gegen den Widerstand der Bevölkerung wurden die innerstädtischen Begräbnisplätze während der Zeit des Königreichs Westphalen (1807–1813) geschlossen und ein neuer, nach rationalen Kriterien geplanter Friedhof am Eisgraben (heute Friedhofstraße) eröffnet. Dieser 1808 mit der Verlagerung der Begräbnisplätze von den Kirchhöfen entstandene Friedhof „Am Eisgraben“ mit dem Namen Alter Friedhof ist seit 1874 eine Parkanlage, die in den Aawiesenpark übergeht. Seit 1964 steht hier das Kriegerdenkmal, das sich zuvor auf dem Alten Markt im Zentrum der Stadt befand. 1873 wurde der Alte Friedhof in südliche Richtung erweitert, wodurch der noch heute genutzte Friedhof Hermannstraße mit zahlreichen großen Begräbnisstätten und Kriegsgräberstätten entstand.
Der zweite städtische Friedhof im alten Herforder Stadtgebiet (ohne eingemeindete Stadtteile) ist der Hauptfriedhof Ewiger Frieden. Dieser größte Herforder Friedhof zwischen der Mindener Straße und der Eimterstraße wurde am 29. Juni 1924 eingeweiht. Die relativ große Friedhofskapelle wurde 1955 gebaut.
Friedhöfe der ev.-luth. Marienkirchengemeinde Stiftberg sind der Erika-Friedhof an der Vlothoer Straße, der Marien-Friedhof an der Marienstraße und der Friedhof Schwarzenmoor/Falkendiek an der Mindener Straße.
Östlich des Friedhofs Hermannstraße liegt an der Friedhofstraße der Jüdische Friedhof, der bereits seit dem 17. Jahrhundert der jüdischen Gemeinde als Begräbnisstätte dient.
In den 1969 eingemeindeten Stadtteilen liegen die städtischen Friedhöfe Friedhof Diebrock (Hausheider Straße), Friedhof Eickum (Diebrocker Straße), Friedhof Elverdissen (Hillewalser Straße), Friedhof Laar (Laarer Straße) und Friedhof Stedefreund (Bielefelder Straße).
In der Nähe der Autobahnanschlussstelle Herford Ost befindet sich der private Tierfriedhof Schwarzenmoor.

### Sport

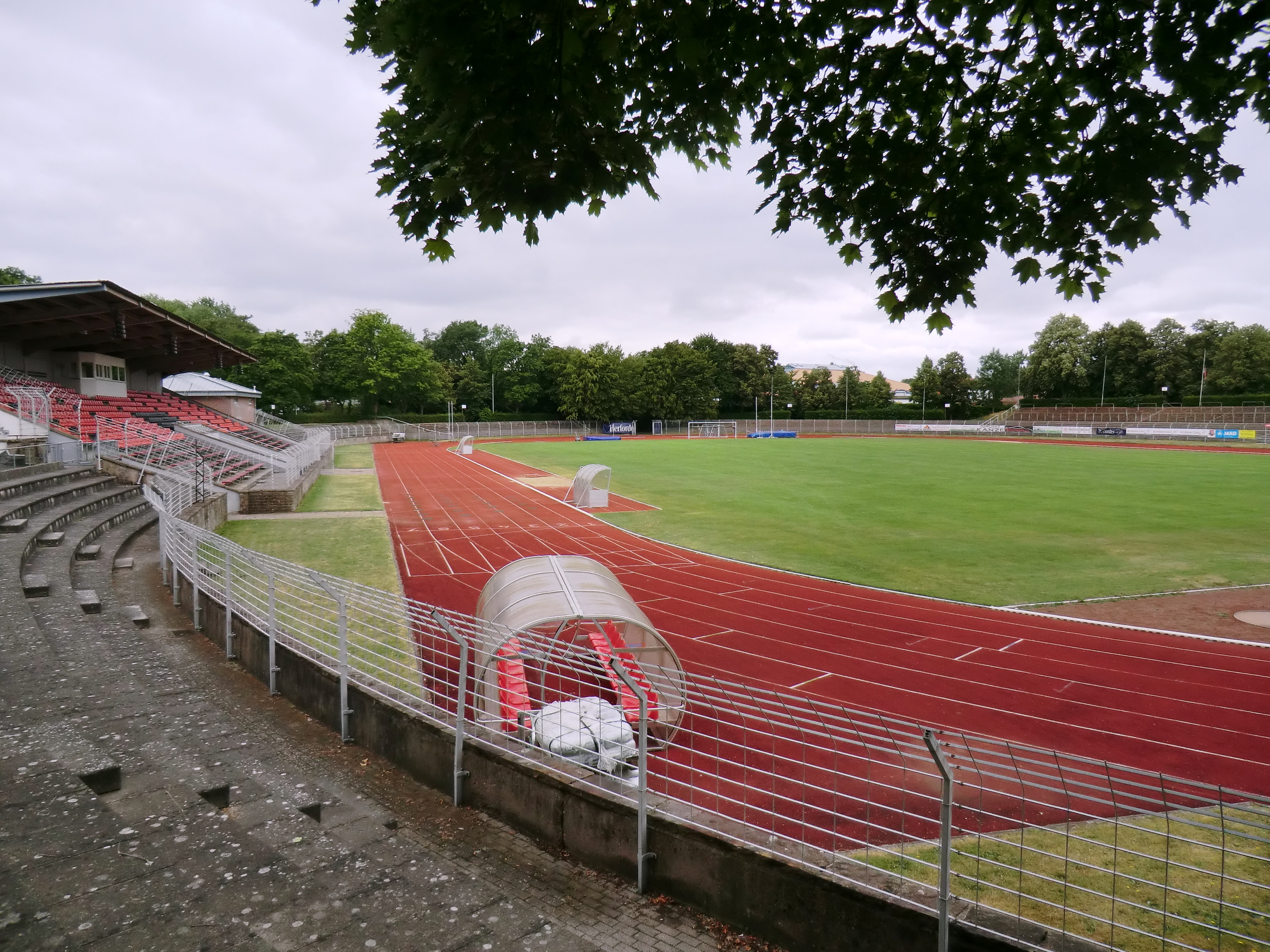
Ludwig-Jahn-Stadion

In der Stadt gibt es 62 Sportvereine (Stand 2019) mit 18.792 Mitgliedern (Stand 2010). Die 1860 gegründete Turngemeinde Herford (TGH) ist der älteste und mit etwa 4000 Mitgliedern (Anfang 2009) und 16 Fachsportabteilungen der größte Sportverein der Stadt. In dem Verein werden Sportarten, wie zum Beispiel Badminton, Basketball, Breitensport, Fechten, Handball, Judo, Kegeln, Leichtathletik, (Nordic) Walking, Schwimmen, Tischtennis und Volleyball betrieben.
Die Gesundheits- und BehindertenSportGemeinschaft Herford e. V. (GBSG) wurde im Mai 1951 als eine der ersten Versehrtensportgemeinschaften in Nordrhein-Westfalen gegründet. Sie war Gründungsmitglied des Behindertensportverbandes Nordrhein-Westfalen. Mit mehr als 550 Mitgliedern ist sie einer der großen Vereine innerhalb des Behinderten-Sportverbandes Nordrhein-Westfalen (BSNW) und der Stadt Herford. Was zunächst zur Selbsthilfe von Kriegsversehrten gegründet wurde, entwickelte sich bald zum Sportverein für alle, die von Behinderungen betroffen oder bedroht sind. Die Integration von geistig Behinderten durch Spiel und Sport hat sich die GBSG Herford seit mehr als 20 Jahren zur besonderen Aufgabe gemacht.
Die größte Sportanlage ist das Ludwig-Jahn-Stadion, das mit seiner 400-Meter-Rundlaufbahn Platz für 18.400 Zuschauer bietet. Hier werden die Spiele der Frauenfußballmannschaft von Herforder SV Borussia Friedenstal sowie die Spiele des SC Herford ausgetragen. Im Eisstadion mit etwa 2000 Zuschauerplätzen werden die Heimspiele des Herforder EV ausgetragen, der seit der Saison 2020/21 in der Eishockey-Oberliga spielt. Das H2O ist ein Erlebnis-, Freizeit- und Sportbad mit großer Saunalandschaft und Wellnessbereich. Im 1996 neu geschaffenen Sportpark Waldfrieden wurden auf dem Gelände der ehemaligen britischen Maresfield-Kaserne mehrere Sportvereine (aber auch Wohnungen) angesiedelt. Unter anderem befinden sich dort der Tennisclub Herford (TCH), die Turngemeinde Herford (TGH), der Herforder Verein für Luftfahrt, die Deutsche Lebens-Rettungs-Gesellschaft (DLRG), der Radsportclub Endspurt und der Motor-Veteranen-Sport-Club Herford (MSC).
Eine große Rolle spielt in Herford der Reitsport. Der Reit- und Fahrverein „von Lützow“ ist einer der mitgliederstärkste Reitvereine Westfalens. Bei den Olympischen Spielen 1988 in Seoul errang der Herforder Unternehmer Wolfgang Brinkmann auf dem Pferd „Pedro“ zusammen mit Ludger Beerbaum, Franke Sloothaak, und Dirk Hafemeister die Goldmedaille im Mannschafts-Springreiten.
Herford stellte mit zwei Radsportvereinen einige bundesweit bekannte Sportler im Straßen-, Querfeldein-, Bahn- und Kunstradfahren. Der RSV Wittekind Herford richtete bis 2011 jeweils im Frühjahr ein Straßenrennen in der Stadt aus. Jeweils am letzten Wochenende des Jahres wird vom Radsportverein RC Endspurt Herford ein Querfeldeinrennen durchgeführt. Von 1960 bis 2014 fand die Veranstaltung im Stadtteil Eickum am Elisabethsee statt, seitdem ist der Austragungsort eine Strecke an der Gesamtschule Friedenstal.
Die Basketballer der BBG Herford (Ehemalige Spielgemeinschaft der Vereine TGH und DJK) spielten seit der Saison 2015/16 in der 1. Regionalliga West. Seit der Saison 2022/23 spielt die 1. Mannschaft in der 2. Bundesliga ProB. Des Weiteren hat die TGH seit der Saison 2007/08 wieder eine Basketballabteilung und spielt in der Bezirksliga (Herren).
Grenzübergreifend zwischen Herford und dem Vlothoer Stadtteil Exter befindet sich ein Golfplatz, der von der Wippermann Golfanlage Heerhof betrieben wird, nahe an der BAB-Ausfahrt Herford Ost. Der Golfplatz des Herforder Golfclubs befindet sich drei Kilometer in nordöstlicher Richtung auf dem Gebiet der Nachbarstadt Vlotho, nahe der Autobahnausfahrt Vlotho West.

### Regelmäßige Veranstaltungen
Im März/April findet entlang der Straße Auf der Freiheit die Oster-Kirmes statt, im Mai in der Innenstadt die Automeile, ein ostdeutscher Spezialitätenmarkt, der Tag der Hanse und ein Jazz-Festival mit dem Auftritt mehrerer Jazzbands in verschiedenen Kneipen, wobei einige dieser Veranstaltungen immer wieder modifiziert werden oder in einzelnen Jahren ganz ausfallen. Ebenfalls im Mai wird das Radewiger Schützenfest in der Radewig und der Radewiger Feldmark ausgerichtet.
Am 19. Juni ist der Jahrestag der Herforder Vision, die auf die älteste Marienerscheinung nördlich der Alpen zurückgeht. Nachdem bis 2010 aus diesem Anlass die Visionskirmes stattfand, wird dieses Fest in jedem Jahr unterschiedlich gefeiert. Einzelheiten siehe unter Kirmes, Visionsspiel und Festumzug.
Im Juli treten auf der Sommerbühne auf dem Rathausplatz an vier Abenden i. A. Popgruppen auf, allerdings nicht jedes Jahr. Seit einigen Jahren tritt an mehreren Tagen im Juli und August in der Innenstadt das Straßentheater/Varieté spettacolo teatrale auf.
Von Juli bis September wird der Herforder Orgelsommer mit Orgelkonzerten und Stadtführungen an acht Sonntagen in den verschiedenen Kirchen der Stadt veranstaltet. Dieser wird von Stefan Kagl, dem Organisten des Herforder Münsters, maßgeblich vorbereitet und begleitet.
Seit 1973 findet im Juni, Juli oder August das Hoekerfest (Herforder Stadtfest) mit vielen Innenstadtveranstaltungen statt, außerdem das Schützenfest Herford-Elverdissen in Elverdissen und das Schützenfest der Schützengesellschaft zu Herford von 1832 in der Altstadt und im Stadtpark Schützenhof.
Seit 2007 wird im September in Kirchen, Museen und anderen Veranstaltungsräumen vom Verein Kulturanker e. V. die Herforder Kulturnacht organisiert. Dabei finden Musikveranstaltungen und Ausstellungen statt.
Alle zwei Jahre dürfen seit 2009 am letzten Sonntag im September auf der Bundesstraße 61 zwischen Herford und Bielefeld im Rahmen der Veranstaltung ohne auto mobil keine Kraftfahrzeuge fahren. Auf einer etwa 16 Kilometer langen Strecke zwischen dem Herforder Gänsemarkt und dem Bielefelder Rathaus sind städtische Straßen und die Bundesstraße von 10 bis 18 Uhr für motorisierte Fahrzeuge gesperrt. Für die Fußgänger, Jogger, Skater und Radfahrer gibt es zahlreiche gastronomische Angebote sowie Aktions- und Informationsstände zum Thema Mobilität, Gesundheit und Freizeit. Der Septembertermin aus dem Jahr 2023 wurde in den April 2024 verschoben, um damit die Fahrradsaison zu eröffnen. In diesem Zusammenhang endete der Bielefelder Endpunkt bereits an der Radrennbahn.
Veranstaltungen im Oktober sind die Citykirmes im Bereich Alter Markt/Münsterkirchplatz/Rathausplatz, das Weinfest auf dem Gänsemarkt und die Ausstellung Herbstzeitlos in der ehemaligen Güterhalle des Bahnhofs.
Im November 2006 wurde erstmals in der Marienkirche der 1. Internationale Orgelwettbewerb durchgeführt, der seitdem regelmäßig ausgerichtet wird.
Im Dezember wird das Radewiger Kohlfest gefeiert. Es erinnert an die Wiedereröffnung der Radewiger St. Jakobikirche am Donnerstag nach dem 1. Advent im Jahre 1590. Ebenfalls im Dezember findet der Weihnachtsmarkt Weihnachtslicht in der Innenstadt statt.

#### Veranstaltungsräume

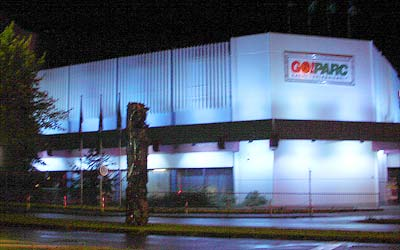
Go!Parc Herford

Die von der Deutschen Bahn nicht mehr benötigte Güterhalle des Alten Güterbahnhofes wurde von der Stadt gekauft und steht allen Interessenten als Veranstaltungshalle zur Verfügung.
Im großen und kleinen Saal sowie weiteren Räumen des Stadtpark Schützenhofs an der Stiftbergstraße finden Konzerte, Festveranstaltungen, Vorträge und andere Veranstaltungen statt.
Das Forum im Museum Marta an der Goebenstraße steht für Kulturveranstaltungen (Musik, Vorträge, Diskussionen, Filme und Ausstellungen), Empfänge, Kongresse und Events der Wirtschaft sowie Produktpräsentationen zur Verfügung.
Die Diskothek GoParc, die zwischenzeitlich High Club hieß, befindet sich im Parkhaus Radewig direkt am Bahnhof. Der Einzugsbereich erstreckt sich auf das ganze nördliche Ostwestfalen.
Die Diskothek X stand an der Bünder Straße in der Nähe der Umgehungsstraße und wurde im April 2023 geschlossen.  An dieser Stelle steht heute das Kulturwerk, in dem Konzerte und Events stattfinden.

#### Schausteller
Herford ist eine traditionsreiche Schaustellerstadt. Die Stadt ist Sitz des Mitteldeutschen Schaustellervereins von 1895 Herford e. V. des zweitältesten Schaustellervereins Deutschlands. Am 13. Januar 1950 wurde in Herford der Deutsche Schaustellerbund e. V. (DSB) gegründet, der heute seinen Sitz in Berlin hat. Von 1950 bis 1957 war Herford Sitz der Hauptgeschäftsstelle des DSB. Sie wurde 1957 nach Bonn verlegt. 1963, 1995 und 2005 fand in Herford der Delegiertentag und 2007 die Hauptvorstandssitzung des DSB statt.
An der Mindener Straße gibt es seit 1981 ein Internat für Kinder von Schaustellern, Binnenschiffern und Artisten. Die dort lebenden Kinder besuchen Herforder Schulen und müssen nicht mit ihren Eltern reisen und dabei laufend die Schule wechseln oder Einzelunterricht im Kirmeswagen oder auf dem Schiff erhalten. Zwischenzeitlich wurde das Angebot auch auf andere Kinder erweitert, die nicht in ihrem Elternhaus verbleiben können. Für den Aufenthalt stehen sieben Zimmer mit bis zu drei Betten zur Verfügung.

## Wirtschaft und Infrastruktur

### Gewerbe und Industrie
Grundlage der Wirtschaft in Herford ist die im 18. Jahrhundert vorherrschende Leinenindustrie, die von Bielefeld ausgehend auch die Herforder Region erfasste. Zunächst nur das Leinen betreffend, griff diese Industrie dann die Weberei von Seide, Wolle und Baumwolle auf, mit der anschließenden Textilveredelung. Daraus entwickelte sich eine in Herford beheimatete Maschinenbau- und die Bekleidungsindustrie.
Die wichtigsten Branchen der Herforder Wirtschaft sind heute die Textilindustrie, die Kunststoffverarbeitung, die Holzverarbeitung (Möbel) und die Nahrungsmittelproduktion.

#### Textil-, Möbel- und Maschinenbauindustrie

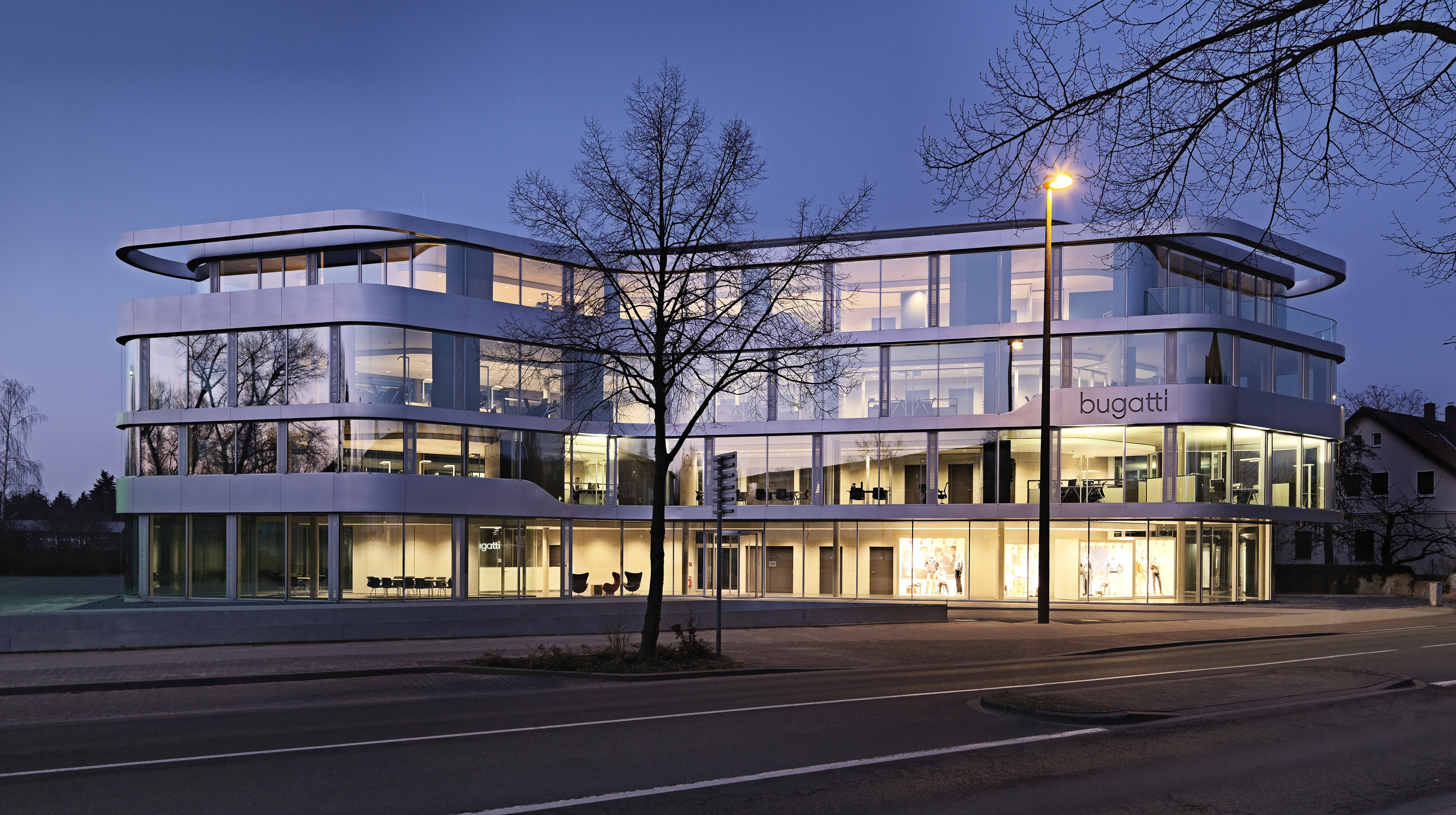
Das Bugatti-Verwaltungsgebäude

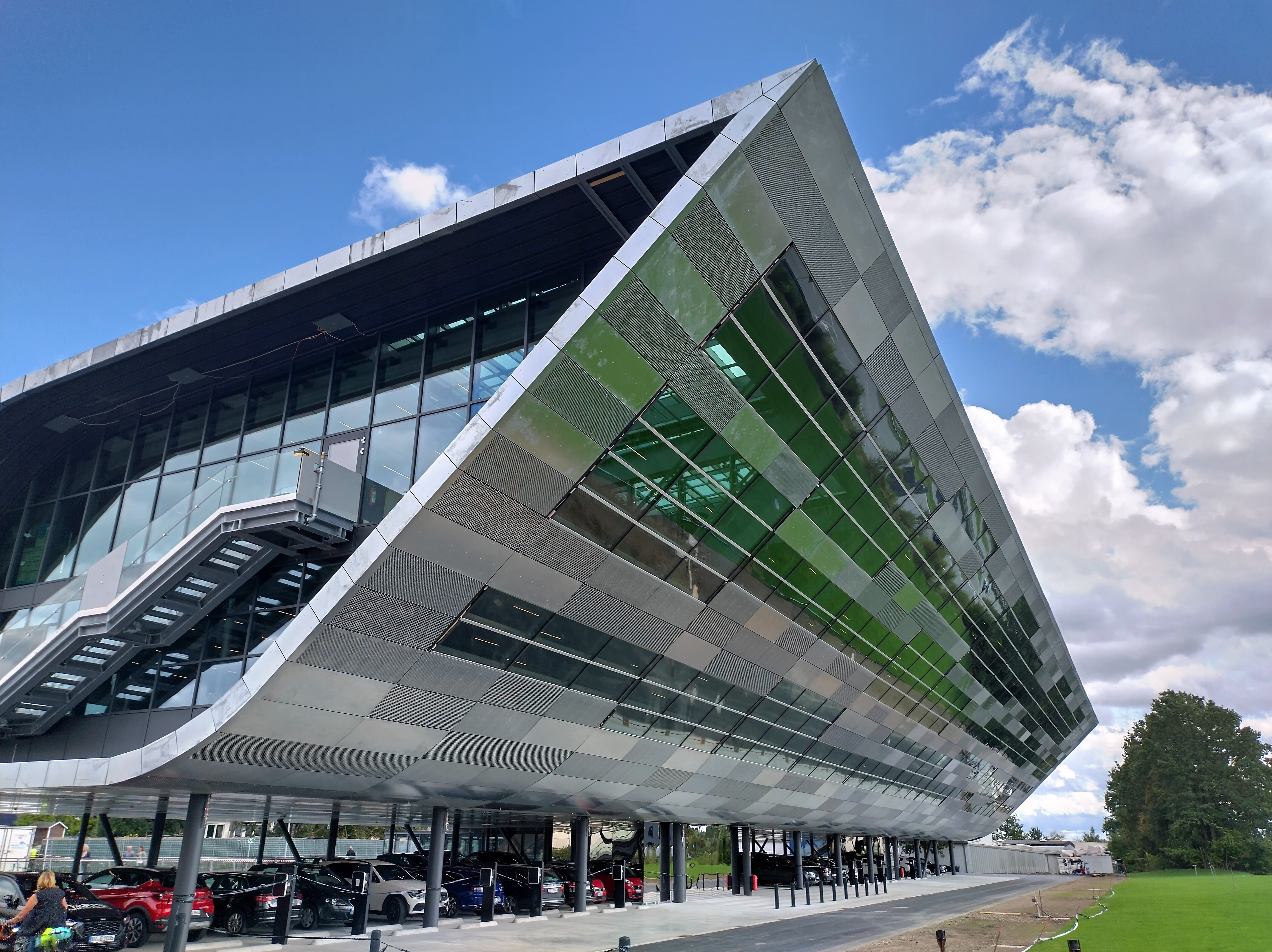
Flagship-Store Bora

In Herford haben zwei der vier größten europäischen Herrenbekleidungsunternehmen ihren Sitz: Die Firma Leineweber GmbH & Co. KG seit 1932 sowie die bugatti Holding Brinkmann GmbH & Co. KG seit 1947. Das dritte seit 1932 in Herford ansässige Herrenbekleidungsunternehmen, die Ahlers AG musste 2023 Insolvenz anmelden und wurde zu großen Teilen von der Röther-Gruppe übernommen.
Der Herforder Unternehmer und Pionier Gustav Kopka (1832–1882) errichtete in Herford 1861 die erste Möbelfabrik mit Serienfabrikation. Produktionsschwerpunkt war die Herstellung preisgünstiger Küchenmöbel. Das Unternehmen war einer der Ausgangspunkte für die Entwicklung der Möbelindustrie mit internationaler Geltung mit Schwerpunkt im heutigen Kreis Herford. Für den Erfolg mit ausschlaggebend war der Anschluss der Stadt Herford an die Cöln-Mindener Eisenbahn. Dadurch konnte die Auslieferung der Möbel über die Grenzen Ostwestfalens hinaus erfolgen. 1933 ging das Unternehmen Kopka in Konkurs.
Die bereits seit 1897 in Herford ansässige Poggenpohl Möbelwerke GmbH ist Deutschlands älteste Möbelmarke. Es werden ausschließlich hochwertige Küchenmöbel hergestellt und weltweit vertrieben. Die Stiegelmeyer GmbH & Co. KG produziert seit 1899 Krankenhaus- und Altenheimmöbel in Herford. Die Febrü Büromöbel GmbH ist die 1999 gegründete Nachfolgefirma der einst renommierten Firma gleichen Namens, die nach dem Gründer Felix Brünger benannt wurde und 1996 Konkurs anmelden musste. Die imos AG entwickelt Software für die Holz- und Möbelbranche.
Im September 2023 eröffnete die Bora Lüftungstechnik GmbH, ein Hersteller von Kücheneinbaugeräten, in Herford einen Flagship-Store, in dem die eigenen Produkte präsentiert werden, in dem aber auch für mehrere Küchenmöbelhersteller Ausstellungsflächen zur Verfügung stehen. Auf der obersten Etage befindet sich ein Restaurant. Das 100 Meter lange außergewöhnliche Gebäude, das von Weitem wie ein Flugzeugflügel aussieht, steht an der Bundesstraße 239 an der Ausfahrt Ahmser Straße.
Durch die im Raum Herford ansässigen Möbelfabriken haben sich Hersteller und Händler von Möbelbeschlägen in der Stadt angesiedelt. Die Joseph Dresselhaus GmbH & Co. KG, die 1994 von Bielefeld nach Herford zog, ist der größte gewerbliche Arbeitgeber in Herford. Sie vertreibt Befestigungs- und Beschlagtechnik und ist in Teilbereichen Marktführer in Deutschland. Die D-Beschlag GmbH, die ihren Hauptsitz und den Vertrieb in Herford hat, stellt überwiegend Griffe für Möbel her. Die Becker Beschläge GmbH fertigt seit 1953 nunmehr in der 3. Generation Möbelgriffe und andere Beschläge aus einer echten Vollfertigung heraus – einer der letzten in Deutschland. Die Deutschland-Zentrale der österreichischen Julius Blum GmbH, dem Weltmarktführer bei Möbelbeschlägen, hat ihren Sitz in Herford.
Die Möbelindustrie war auch der Grund für die Ansiedlung der Maschinenbauindustrie. So stellt die Wemhöner Surface Technologies GmbH & Co. KG unter anderem Pressen für die Holzbearbeitung her. Daneben gibt es weiter Maschinenbaufirmen und Hersteller von Holzbearbeitungsmaschinen in Herford.

#### Nahrungsmittel und weitere Unternehmen

Logo der Hipp-Gruppe, seit 2016 Eigentümerin der Milchwirtschaftlichen Industrie Gesellschaft (MIG) Herford GmbH & Co. KG

Im Jahr 1950 entwickelte der Kinderarzt Heinz Lemke in Herford in jahrelangen Forschungen die erste adaptierte Säuglingsnahrung in Deutschland, also eine Säuglingsnahrung, die der Muttermilch weitestgehend angeglichen war. Diese Humana-Milch wurde von der Herforder Molkerei hergestellt und vermarktet. In den 1960er Jahren wurden Spezialnahrung für Frühgeborene und Heilnahrung und danach weitere spezielle Nahrungsmittel für Säuglinge hergestellt. Seit 2011 ist die Humana GmbH eine Tochtergesellschaft des Deutschen Milchkontors, das die Humana-Produkte seit 2019 an einem anderen Standort herstellt. Die Milchwirtschaftliche Industrie Gesellschaft Herford GmbH & Co. KG (MIG Herford) gehört seit Ende 2016 dem Babynahrungshersteller Hipp, der dort Babynahrung produziert.
In den 1920er Jahren stieg Herford zum Zentrum der Süßwarenindustrie auf. Viele Marken wurden im Deutschen Reich bekannt. Von den ursprünglich etwa 20 Herforder Schokoladenfabriken, darunter etwa die 1922 gegründete Karina-Schokoladenfabrik Julius Nolting an der Ecke Hansastraße/Werrestraße, sind nur noch zwei übriggeblieben. Die 1895 in Herford gegründete Ludwig Weinrich GmbH & Co. KG stellt neben Vivani-Bioschokolade, Transfair-Schokolade für das Gepa-Handelshaus und handelsüblicher Tafelschokolade auch Schokolade für Lidl her. In der Herforder Innenstadt werden in „Weinrichs Schokoladen Bruchbude“ Schokoladen ab Werk und sogenannte „Bruchschokolade“ verkauft. Die zweite Schokoladenfabrik ist die Eickmeyer & Gehring GmbH & Co. KG, die überwiegend Schokolade am Stiel zu Ostern als Osterhase am Stiel und zu Weihnachten als Weihnachtsmann oder Schneemann am Stiel verkauft.

Logo der SULO Umwelttechnik GmbH

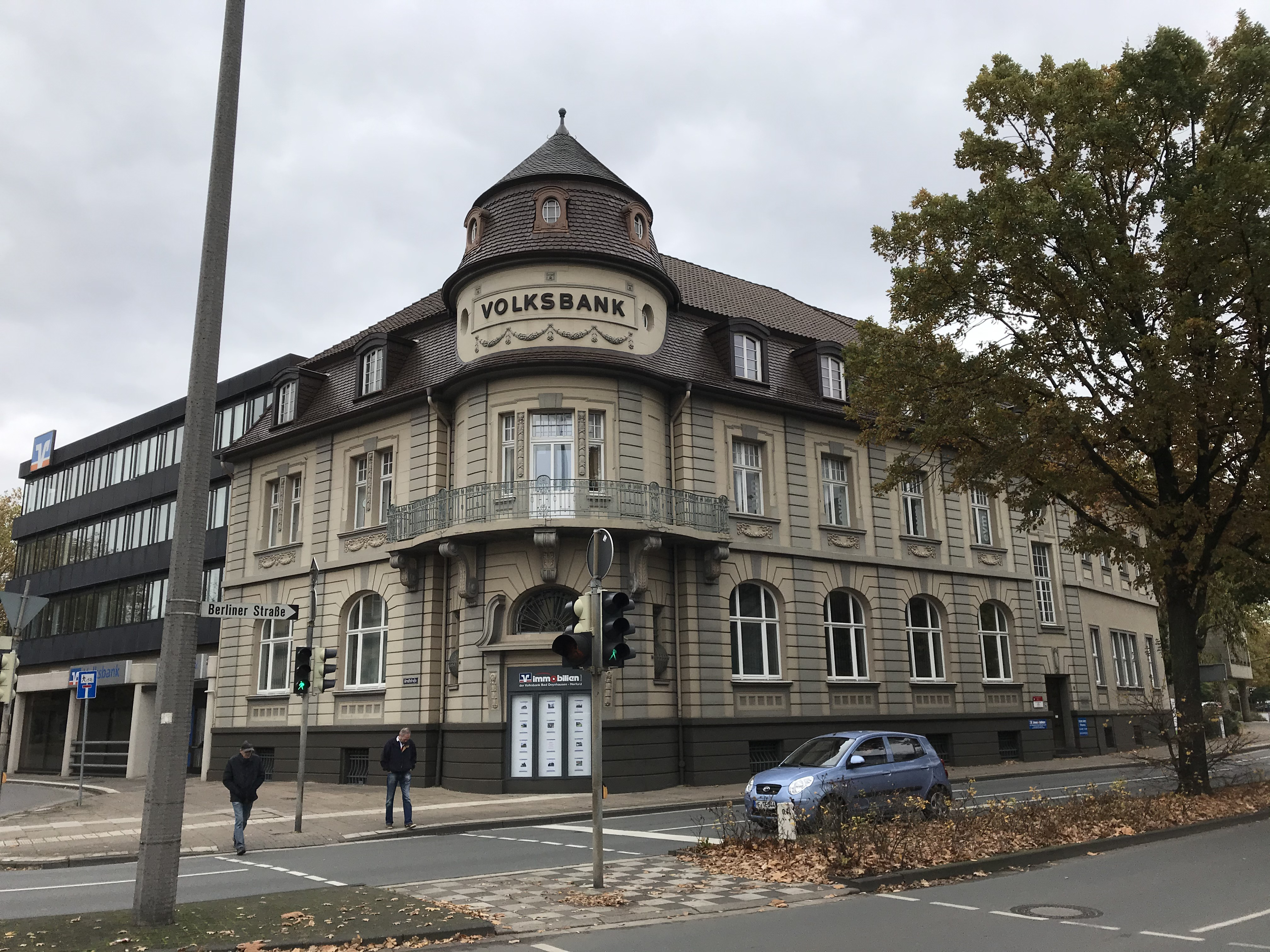
Das 1907 fertiggestellte Büro- und Geschäftshaus der Herforder Volksbank, Arndtstraße 8-10

Im nahe Herford gelegenen Hiddenhausen-Sundern befindet sich die 1878 von den Brüdern Gustav und Georg Uekermann gegründete Herforder Brauerei GmbH & Co. KG (ursprünglich Gebr. Uekermann Brauerei Felsenkeller Herford), die seit 2007 in die Warsteiner-Gruppe integriert wurde. In den 1980er-Jahren verzeichnete die Brauerei, deren Absatzgebiet sich auf Ostwestfalen konzentriert, einen durchschnittlichen Jahresausstoß von 1,1 Millionen Hektolitern und gehörte damit zu den größten deutschen Privatbrauereien. Bis 2006 hatte sich Bierausstoß auf 515.000 Hektoliter nahezu halbiert.
Nach mehreren Eigentümerwechseln stellt die 1892 gegründete Sulo GmbH heute überwiegend Müllbehälter her. Die Heinze Kunststofftechnik GmbH & Co. KG fertigt Spritzgusskunststoffe für die Automobilindustrie sowie Gehäuse für Mobiltelefone und Elektrokleingeräte. Die T+A elektroakustik GmbH & Co. KG stellt hochwertige Elektroakustik, wie Verstärker und Lautsprecherboxen her. Die Glockenklang GmbH produziert Lautsprecher und Beschallungsanlagen. Von der Firmengruppe Wellteam wird Wellpappe hergestellt. Die seit 1892 bestehende Herforder Elektromotoren-Werke GmbH & Co. KG (HEW) stellt Elektromotoren, Läutemaschinen und Kirchturmuhren her. Läutemaschinen der Firma befinden sich unter anderem im Kölner Dom, im Petersdom in Rom, in der St Paul’s Cathedral in London und in der Kathedrale von Canterbury. Die Hauptverwaltung der Westfalen Weser Energie GmbH & Co. KG, die ihren Sitz in Paderborn hat, befindet sich in Herford. Die Bonitas Holding GmbH & Co. KG und die Deutsche Fachpflege Holding GmbH sind bundesweit agierende Zusammenschlüsse von Dienstleistungsunternehmen der Kranken- und Altenpflege. Herford ist Sitz der Sparkasse Herford und der Volksbank Herford-Mindener Land, die 2020 aus der Fusion der Volksbank Bad Oeynhausen-Herford mit der Volksbank Mindener Land entstanden ist. Das Filialnetz umfasst den Kreis Herford und Teile des Kreises Minden-Lübbecke.

#### Tabakindustrie
Tabakindustrie siedelte sich in Herford im Gegensatz zu umliegenden Städten und Gemeinden nur zögernd an. Für 1792 wurde etwa ein Dutzend sogenannte „Tabakspinnereien“ ermittelt, in denen vornehmlich Pfeifentabake produziert wurden. Diese Handwerksbetriebe werden von der Wissenschaft jedoch nicht als Vorläufer der späteren Zigarren- beziehungsweise Tabak-Industrie eingeordnet. In einer Petition an den Deutschen Reichstag im Jahr 1879 werden für Herford nur fünf Fabriken mit insgesamt 281 Arbeitern erwähnt, während für die wesentlich kleineren Städte Bünde und Vlotho im Kreisgebiet jeweils 19 Fabriken mit 754 beziehungsweise 1095 Arbeitern genannt sind. Schwerpunkte waren im heutigen Kreisgebiet die genannten Städte sowie Enger und Spenge. Bünde gilt bundesweit heute noch immer als wichtigstes Zentrum dieser Industriesparte und hatte etwa ab 1900 Vlotho an der Weser als „Tabakzentrum“ abgelöst.
Die erste Zigarrenfabrik in Herford wurde 1842 am „Alten Markt“ von Konrad Heinrich Wilhelm Böckelmann gegründet. Dieses Unternehmen stagnierte anfangs, erst die Gründung von Fabrikationsbetrieben im Kreisgebiet, sogenannten Filialen, war erfolgreich. Nach dem Umzug in die seinerzeit moderne Firmenzentrale, die der deutschlandweit auf solche Projekte spezialisierte Architekt Wilhelm Köster an der Hansastraße in Herford entworfen hatte, wurde 1954 die Produktion in der nahen Arndtstraße eingestellt, die Firma erlosch insgesamt im Jahr 1955. Das Gebäude an der Hansastraße wurde von der Bünder Firma Arnold André übernommen, nun wurden hier bis in die 1980er Jahre Rauchtabak und Zigarrenkisten produziert. In den 1980ern wurde auf diesem Gelände das Amtsgebäude der Kreispolizeibehörde errichtet.

### Handel und Logistik

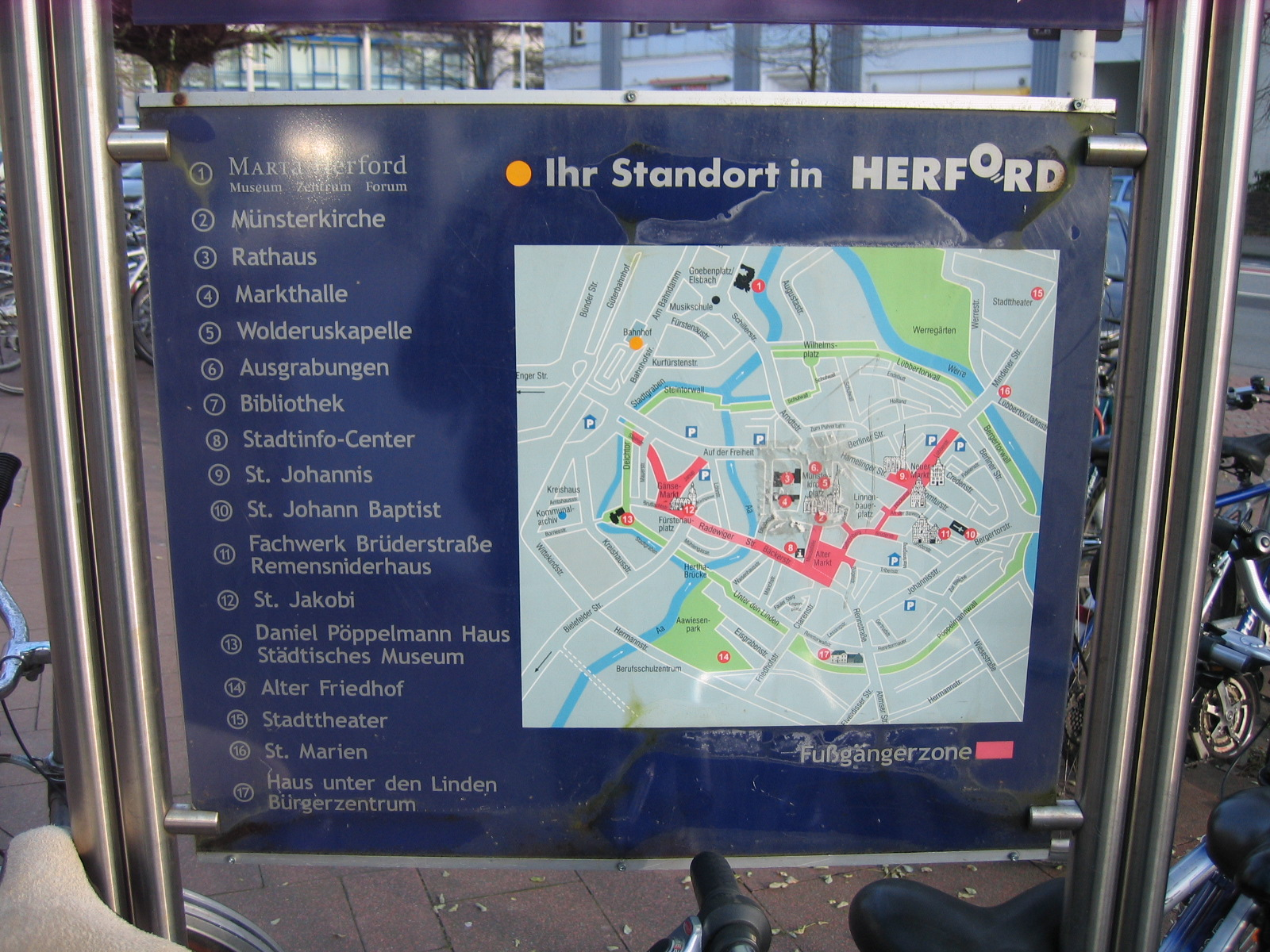
Die Fußgängerzone ist in der Karte rot hervorgehoben

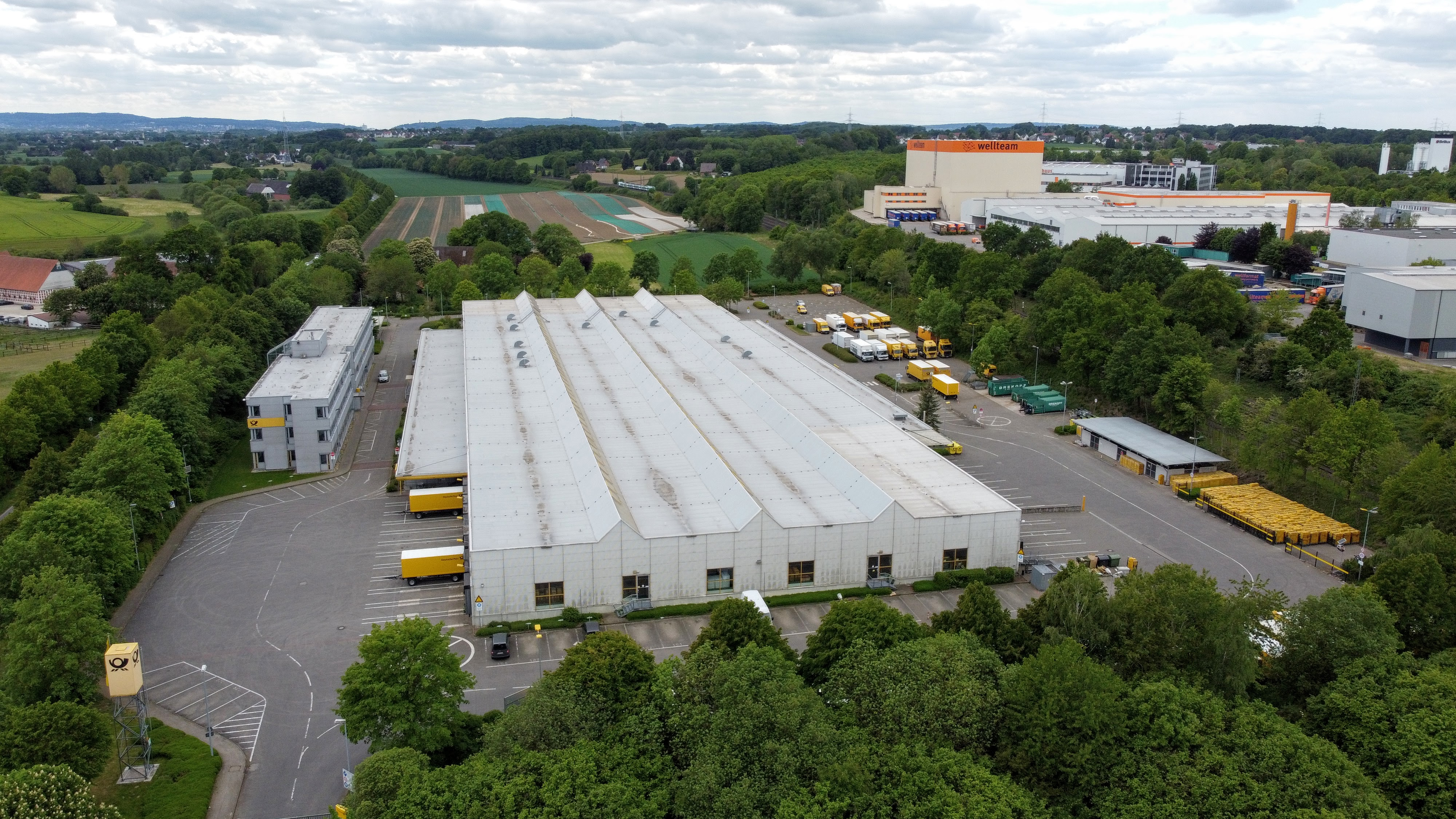
Briefzentrum Herford

Nach dem fußgängergerechten Umbau einiger Innenstadtstraßen wurde am 15. November 1968 die Herforder Fußgängerzone eröffnet. Sie ist heute im Vergleich mit anderen Städten dieser Größenordnung besonders weitläufig und erstreckt sich vom Lübbertor über den Neuen Markt, den Alten Markt, die Bäckerstraße und den Gänsemarkt bis zum Steintor. Von der Lübberstraße bis zur Bäckerstraße ist sie rund 750 Meter lang. Allerdings schlossen viele Geschäfte wie zum Beispiel der Kaufhof im Herzen der Fußgängerzone. Auf dem Gelände des ehemaligen Kaufhofs wurde im März 2018 das Altstadt-Center eröffnet, in dem sich Geschäfte und weitere Gewerberäume sowie Wohnungen befinden.
Der Wochenmarkt, der viermal wöchentlich stattfindet, wird in der Markthalle und teilweise auf dem davor liegenden Rathausplatz abgehalten. Ende August 2019 wurde die Markthalle nach zweijähriger Renovierung mit neuem Konzept wiedereröffnet. Neben Lebensmitteln und Blumen gibt es dort Geschenkartikel sowie Speisen und Getränke an überwiegend festen Ständen zu kaufen. Außerdem können eine Showküche und ein Veranstaltungsraum angemietet werden. In einem Trausaal können standesamtliche Trauungen durchgeführt werden. In der kleinen Markthalle befindet sich die Tourist-Information.
Inzwischen ist Herford wegen der Fabrikverkäufe der drei Bekleidungsunternehmen Ahlers, Bugatti und Brax Leineweber bekannt. Jährlich kommen dafür etwa 400.000 Besucher in die Stadt (Stand Oktober 2019). In Herford-Elverdissen gibt es in der Nähe der Autobahnabfahrt Ostwestfalen-Lippe ein Lufthansa WorldShop-Outlet.
Herford ist Standort mehrerer Logistikunternehmen mit regionaler und teilweise überregionaler Reichweite.
Die Deutsche Post AG, Niederlassung Brief Herford, betreibt seit 1996 an der Bielefelder Straße das Briefzentrum für die Postleitzahlenbereiche 32 und 33. Es ist eines der 16 größten deutschen Briefzentren und Sitz der Verwaltung des Bielefelder Paketzentrums. Außerdem gibt es weitere Logistikunternehmen in der Stadt.

### Medien
In Herford gibt es die zwei Tageszeitungen Neue Westfälische und Herforder Kreisblatt. Letztere ist eine regionale Ausgabe des Westfalen-Blatts.
Das Herforder Kreisblatt erschien erstmals am 4. Juli 1846, zunächst nur wöchentlich jeden Sonntagabend. Die Zeitung war acht Seiten stark und kostete jährlich 20 Silbergroschen, was etwa zwei Tagelöhnen eines Landarbeiters entsprach. Damals hatte die Stadt Herford etwa 9000 Einwohner. 1880 erwarb der aus Minden stammende Buchhändler Ferdinand Eßmann das Herforder Kreisblatt, bei dem er bereits seit 1873 als Redaktionsleiter gearbeitet hatte. 1913 übergab er die Zeitung an Fritz Heidemann. Der neue Herausgeber siedelte 1918 von der Mönchstraße, wo das Kreisblatt bis dahin gedruckt wurde, in die Brüderstraße über. Wenige Jahre später wurde die Zeitung von einer Gruppe Industrieller erworben, die sie 1926 an die bis dahin mitbeteiligte Familie Busse veräußerte. 1936 wurde in der Brüderstraße das neue Verlagshaus errichtet, in dem sich bis heute die Redaktion und die Geschäftsstelle befinden. Zwischen Pfingsten 1941 und dem 1. November 1949 durfte das Herforder Kreisblatt nicht erscheinen. Nachdem Carl-Wilhelm Busse das Bielefelder Westfalen-Blatt 1949 übernommen hatte, erscheint das Herforder Kreisblatt heute als eine von 28 Lokalausgaben des Westfalen-Blatts. Die Zeitung gilt als bürgerlich-konservativ.
Wie im übrigen Verbreitungsgebiet entstand in Herford die Neue Westfälische am 3. Juli 1967 aus dem Zusammenschluss der sozialdemokratisch ausgerichteten Freien Presse und der Westfälischen Zeitung, die 1879 gegründet wurde. Die Freie Presse geht auf die 1890 gegründete Volkswacht zurück. Die Herforder Ausgabe mit dem Untertitel Herforder Kreisanzeiger ist eine von 19 Lokalausgaben der Neuen Westfälischen, die als sozialdemokratisch-liberal gilt. Seit 2006 gibt die Neue Westfälische Zeitung in Zusammenarbeit mit dem Herforder Kreisheimatverein viermal jährlich als Beilage in der Herforder Ausgabe das „HF-Magazin“ heraus. Kostenfrei arbeitende Autoren sind überwiegend Bürgerinnen und Bürger im Kreisgebiet.
Der Herforder Wochenanzeiger erschien seit 1975 mittwochs als kostenloses Anzeigenblatt. Im Jahr 2012 wurde er vom Wochenblatt Telegraf OWL abgelöst. Vom Herforder Kreisblatt beziehungsweise Westfalen-Blatt wurden bis 2020 seit 1978 donnerstags die ebenfalls kostenlose Wochenzeitung Herford Extra herausgegeben. Sonntags erscheint das Wochenblatt OWL am Sonntag mit Beilagen und Werbeanzeigen von Einzelhandelsunternehmen im Kreis Herford.
Die Stadt ist Sitz des Lokalsenders Radio Herford mit Verbreitungsgebiet Kreis Herford. Von Oktober 1990 bis Juli 2009 war die Zentrale des britischen Soldatensenders British Forces Broadcasting Service (BFBS) in Herford.
In Herford-Schwarzenmoor befand sich auf dem Eggeberg bis 1993 der Sender Herford – ein Mittelwellensender des WDR. Über den an gleicher Stelle errichteten Funkturm werden digitale Hörfunkprogramme im DAB+-Standard sowie die Programme von Radio Herford und BFBS Germany verbreitet. Bis in die 1980er Jahre wurde ein separater Mast für die UKW-Ausstrahlung von BFBS genutzt.
Herford war und ist Sitz mehrerer Verlage. Dazu gehören E. S. Mittler & Sohn (1974–2000), Maximilian Verlag (1949–1996) Busse (1947–2010; 1983–2010 „Busse Seewald“), Koehlers Verlagsgesellschaft (1966–2001) und seit 2015 „ostbooks“. Zudem vertreibt Marta Publikationen im Eigenverlag. Etwa 2500 Bücher sind in Herford erschienen.

### Öffentliche Einrichtungen

#### Behörden

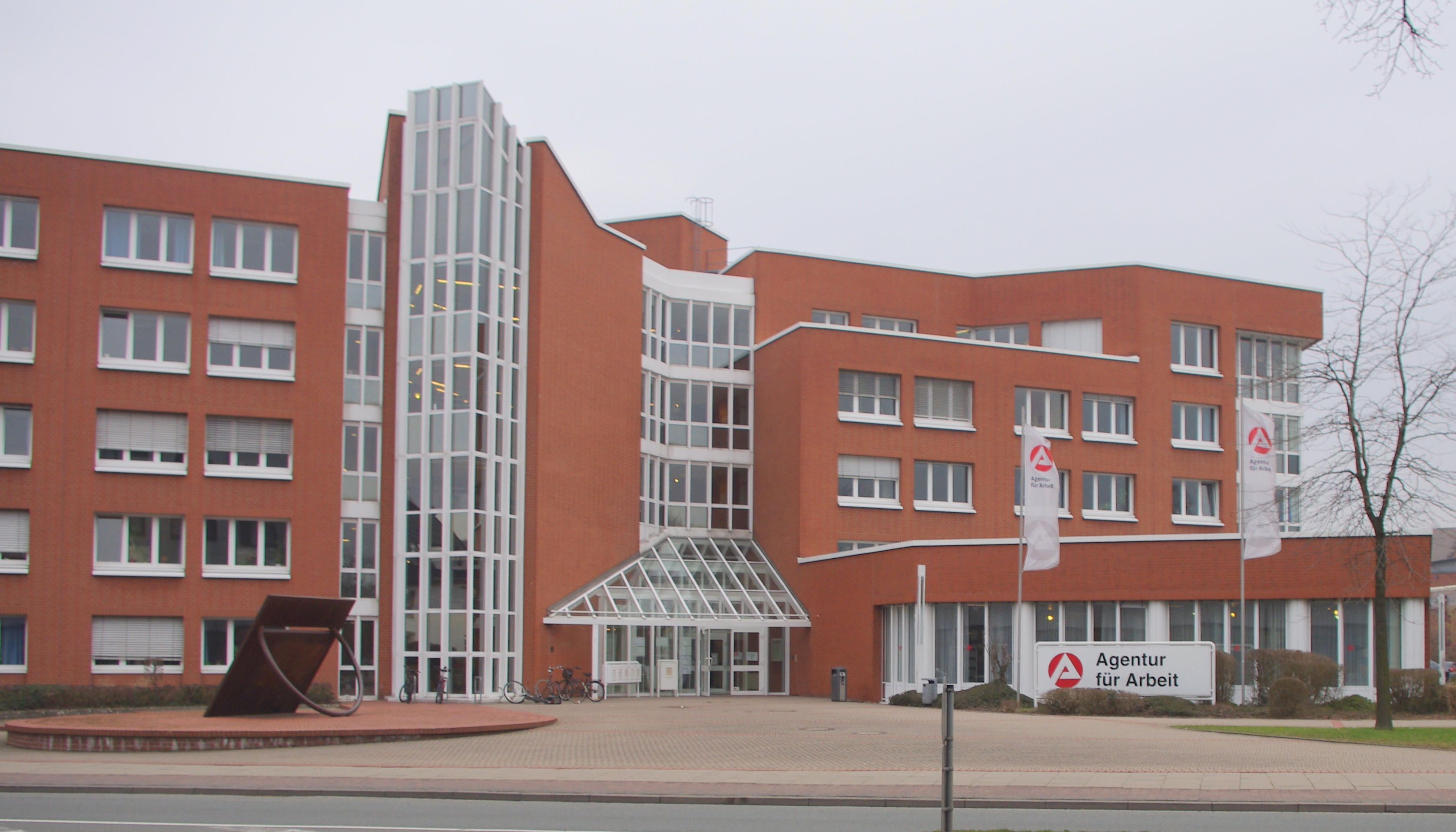
Agentur für Arbeit Herford

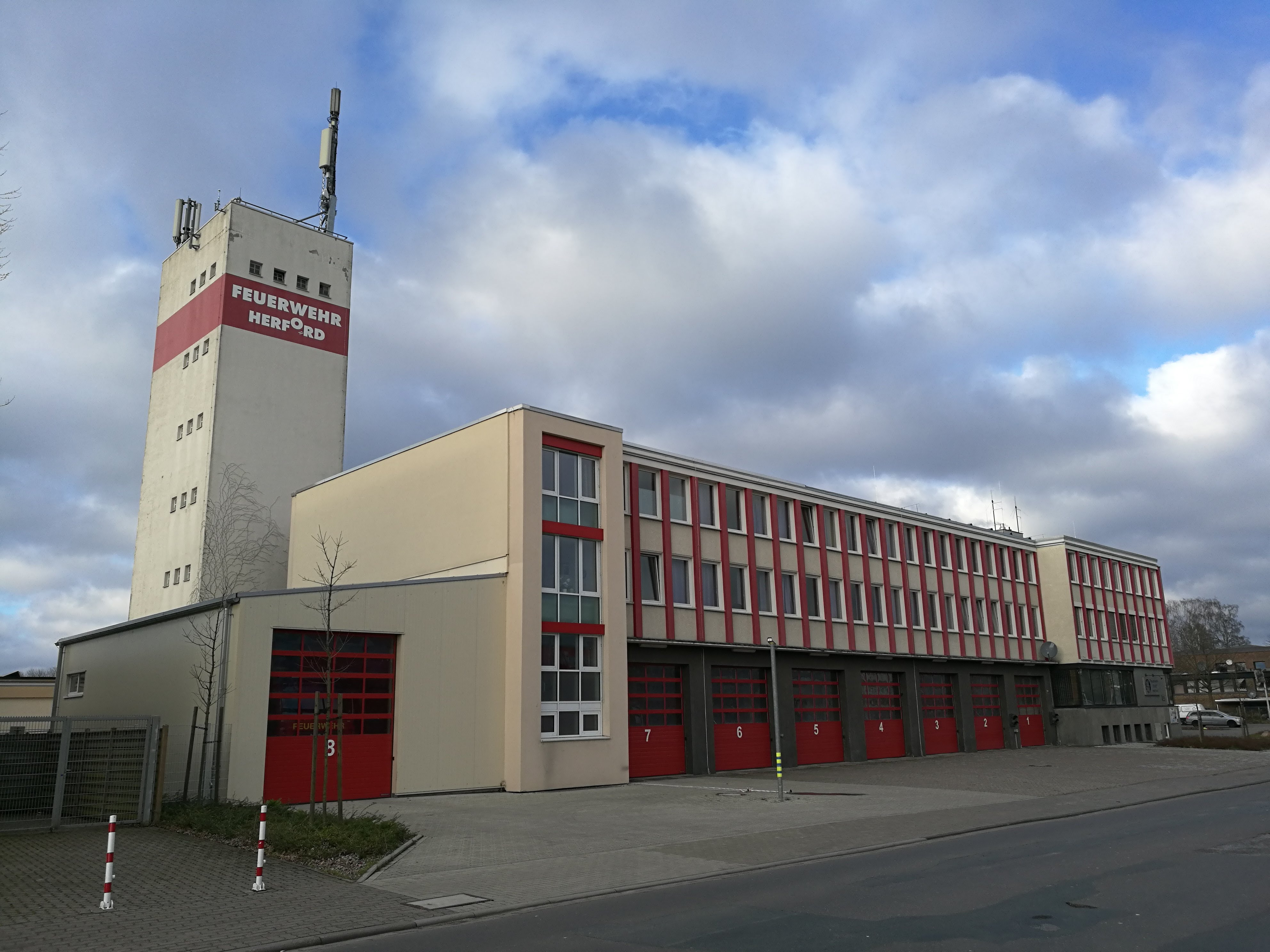
Feuerwehr Hauptwache

Die in der Stadt Herford liegende Agentur für Arbeit ist zuständig für die Kreise Herford und Minden-Lübbecke. In dem Gebäude wurde Anfang 2014 auch ein Karriereberatungsbüro der Bundeswehr eingerichtet. Von 1956 bis 2014 existierte in der Wittekindstraße im Stadtteil Radewig zudem das Kreiswehrersatzamt Herford (KWEA 315), das insbesondere für die Musterung und Einberufung der Wehrpflichtigen und Freiwilligen zum Dienst in der Bundeswehr zuständig war. Der Einzugsbereich des KWEA Herford erstreckte sich auf die Kreise Gütersloh, Herford, Lippe, Minden-Lübbecke und Paderborn sowie auf die Stadt Bielefeld. Dem KWEA angeschlossen waren das Zentrum für Nachwuchsgewinnung West des Wehrdienstberaters (WehrDstBer ZNwG West Herford), ein Karriere- und Beratungsbüro (Sg KarrBB Herford), ein Auskunfts- und Beratungszentrum (UstgPers ABZ Herford) sowie eine Standortfernmeldeanlage (StOFmAnl 324/213).
Die Justiz hat das Amtsgericht Herford, das Arbeitsgericht Herford und die Justizvollzugsanstalt für Jugendliche in der Stadt. Nicht weit davon entfernt hat die Kreispolizeibehörde Herford ihren Sitz. Das örtliche Finanzamt ist zuständig für Herford, Hiddenhausen, Vlotho, Enger und Spenge. In der Neustädter Feldmark befindet sich der Dienstort Herford des Hauptzollamtes Bielefeld mit dem Aufgabenbereich Finanzkontrolle Schwarzarbeit. Der Ortsverband des Technischen Hilfswerks hat seinen Sitz in der Radewiger Feldmark.
In der Nähe ist die Kreisverwaltung Herford auf mehrere Gebäude verteilt untergebracht. Die Hauptwache der Feuerwehr befindet sich an der Neustädter Feldmark. Dort sind die hauptamtlichen Kräfte mit dem Rettungsdienst und der Löschzug Mitte stationiert. Weitere Löschgruppen gibt es in den Stadtteilen Diebrock, Elverdissen, und Schwarzenmoor. Neben der Feuerwache haben die Stadtwerke Herford ihren Sitz. Zwischen der Bahnstrecke, der Werre und der Umgehungsstraße liegt die Herforder Kläranlage. Weitere Einrichtungen sind die Stadtbibliothek sowie die Tourist-Information in der Markthalle.

#### Gesundheitswesen und Tageseinrichtungen

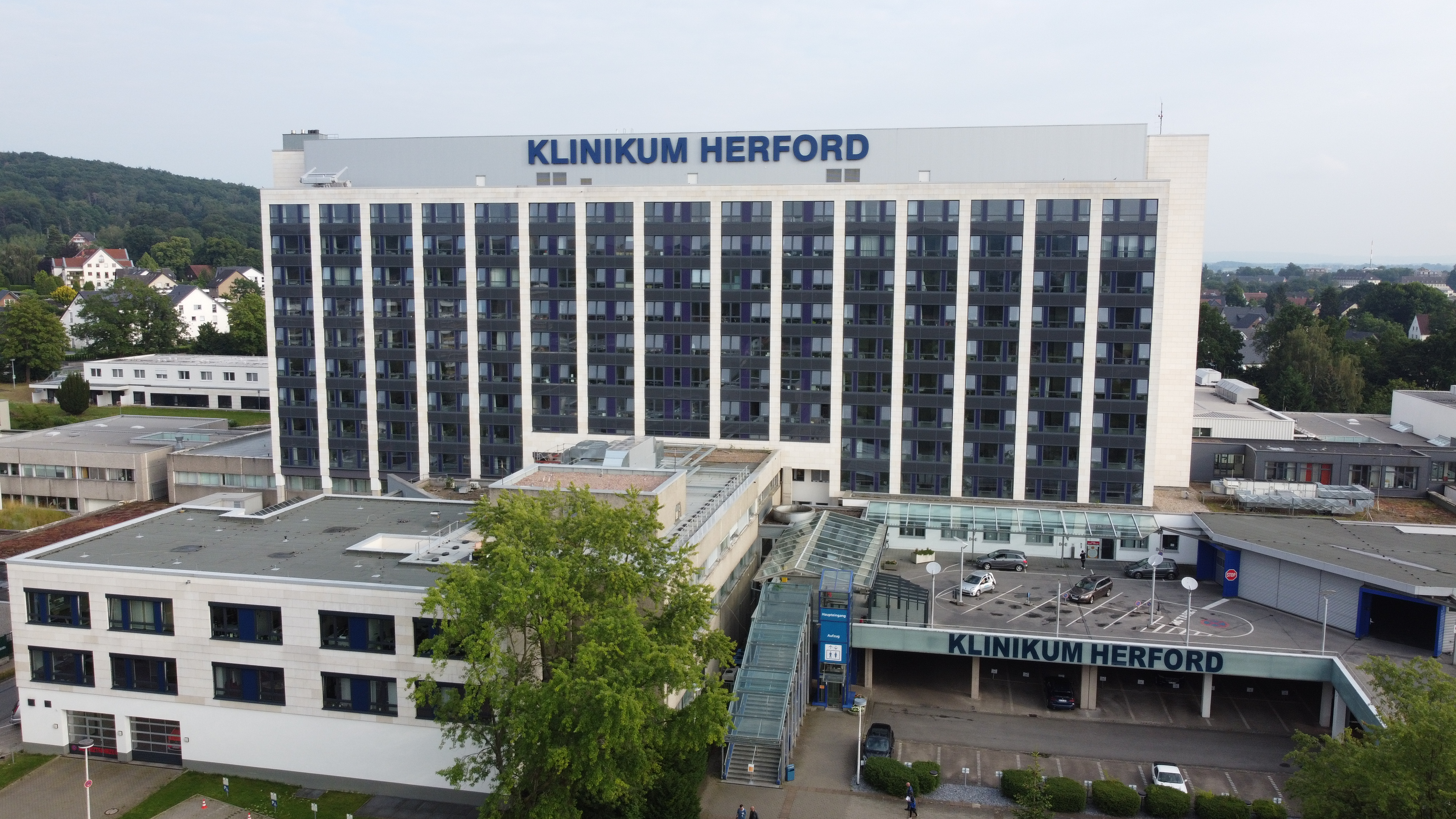
Klinikum Herford

Das Klinikum Herford ist ein vom Kreis Herford betriebenes Krankenhaus mit 803 Betten. Es ist Kooperationspartner des Universitätsklinikums der Ruhr-Universität Bochum (UK RUB). Das Mathilden-Hospital mit 211 Betten ist in katholischer Trägerschaft. Außerdem gibt es in der Stadt ein Screeningzentrum für Brustkrebs-Früherkennung, eine Praxisklinik mit mehreren Arztpraxen und eine Tagesklinik für Psychiatrie, Psychotherapie und Psychosomatik. Der Kreis Herford gilt als der Kreis mit der kleinsten Hausarztdichte in Deutschland; hier kamen 2018 rechnerisch nur 50,4 Hausärzte auf 100.000 Einwohner.
In der Stadt gibt es über 37 Kitas, davon sind die fünf Kindertagesstätten Bornbrede, Maiwiese, Zur Bleiche, Schobeke und Stedefreund in städtischer Hand. Weitere Träger von Kitas sind die evangelische und katholische Kirche mit elf beziehungsweise vier Kitas, die Arbeiterwohlfahrt (AWO) mit sieben, der Verein für soziale Arbeit und Beratung (VAB) mit vier Kitas, das Deutsche Rote Kreuz mit drei Kitas und die Turngemeinde Herford mit einer Kita. Im August 2013 wurden zwei Kindertagesstätten eröffnet, die von Vereinen betrieben werden. Es handelt sich um den Waldkindergarten „Unterm Blätterdach“ im Stuckenberg und um die Kita „Die Forscherhaus-Zwerge“ in der Innenstadt. Im gesamten Stadtgebiet gibt es 57 Spielplätze. In der Radewiger Feldmark liegt das privat betriebene Springolino, eine der größten Indoor-Spielanlagen Deutschlands mit einer Fläche von 5.000 m².
Zehn Einrichtungen werden als Bürgertreffs, Nachbarschaftstreffs, Stadtteiltreffs, Begegnungszentren oder Bürgerzentren bezeichnet. Sie werden von der Stadt, der Arbeiterwohlfahrt, der Caritas, der Diakonie, dem evangelischen Johanneswerk und, wie das Mehrgenerationenhaus in der Ottelau, vom Deutschen Roten Kreuz getragen.

#### Soziale Einrichtungen

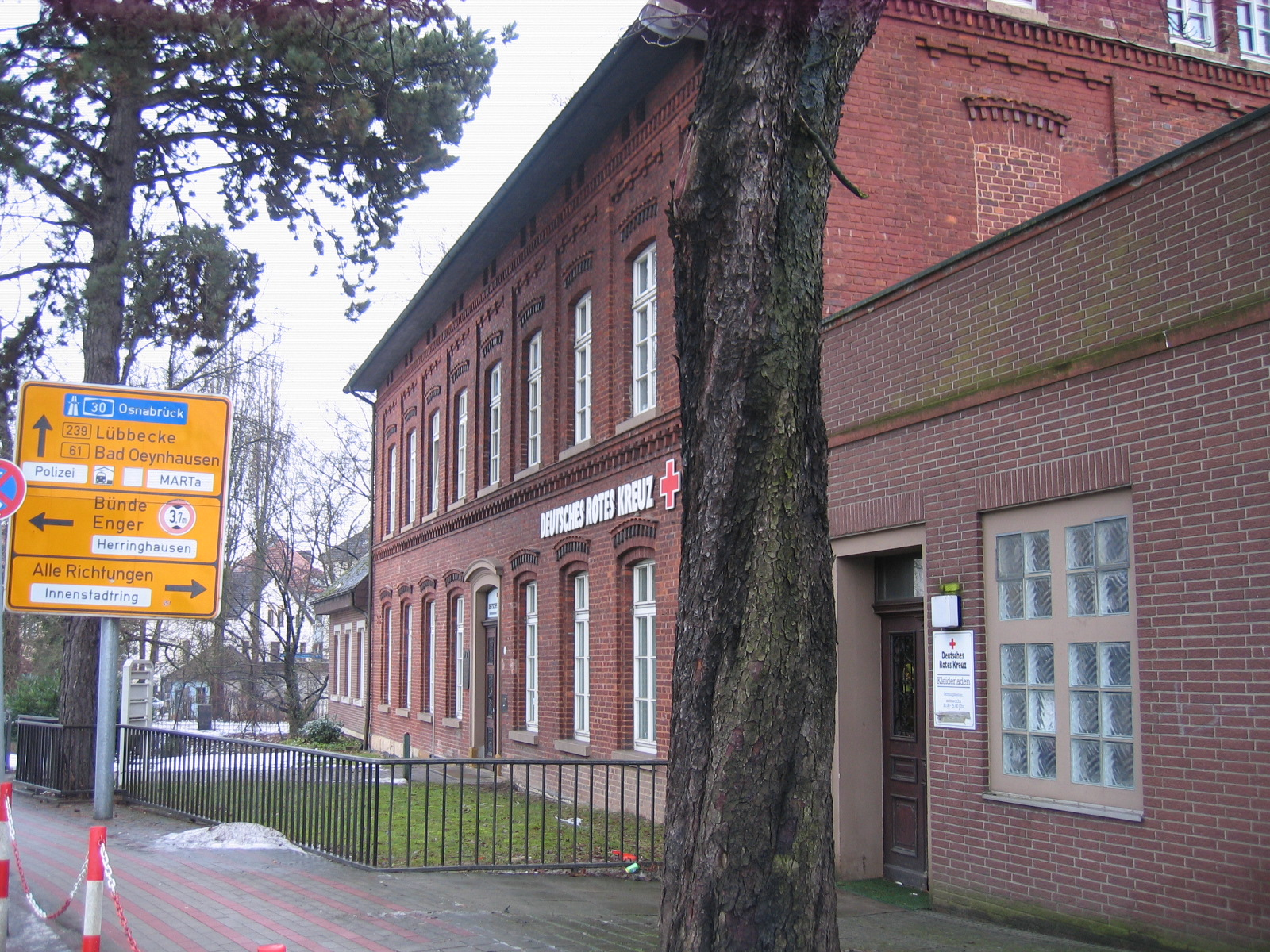
Deutsches Rotes Kreuz Herford-Stadt im „Roten Haus“

Seit 1980 gibt es in Herford ein Frauenhaus, das vom Verein Frauenhaus Herford e. V. betrieben wird. Seit 1998 gibt es die Frauenberatungsstelle Herford e. V., die Frauen und Mädchen aus dem Kreis Herford mit den Schwerpunkten Häusliche Gewalt und Essstörungen hilft. Die Mädchenberatungsstelle „Femina Vita, Mädchenhaus Herford e. V.“ berät und hilft seit 1991 Mädchen und jungen Frauen bis zum 27. Lebensjahr aus dem Kreis Herford nach Gewalterfahrungen. Unter der Trägerschaft der evangelischen Frauenhilfe in Westfalen e. V. gibt es zwei Beratungsstellen für Frauen und Mädchen aus Ostwestfalen-Lippe: Seit 1997 hilft die Beratungsstelle Nadeschda Frauen, die Opfer von Menschenhandel geworden sind und in die Prostitution gezwungen wurden. Nadeschda ist russisch und bedeutet Hoffnung. Die Prostituierten- und Ausstiegsberatung für Mädchen und junge Frauen Theodora nahm im März 2011 ihre Arbeit auf, die Beratungsstelle Yuna für weibliche Genitalverstümmungen gibt es seit November 2023.
Soziale Einrichtungen sind die Arbeiterwohlfahrt, das Arbeitslosenzentrum, der Caritasverband, der Deutsche Kinderschutzbund, der Deutsche Paritätische Wohlfahrtsverband, das Deutsche Rote Kreuz Kreisverband Herford-Stadt, das Diakonische Werk, der ambulante Hospizdienst Hospizbewegung Herford und die Herforder Tafel mit Filialen in Enger, Spenge und Hiddenhausen. Seit 1982 gibt es Die Klinke, eine gemeinnützige Gesellschaft für psychosoziale Arbeit im Kreis Herford. Die Angebote bestehen aus Betreutem Wohnen, einer Kontakt- und Begegnungsstätte, einer Tagesstätte in Herford mit einer Zweigstelle in Kirchlengern. Der Herforder Mittagstisch e. V. gibt warmes Mittagessen an Bedürftige aus. Im selben Haus sind die Sozialberatungsstelle und die Fachstelle für Wohnungserhalt der Stadt untergebracht. Der Arbeitskreis Recycling in der Radewiger Feldmark hat einen Verkauf in der Innenstadt.

### Vereinigungen

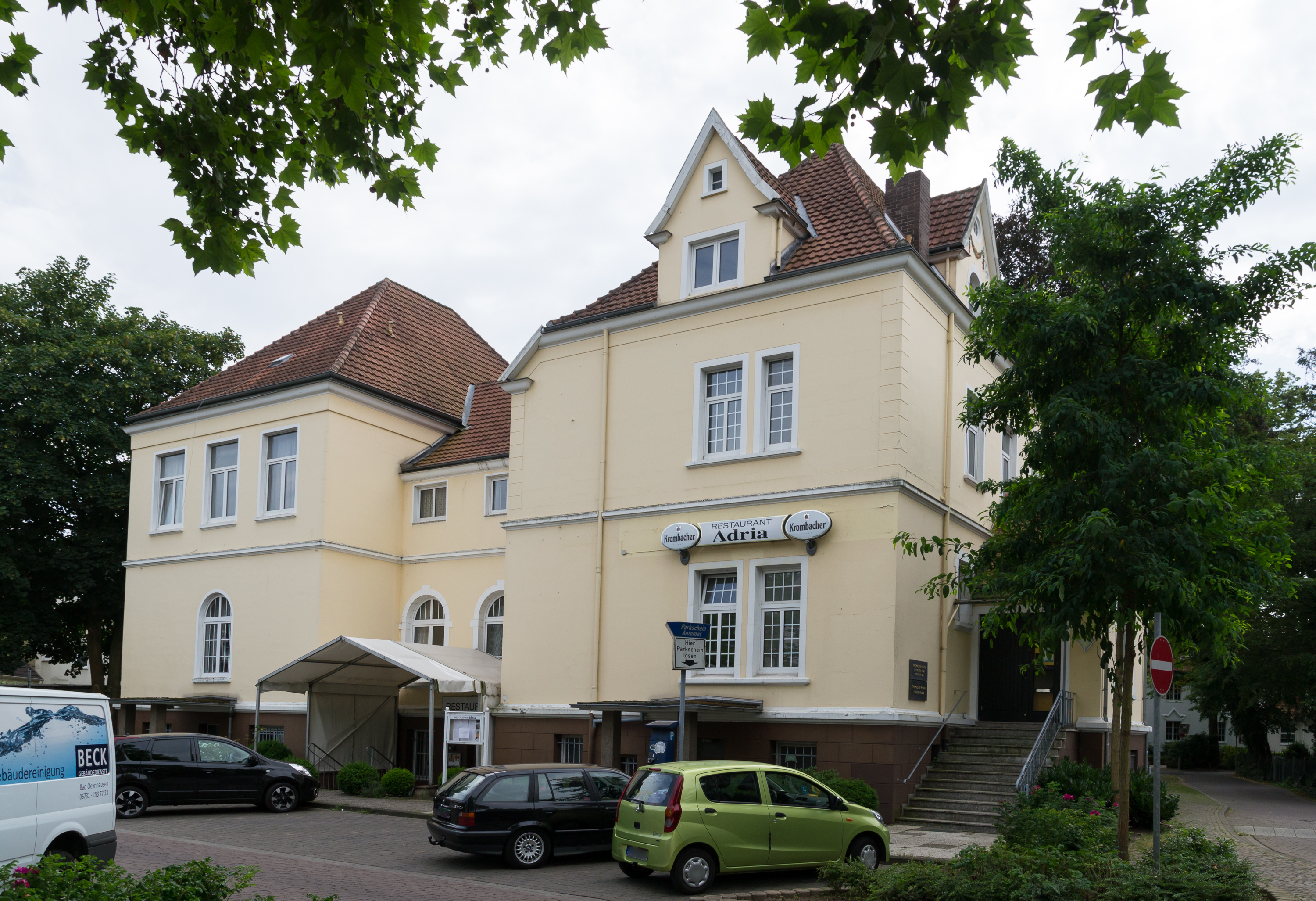
Gebäude der Freimaurerloge

Im 1906 und 1924 in zwei Bauabschnitten errichteten Logenhaus am Logenplatz hat die 1899 gegründete Freimaurerloge „Zur Roten Erde“ ihren Sitz. Seit 1972 befindet sich dort auch die Loge „The Rose of Minden“ der britischen Freimaurer in Deutschland. Weitere dort ansässige Logen siehe unter Freimaurerlogen in Herford.
Außerdem gibt es in der Stadt zwei Lions-Clubs und drei Rotary-Clubs.

### Bildung

#### Schulen
Herford hat ein gut ausgebautes Schulsystem mit elf Grundschulen in städtischer Trägerschaft und einer privaten Grundschule. Die 18 städtischen Schulen besuchten im Schuljahr 2014/15 etwa 7.800 Schülerinnen und Schüler, wovon ein Teil nicht in Herford wohnt. An der privaten Grundschule werden etwa 20 Schülerinnen und Schüler unterrichtet. In allen Grundschulen wird die Offene Ganztagsschule angeboten, die ein freiwillig zu nutzendes Ganztagsangebot für alle Familien mit Kindern im Grundschulalter in Herford bietet.
Als weiterführende Schulen stehen in Herford eine Förderschule, drei Realschulen, drei Gymnasien, sowie eine Gesamtschule zur Verfügung. Das um 800 gegründete, ursprünglich altsprachliche Friedrichs-Gymnasium ist die älteste existierende Institution der Stadt überhaupt (siehe Liste älteste Schulen im deutschen Sprachraum). Seit 1972 befindet sich die Schule in den Werregärten, nicht weit entfernt vom ehemals neusprachlich/mathematisch-naturwissenschaftlichen Ravensberger Gymnasium (vorher Oberrealschule), das dort 1960 neu gebaut wurde. Das Königin-Mathilde-Gymnasium auf dem Stiftberg war ursprünglich ein Lyzeum für Mädchen. Seit 1974 werden dort auch Jungen unterrichtet. Sie ist Sportschule des Landes Nordrhein-Westfalen mit einem gemeinsamen Standort in Bielefeld und Herford. Die drei Realschulen sind die Geschwister-Scholl-Schule, die Otto-Hahn-Schule und die Ernst-Barlach-Schule.
Für die Berufsschüler stehen sieben Berufskollegs zur Verfügung: Die Fachschule für Agrarwirtschaft, das Elisabeth-von-der-Pfalz-Berufskolleg des Kirchenkreises Herford, das Berufskolleg am Wilhelmsplatz des Instituts für Weiterbildung in Wirtschaft und Gesellschaft e. V., das Berufskolleg der AWO für das Sozial- und Gesundheitswesen sowie in Trägerschaft des Kreises Herford das Berufskollegzentrum, bestehend aus dem Friedrich-List-Berufskolleg, dem Wilhelm-Normann-Berufskolleg und dem Anna-Siemsen-Berufskolleg.

#### Hochschulen

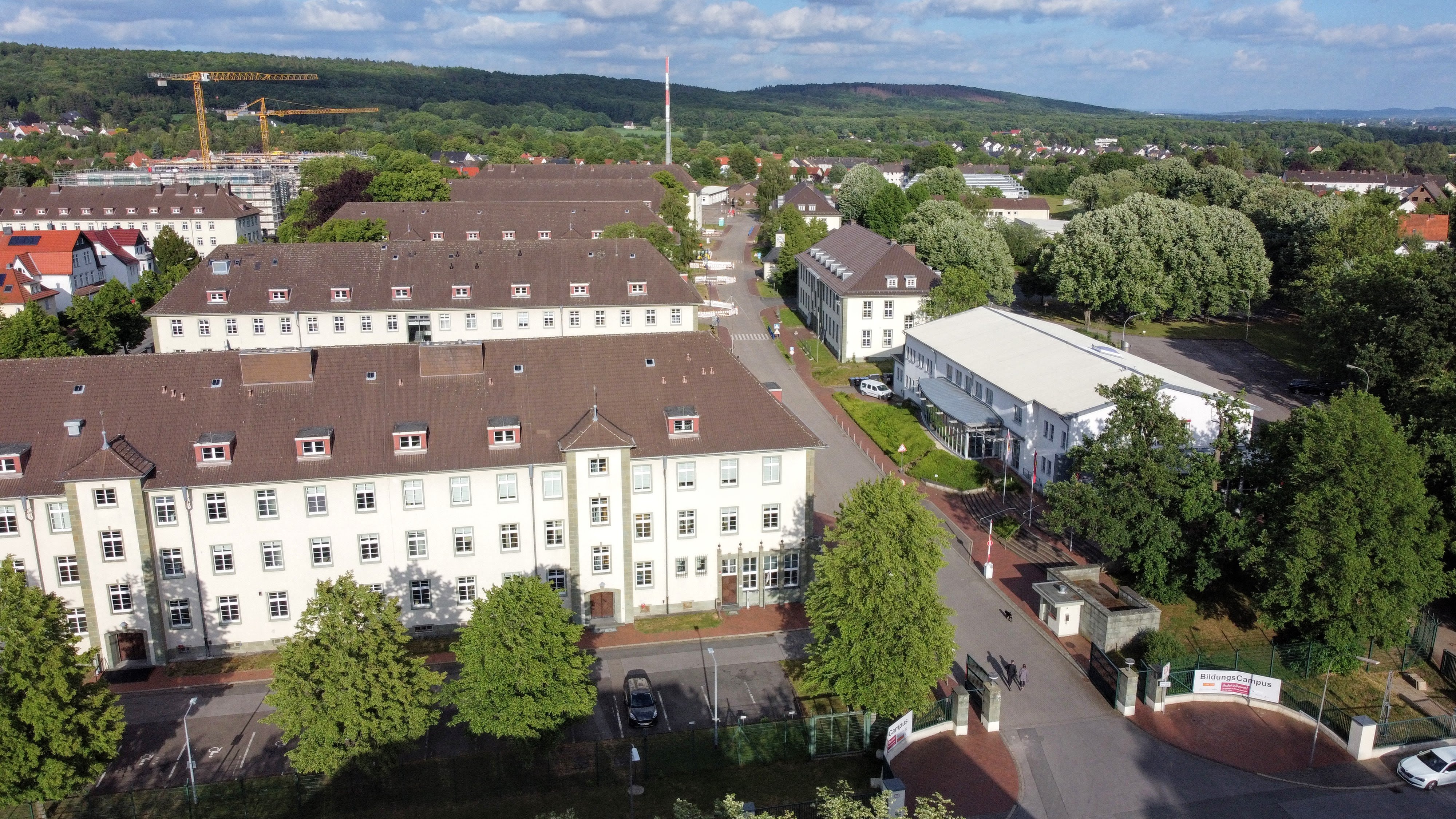
BildungsCampus Herford

1948 wurde in Herford die Landeskirchenmusikschule gegründet, die für die Ausbildung von Kirchenmusikern in Westfalen zuständig ist. 1991 wurde sie in die Hochschule für Kirchenmusik der Evangelischen Kirche von Westfalen umgewandelt. Sie ist eine von sieben evangelischen Hochschulen für Kirchenmusik in Deutschland. Im September 2017 wurde der Bildungscampus Herford auf dem Gelände der ehemaligen Wentworth-Kaserne auf dem Stiftberg eröffnet. Dort sollen mehrere Bildungseinrichtungen angesiedelt werden. Als erstes nahm eine Außenstelle der Fachhochschule für Finanzen Nordrhein-Westfalen (FHF) ihren Betrieb auf, die seit Dezember 2019 Hochschule für Finanzen Nordrhein-Westfalen heißt.
Daneben gibt es in Herford ein Studienzentrum der Fernuniversität in Hagen sowie ein Studienzentrum der Hamburger Fern-Hochschule für die Studiengänge Betriebswirtschaft, Wirtschaftsrecht, Wirtschaftsingenieurwesen, Ergänzungsstudiengang Wirtschaft. Im Museum Marta wurde im Mai 2009 ein Beratungsbüro der Technische Hochschule Ostwestfalen-Lippe und im Januar 2010 ein Beratungsbüro der Fachhochschule Bielefeld eingerichtet.

### Verkehr

#### Schienenverkehr

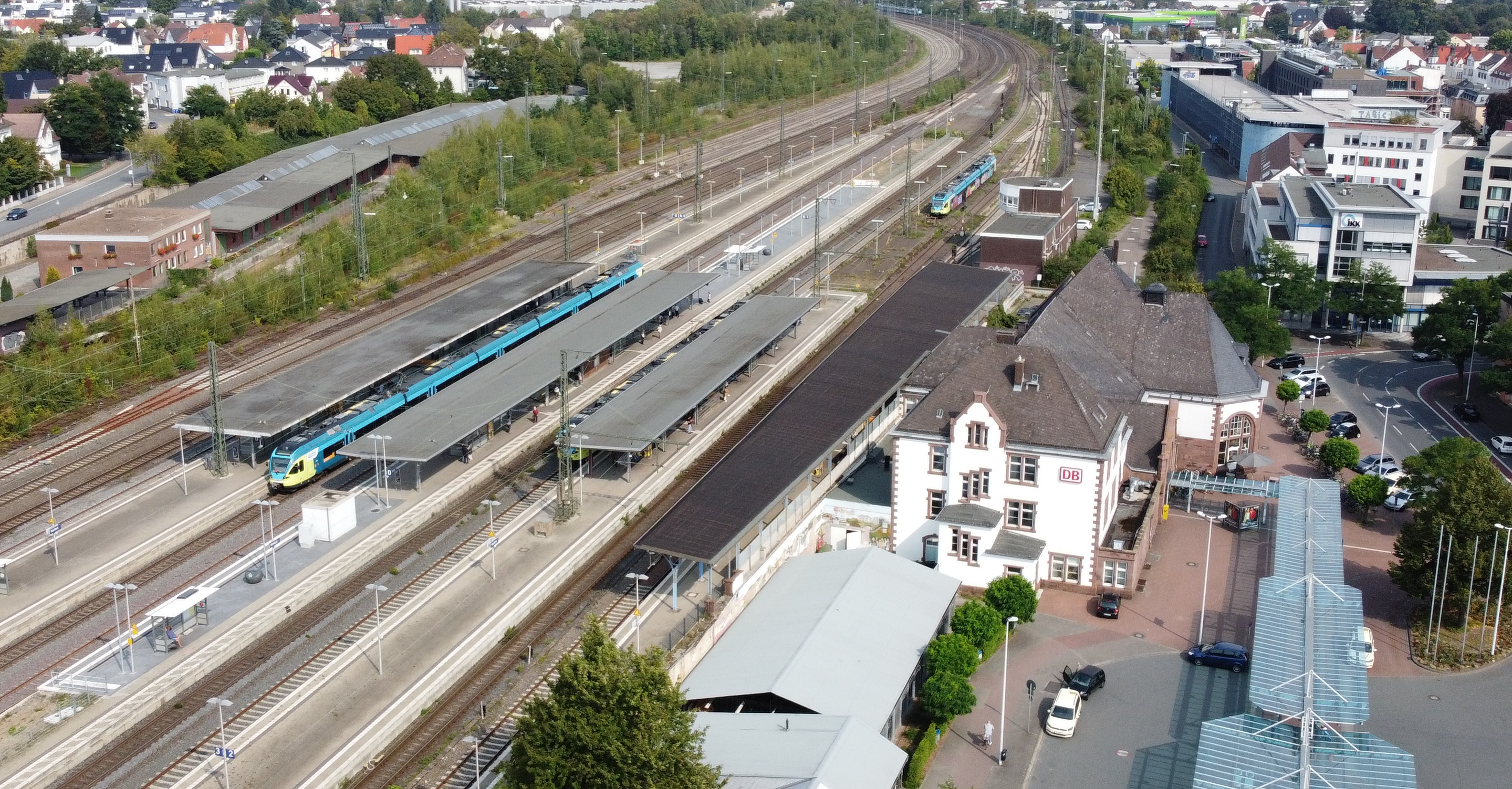
Bahnhof Herford Luftbild

Der Herforder Bahnhof ist ein Kreuzungsbahnhof mit vier Bahnsteigen und sieben Bahnsteiggleisen. Er liegt an der elektrifizierten, viergleisigen Bahnstrecke Hamm–Minden, der Hauptverbindung aus dem Ruhrgebiet nach Hannover und Berlin, die 1847 von der historischen Köln-Mindener Eisenbahn-Gesellschaft eröffnet wurde. Hier zweigen die Verbindungsstrecke Herford–Kirchlengern nach Osnabrück und Rahden sowie die Bahnstrecke Herford–Altenbeken (Lippische Bahn) ab. Im Schienenpersonennahverkehr ist Herford nach Bielefeld der zweitgrößte Eisenbahnknotenpunkt im Regionalverkehr Ostwestfalens mit stündlich zehn ankommenden und abfahrenden Nahverkehrszügen sowie stündlich einem InterCity und mehreren täglichen ICE zwischen Berlin und Köln.

#### Öffentlicher Personennahverkehr

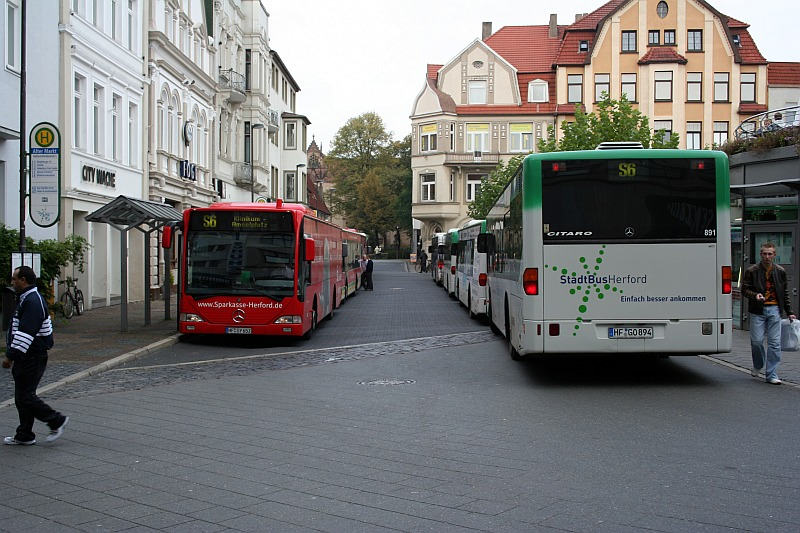
Zentraler Bus-Treffpunkt am Alten Markt

Der Öffentliche Personennahverkehr wird in es erster Linie durch das Stadtnetz der Busse in Herford mit zwei Knotenpunkten definiert: Zum einen der ZOB am Bahnhof Herford und zum anderen der zentrale Umsteigepunkt am Alten Markt. Das Herforder Stadtbusnetz besteht aus sechs Linien (S1 bis S6). Regionalbusse fahren unter anderem nach Bünde, Löhne, Vlotho, Bad Salzuflen, Spenge, Bielefeld-Milse (Stadtbahn) und Schildesche. An Wochenenden und vor Feiertagen verkehren Nachtbusse im Stadtgebiet und nach Bielefeld (Ringlokschuppen und Jahnplatz), Bünde, Enger sowie DiscoBusse nach Löhne und Bad Salzuflen.
Ergänzt wird das Bussystem durch die Anrufsammeltaxis, die Anruflinientaxis und dem Taxibus ergänzt. Zudem gibt es einen Fahrradbus, der die Städte Herford und Vlotho miteinander verbindet.
Der Busverkehr in Herford und einem Teil des Kreises Herford wird seit Juni 2011 von den Busverkehr Ostwestfalen GmbH durchgeführt. Die Stadt gehört dem Verbund Westfalentarif und landesweit zum NRW-Tarif.

#### Straßenverkehr

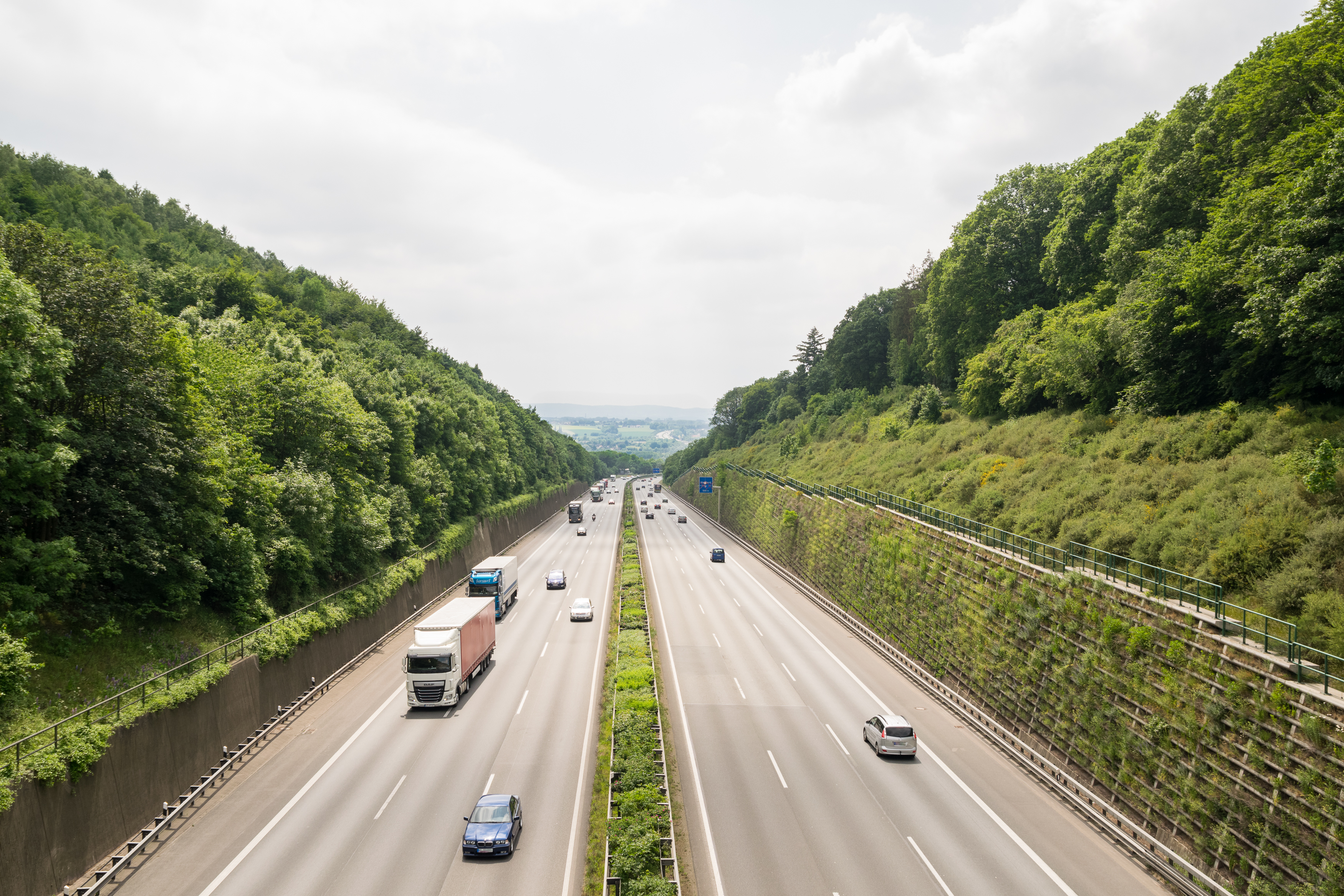
Autobahn 2 durch den Herforder Stuckenberg, Blick Richtung Dortmund

Im Herforder Stadtzentrum wird die Parkraumbewirtschaftung durch ein Parkleitsystem entlang des Innenstadtrings (Berliner Straße, Auf der Freiheit, Wittekindstraße, Hermannstraße, Rennstraße, Johannisstraße, Bergertorstraße) unterstützt, das die Autofahrer über freie Parkplätze informiert. In der Innenstadt gibt es vier Parkhäuser: Das Parkhaus „Altstadt“ bietet Platz für 577 Personenkraftwagen, das Parkhaus „Neustadt“ 412, das Parkhaus „Radewig“ am Bahnhof 444 Parkplätze, die auch von Bahnreisenden genutzt werden können, und das Parkhaus Marta-Areal 456 Parkplätze. Weitere öffentliche Parkplätze befinden sich auf dem Rathausplatz, am Amtsgericht, am Technischen Rathaus, am „Faulen Steg“, am Wilhelmsplatz und vor dem Stadttheater sowie am Wochenende und nach Dienstschluss in der Tiefgarage der Sparkasse „Auf der Freiheit“, auf den Mitarbeiterparkplätzen am Rathaus, am technischen Rathaus, an der Sparkasse/Volksbank „Am Pulverturm“ und bei E.ON Westfalen Weser an der Bielefelder Straße. Außerhalb der Innenstadt befinden sich Parkhäuser am Klinikum und in der Nähe des Berufskollegzentrums.
Die Autobahn A 2 streift seit 1938 das Stadtgebiet im Osten. Dort befinden sich die Anschlussstellen Herford Ost, Herford/Bad Salzuflen und Ostwestfalen-Lippe sowie je Fahrtrichtung ein Autobahnparkplatz. Im Norden ist die Autobahn 30 mit der Anschlussstelle Kirchlengern zu erreichen. Die Bundesstraßen 239 und 61 dienen als Umgehungsstraße für den Fernverkehr.
Herford ist Sitz der Autobahnmeisterei Herford, die sich in der Nähe der Autobahnanschlussstelle Herford Ost befindet und der Autobahnpolizei, die in der Nähe der Anschlussstelle Herford/Bad Salzuflen stationiert ist.

#### Fahrradverkehr
Die Stadt Herford ist Gründungsmitglied in der Arbeitsgemeinschaft fahrradfreundliche Städte und Gemeinden in Nordrhein-Westfalen und trat der Arbeitsgemeinschaft 1993 bei. Eingebunden ist Herford in die Planung eines Radschnellweg, der von Minden über Herford und Bielefeld nach Gütersloh führen soll.
Am Bahnhof befinden sich eine Fahrradstation (Parkhaus und Rad-Center mit Werkstatt und Verkauf). In und um Herford gibt es ein ausgeschildertes Radwegenetz und mehrere lokale Fahrradrouten. Die BahnRadRoute Weser-Lippe verläuft durch die Stadt. Landschaftlich schöne Strecken sind die Fuß- und Radwege direkt an der Werre nach Bad Salzuflen und über die ehemalige Kleinbahntrasse nach Enger. Diese Strecken sind oft stark frequentiert.

#### E-Scooter
Seit Mitte Mai 2020 hat die Firma Tier Mobility 150 E-Scooter im Stadtgebiet verteilt. Diese können über eine Smartphone-App ausgeliehen und am Ende der Fahrt einfach an Ort und Stelle abgestellt werden.

#### Luftverkehr
Der nächstgelegene Flughafen ist der Flughafen Paderborn/Lippstadt mit einer Entfernung von 85 Kilometern. Der Flughafen Hannover ist 90 Kilometer von Herford entfernt. 1911 wurde in Herford auf dem Füllenbruch eine provisorische Landebahn für Notlandungen errichtet, sie wurde während des Zweiten Weltkrieges zerstört. In Herford wurden bis zum Zweiten Weltkrieg Flugsportschauen durchgeführt.

#### Brücken
Herford liegt an den durch das Stadtgebiet führenden Flüssen Werre, die Aa und dem Stadtgraben. Über diese drei Wasserläufe führen mehr als 20 Straßen-, Eisenbahn- und Fußgängerbrücken. Zudem führt die der Weg der Köln-Mindener Eisenbahn-Gesellschaft durch die Stadt. Deren Bahnanlagen erfordert 17 Brücken über Straßen und Flüsse.
Die Herforder Brücken haben keine offiziellen Namen. Einige werden von der Bevölkerung nach der Straße, die über die jeweilige Brücke führt, oder nach den ehemaligen Stadttoren benannt. So gibt es die Lübbertorbrücke, die zwei Bergertorbrücken über die Werre und eine der ältesten Herforder Brücken, die Steintorbrücke über den Stadtgraben.

### Digitale Infrastruktur
Im Februar 2021 unterzeichnete die Stadt Herford eine Vereinbarung mit der Glasfaser NordWest, einem Joint Venture der Telekom und der EWE, über den Ausbau eines Glasfasernetzes im Stadtgebiet. Ab März 2021 wurde mit den Bauarbeiten für den Stadtteil Friedenstal begonnen. Hier können 3.800 Haushalte und Unternehmen angeschlossen werden. Ab der zweiten Jahreshälfte 2021 wird der Ausbau in der Radewiger Feldmark weitergeführt. Hier können zusätzliche 4.400 Haushalte und Unternehmen angeschlossen werden.
Die Freifunk Herford Community unterstützt den Ausbau und Betrieb eines öffentlichen WLAN im Stadtgebiet mit 131 Zugangsknoten (Stand: Mai 2021). Zusätzlich werden WLAN-Hotspots an mehreren öffentlichen Plätzen durch die Stadtwerke Herford betrieben.

### Energieversorgung

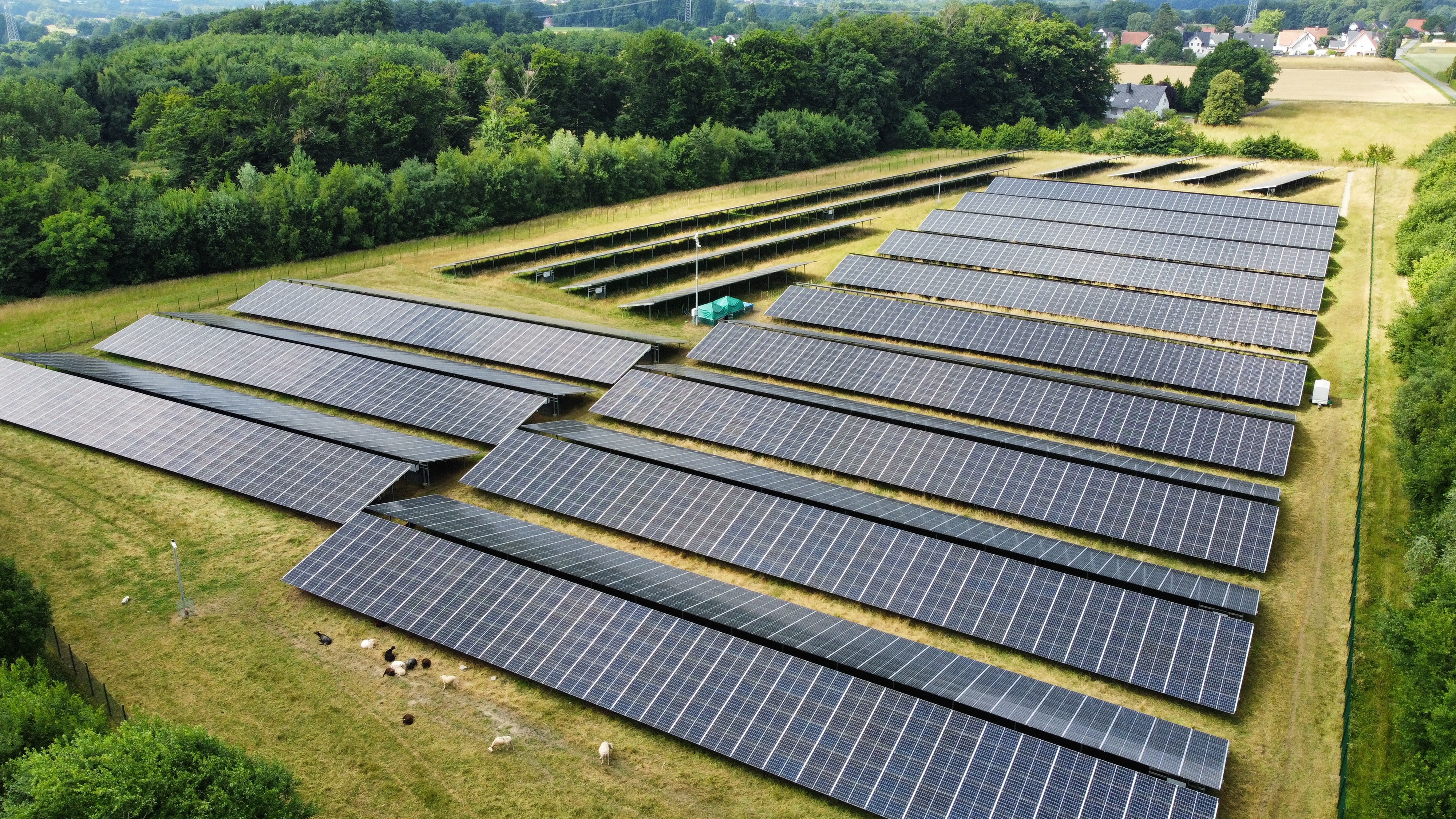
PV-Anlage Hainkamp mit Service-Schafen

Das Stromnetz wird in Herford durch Westfalen Weser Netz betrieben. Das Gasnetz betreiben die Stadtwerke Herford. Grundversorger für Strom ist die E.ON Energie. Grundversorger für Gas sind die Stadtwerke Herford.
Die Stadtwerke Herford treiben den Ausbau Erneuerbarer Energien voran. Sie betreiben PV-Freiflächenanlagen, Windkraftanlagen und wollen in Batteriespeicher investieren. Der Ausbau wird darüberhins von vielen privaten Initiativen beschleunigt. Seit 2011 gibt es die Friedensfördernde Energie-Genossenschaft Herford, die u. a. zwei große PV-Freiflächenanlagen betreibt.

## Persönlichkeiten

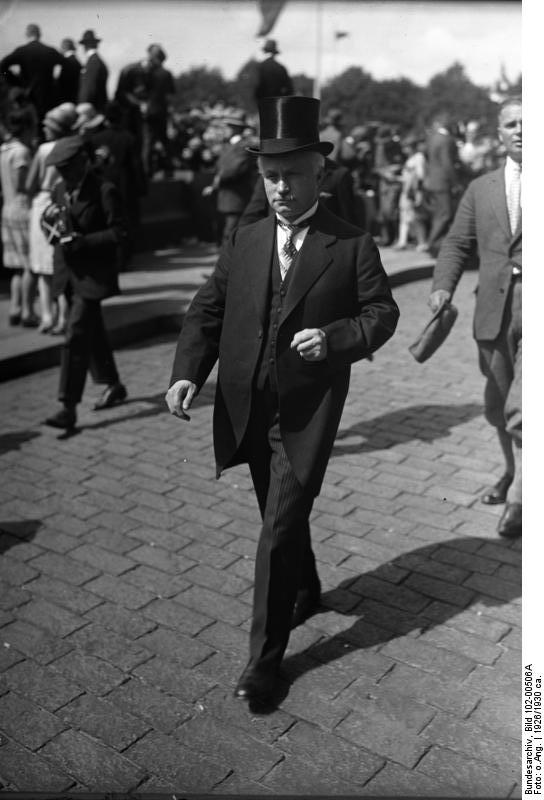
Carl Severing (1875–1952), Reichs- und preuß. Innenminister, hier um 1926/30

Zu Beginn des 10. Jahrhunderts wurde Königin Mathilde, die Gemahlin des ostfränkischen Königs Heinrich I., im Kloster ihrer gleichnamigen Großmutter Mathilde in Herford erzogen. Sie zeichnete sich als Wohltäterin der Armen und Gründerin geistlicher Stiftungen aus. In Herford wurden der Chemiker und Arzt Otto Tachenius (1610–1680) und der Architekt und Baumeister Matthäus Daniel Pöppelmann (1662–1736), der Erbauer des Dresdner Zwingers geboren. Außerdem sind hier der U-Boot-Kommandant im Ersten Weltkrieg Otto Weddigen (1882–1915), der Reichsinnenminister und preußische Innenminister Carl Severing (1875–1952), die SPD-Politikerin und Mitgestalterin des Grundgesetzes Frieda Nadig (1897–1970), der erste Ministerpräsident (1946) Brandenburgs Karl Steinhoff (1892–1981), sowie der erste Präsident des Bundesverfassungsgerichts Hermann Höpker-Aschoff (1883–1954) geboren.
Hermann Kunst (1907–1999) war von 1932 bis 1956 Pfarrer der ev.-luth. Mariengemeinde Stift Berg und gleichzeitig bis 1945 Standortpfarrer sowie von 1942 bis 1954 Superintendent des Kirchenkreises Herford. Von 1949 bis 1977 war er der erste Bevollmächtigte des Rates der Evangelischen Kirche in Deutschland (EKD) bei der Bundesregierung. Von 1956 bis 1972 war er gleichzeitig evangelischer Militärbischof. Sein Grab befindet sich auf dem Herforder Erika-Friedhof.
Der Schauspieler Edgar Selge verbrachte seine Kindheit und Jugend in Herford. Sein Vater leitete zwischen 1952 und 1969 die Justizvollzugsanstalt für Jugendliche an der Eimterstraße. Aus dem Herforder Stadtteil Diebrock stammt die Familie des Schauspielers Dietrich Hollinderbäumer.